# 2005 dans les parcs de loisirs
| Années des parcs de loisirs : 2002 - 2003 - 2004 - 2005 - 2006 - 2007 - 2008    |
| Décennies des parcs de loisirs : 1970 - 1980 - 1990 - 2000 - 2010 - 2020 - 2030 |

## Parcs d'attractions

### Ouverture
- Hong Kong Disneyland ( Chine)
- Kings City ( Israël)
- Plopsa Indoor Hasselt ( Belgique)
- Wonderla (en) à Bangalore ( Inde)
- Zoomarine ( Italie)

### Fermeture
- Dreamland Margate ( Royaume-Uni)
- Six Flags Astroworld ( États-Unis)

### Changement de nom
- Six Flags Belgium devient Walibi Belgium ( Belgique)
- Six Flags Holland devient Walibi World ( Pays-Bas)
- Universal Mediterranea devient PortAventura et le parc Port Aventura devient PortAventura Park[N 1] ( Espagne)
- Warner Bros. Movie World Germany devient Movie Park Germany ( Allemagne)

## Événements
- Mai
  - 4 mai -  Espagne - Anheuser-Busch vend ses 13,6 % de parts dans PortAventura à La Caixa qui prend le contrôle à 100 % du complexe, plus de 93 % directement et 6,3 % par l'intermédiaire de sa filiale Acesa (Abertis)[1],[N 2]. La Caixa devient à la fois investisseur et propriétaire.

## Analyse économique de l'année
Classements des parcs les plus fréquentés en 2005.

### Classement des 25 parcs d'attractions les plus visités dans le monde
Observation du nombre d'entrées (c'est-à-dire de la fréquentation) des 25 parcs d'attractions les plus visités, quelle que soit leur location. Pour 2005, ce total s'est élevé à 253 millions de visiteurs, en augmentation (de 2,2 %) par rapport à 2004.
| Rang          | Parc                             | Ville / Pays              | Fréquentation (en millions de visiteurs) | Tendance |
| ------------- | -------------------------------- | ------------------------- | ---------------------------------------- | -------- |
| 1             | Magic Kingdom                    | Orlando / États-Unis      | 16 200 000                               | 6,5 %    |
| 2             | Disneyland                       | Anaheim / États-Unis      | 14 500 000                               | 8 %      |
| 3             | Tokyo Disneyland                 | Tokyo / Japon             | 13 000 000                               | -1,5 %   |
| 4             | Tokyo DisneySea                  | Tokyo / Japon             | 12 000 000                               | 1,6 %    |
| 5             | Parc Disneyland                  | Chessy / France           | 10 200 000                               | 0,0 %    |
| 6             | Epcot                            | Orlando / États-Unis      | 9 900 000                                | 5,5 %    |
| 7             | Disney-MGM Studios               | Orlando / États-Unis      | 8 600 000                                | 6,0 %    |
| 8             | Disney's Animal Kingdom          | Orlando / États-Unis      | 8 200 000                                | 5,0 %    |
| 9             | Universal Studios Japan          | Osaka / Japon             | 8 000 000                                | -19,0 %  |
| 10            | Universal Studios Florida        | Orlando / États-Unis      | 6 100 000                                | -8,5 %   |
| 11            | Pleasure Beach, Blackpool        | Blackpool / Royaume-Uni   | 6 000 000                                | -3,2 %   |
| 12            | Disney's California Adventure    | Anaheim / États-Unis      | 5 800 000                                | 3,6 %    |
| 13            | Universal's Islands of Adventure | Orlando / États-Unis      | 5 760 000                                | -8,5 %   |
| 14            | SeaWorld Orlando                 | Orlando / États-Unis      | 5 600 000                                | 0,2 %    |
| 15            | Universal Studios Hollywood      | Los Angeles / États-Unis  | 4 700 000                                | -6,0 %   |
| 16            | Busch Gardens Tampa              | Tampa / États-Unis        | 4 310 000                                | 5,1 %    |
| 17            | Ocean Park                       | Hong Kong / Chine         | 4 000 000                                | 5,3 %    |
| 18            | Europa-Park                      | Rust / Allemagne          | 3 950 000                                | 19,7 %   |
| 19            | Canada's Wonderland              | Vaughan / Canada          | 3 700 000                                | 7,0 %    |
| 20            | Knott's Berry Farm               | Buena Park / États-Unis   | 3 600 000                                | 1,0 %    |
| 21 (ex aequo) | Paramount's Kings Island         | Mason / États-Unis        | 3 300 000                                | -5,1 %   |
| 21 (ex aequo) | Efteling                         | Kaatsheuvel / Pays-Bas    | 3 300 000                                | 3,1 %    |
| 23            | Cedar Point                      | Sandusky / États-Unis     | 3 100 000                                | -3,0 %   |
| 24            | Six Flags Great America          | Gurnee / États-Unis       | 2 860 000                                | 24,0 %   |
| 25            | Busch Gardens Williamsburg       | Williamsburg / États-Unis | 2 600 000                                | 8,3 %    |

### Classement des 20 parcs d'attractions les plus visités en Amérique du Nord
| Rang | Parc                             | Ville / Pays              | Fréquentation (en millions de visiteurs) | Tendance |
| ---- | -------------------------------- | ------------------------- | ---------------------------------------- | -------- |
| 1    | Magic Kingdom                    | Orlando / États-Unis      | 16 200 000                               | 6,5 %    |
| 2    | Disneyland                       | Anaheim / États-Unis      | 14 500 000                               | 8,0 %    |
| 3    | Epcot                            | Orlando / États-Unis      | 9 900 000                                | 5,5 %    |
| 4    | Disney-MGM Studios               | Orlando / États-Unis      | 8 600 000                                | 6,0 %    |
| 5    | Disney's Animal Kingdom          | Orlando / États-Unis      | 8 200 000                                | 5,0 %    |
| 6    | Universal Studios Florida        | Orlando / États-Unis      | 6 100 000                                | 8,5 %    |
| 7    | Disney's California Adventure    | Anaheim / États-Unis      | 5 800 000                                | 3,6 %    |
| 8    | Universal's Islands of Adventure | Orlando / États-Unis      | 5 760 000                                | -8,5 %   |
| 9    | SeaWorld Orlando                 | Orlando / États-Unis      | 5 600 000                                | 0,2 %    |
| 10   | Universal Studios Hollywood      | Los Angeles / États-Unis  | 4 700 000                                | -6,0 %   |
| 11   | Paramount's Kings Island         | Mason / États-Unis        | 3 300 000                                | -5,1 %   |
| 12   | Cedar Point                      | Sandusky / États-Unis     | 3 100 000                                | -3,0 %   |
| 13   | Busch Gardens Tampa              | Tampa / États-Unis        | 4 310 000                                | 5,1 %    |
| 14   | Paramount Canada's Wonderland    | Vaughan / Canada          | 3 700 000                                | 7,0 %    |
| 15   | Knott's Berry Farm               | Buena Park / États-Unis   | 3 600 000                                | 1,0 %    |
| 16   | Six Flags Great America          | Gurnee / États-Unis       | 2 860 000                                | 24 %     |
| 17   | Busch Gardens Williamsburg       | Williamsburg / États-Unis | 2 600 000                                | 8,3 %    |
| 18   | Dorney Park                      | Allentown / États-Unis    | 1 500 000                                | 9,0 %    |
| 19   | Valleyfair                       | Shakopee / États-Unis     | 980 000                                  | -5,0 %   |
| 20   | Worlds of Fun                    | Kansas City / États-Unis  | 800 000                                  | -10,0 %  |

## Attractions
Ces listes sont non exhaustives.

### Montagnes russes

#### Délocalisations
| Nom                               | Type / Modèle        | Constructeur | Parc                           | Pays        | Anciennement                                     |
| --------------------------------- | -------------------- | ------------ | ------------------------------ | ----------- | ------------------------------------------------ |
| Achtbaan Devenu Zeeslang en 2011. | Junior / Tivoli      | Zierer       | DippieDoe                      | Pays-Bas    | Avonturenslang à Avonturenpark Hellendoorn       |
| Galaxy Spin                       | Tournoyantes         | Zamperla     | Cypress Gardens Adventure Park | États-Unis  | Galaxy Spin à Fun Spot USA (en)                  |
| Go Go Sneaker                     | Wild Mouse           | Togo         | Rusutsu Resort                 | Japon       | Go Go Sneaker à Kintetsu Ayameike Amusement Park |
| Klondike Gold Mine                | Assise / ZL42        | Pinfari      | Funland Amusement Park         | Royaume-Uni | Klondike Gold Mine à Drayton Manor               |
| Rat                               | Wild Mouse           | Maurer Rides | Loudoun Castle                 | Royaume-Uni | Wild Mouse à Dreamland Margate                   |
| Tornado                           | Inversée / Invertigo | Vekoma       | Sommerland Syd                 | Danemark    | HangOver à Liseberg                              |
| Venom                             | E-Powered            | Garmendale   | Tir Prince Family Funfair      | Royaume-Uni | Venom à Camelot Theme Park                       |
| Zoomerang                         | Navette              | Vekoma       | Visionland                     | États-Unis  | Demon à Wonderland Sydney                        |

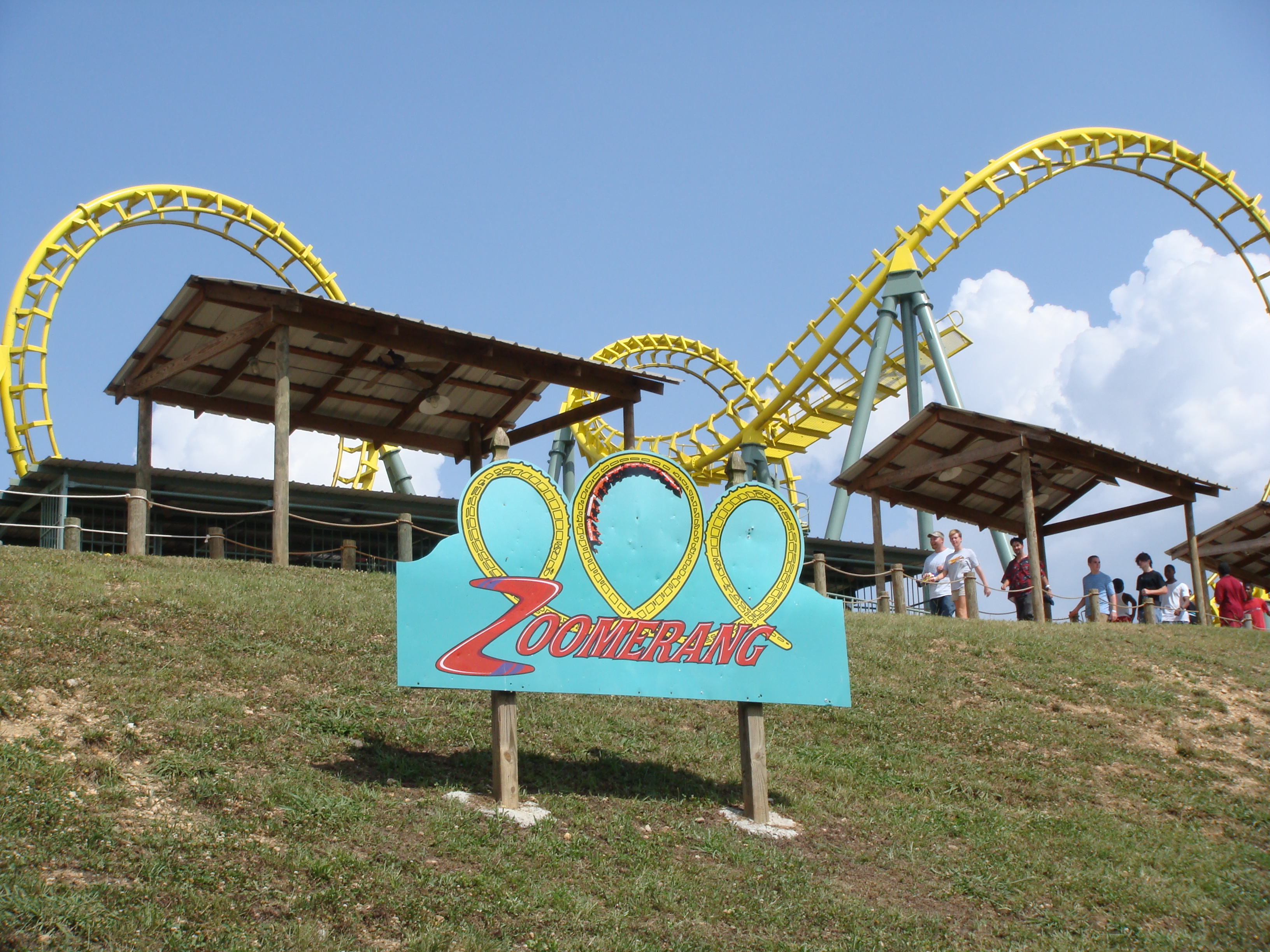
Zoomerang à VisionLand

#### Nouveautés
| Nom                            | Type                           | Constructeur               | Parc                                   | Pays         |
| ------------------------------ | ------------------------------ | -------------------------- | -------------------------------------- | ------------ |
| 1066 - Spirit of Conqueror     | Assises                        | Soquet                     | Festyland                              | France       |
| Anaconda                       | Inversées                      | Far Fabbri                 | Fantasy World                          | Kazakhstan   |
| Anaconda                       | Inversées                      | Far Fabbri                 | Nanhu Amusement Park                   | Chine        |
| Atlantica SuperSplash          | Aquatiques / SuperSplash       | Mack Rides                 | Europa-Park                            | Allemagne    |
| Bat                            | Inversées                      | Vekoma                     | Lagoon                                 | États-Unis   |
| Chenille                       | Junior                         | DAL Amusement Rides        | Magic Park Land                        | France       |
| Cliffhanger                    | Assises                        | I.E. Park                  | Blackgang Chine                        | Royaume-Uni  |
| Cobra                          | Navette                        | Vekoma                     | PowerPark                              | Finlande     |
| Crazy Caterpillar              | Junior                         |                            | Dreamland Margate                      | Royaume-Uni  |
| Donderstenen                   | Assises                        | Zierer                     | Avonturenpark Hellendoorn              | Pays-Bas     |
| Doo Wopper                     | Wild mouse                     | Zamperla                   | Morey's Piers                          | États-Unis   |
| Dynamite Express               | E-Powered                      | Mack Rides                 | Drievliet                              | Pays-Bas     |
| Family Coaster                 | Junior                         | DAL Amusement Rides        | Parc Saint-Paul                        | France       |
| Formule 1                      | Wild Mouse                     | Pax Company                | Parc Saint-Paul                        | France       |
| G Force                        | Assises                        | Maurer Rides               | Drayton Manor                          | Royaume-Uni  |
| Hades                          | Bois                           | The Gravity Group          | Mt. Olympus Water & Theme Park         | États-Unis   |
| Herky & Timmy's Racing Coaster | Junior / Vekoma Junior Coaster | Vekoma                     | Everland Resort                        | Corée du Sud |
| Hydra the Revenge              | Sans sol                       | Bolliger & Mabillard       | Dorney Park                            | États-Unis   |
| Italian Job Stunt Track        | Lancées                        | Premier Rides              | Paramount's Kings Island               | États-Unis   |
| Italian Job Stunt Track        | Lancées                        | Premier Rides              | Paramount Canada's Wonderland          | Canada       |
| Kanonen                        | Lancée                         | Intamin                    | Liseberg                               | Suède        |
| Kingda Ka                      | Lancée                         | Intamin                    | Six Flags Great Adventure              | États-Unis   |
| Leprotto Express               | Junior                         | L&T Systems                | Mirabilandia                           | Italie       |
| Pandemonium                    | Tournoyantes                   | Gerstlauer                 | Six Flags New England                  | États-Unis   |
| Piratenbaan                    | Junior                         | Zierer                     | Plopsa Indoor Hasselt                  | Belgique     |
| Pomme                          | Junior                         | SBF Visa Group             | Didi'Land                              | France       |
| Powder Keg                     | Lancée                         | S&S Worldwide              | Silver Dollar City                     | États-Unis   |
| Raging Spirits                 | Assises                        | Intamin Sansei Yusoki (en) | Tokyo DisneySea                        | Japon        |
| Rita - Queen of Speed          | Lancée                         | Intamin                    | Alton Towers                           | Royaume-Uni  |
| Road Runner Express            | Junior                         | Zamperla                   | The Great Escape & Splashwater Kingdom | États-Unis   |
| Sequoia Adventure              | Assises                        | S&S Worldwide              | Gardaland                              | Italie       |
| SheiKra                        | Machine plongeante             | Bolliger & Mabillard       | Busch Gardens Tampa                    | États-Unis   |
| Sky Wheel                      | SkyLoop                        | Maurer Rides               | Skyline Park                           | Allemagne    |
| Space Mountain                 | En intérieur                   | Vekoma                     | Hong Kong Disneyland                   | Chine        |
| Superman Escape                | Lancées                        | Intamin                    | Warner Bros. Movie World Australia     | Australie    |
| Tarántula                      | Tournoyantes                   | Maurer Rides               | Parque de Atracciones de Madrid        | Espagne      |
| Trombi                         | Volantes                       | Zamperla                   | Särkänniemi                            | Finlande     |
| Veggie Tales Sideshow Spin     | Junior                         | L&T Systems                | Dollywood                              | États-Unis   |
| Velocity                       | Motorbike                      | Vekoma                     | Flamingo Land Theme Park & Zoo         | Royaume-Uni  |
| Wild Mouse                     | Wild Mouse                     | Zamperla                   | Beech Bend Park                        | États-Unis   |
| Wild Train                     | Assies                         | Pax Company                | Erlebnispark Strasswalchen             | Autriche     |

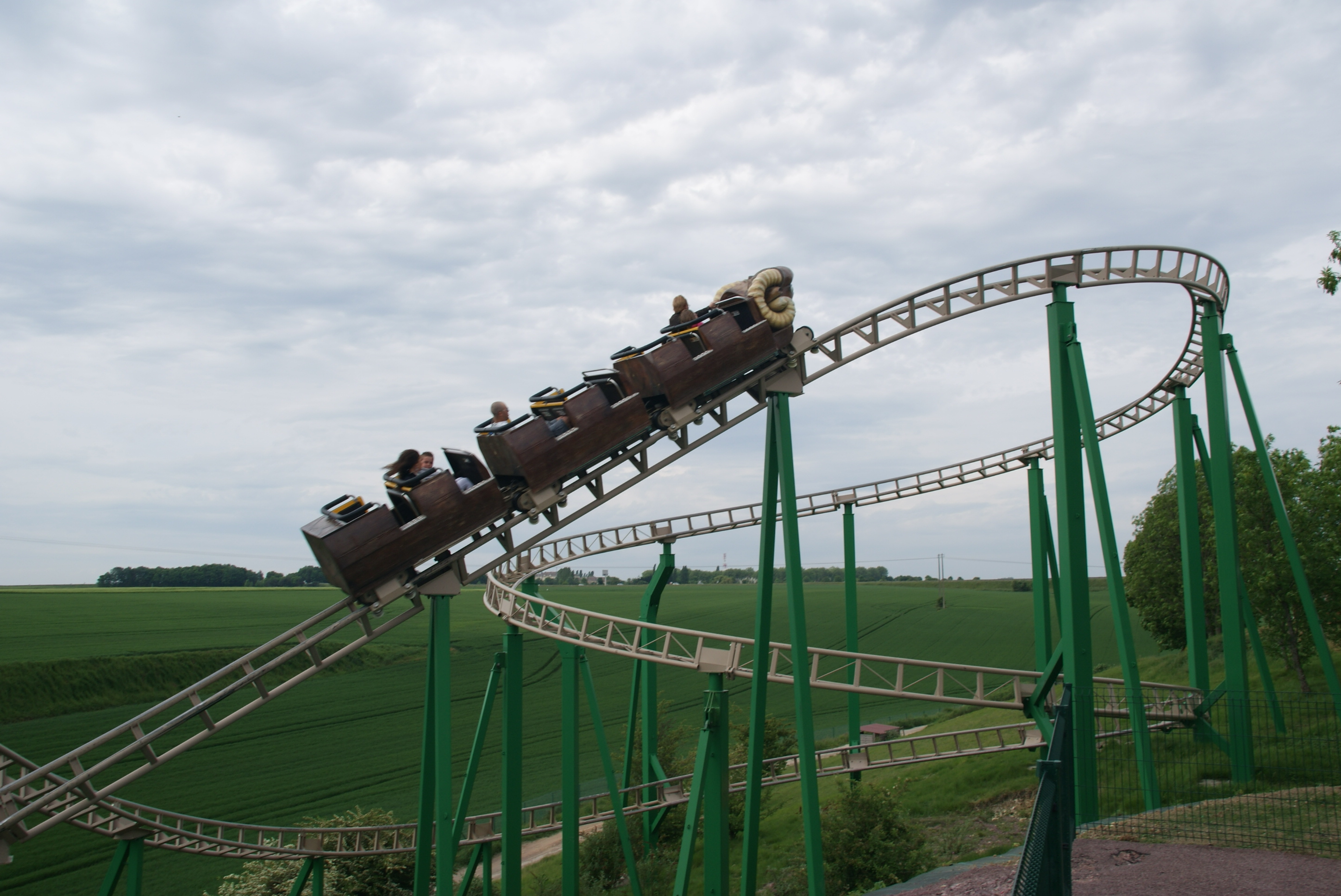
1066 à Festyland
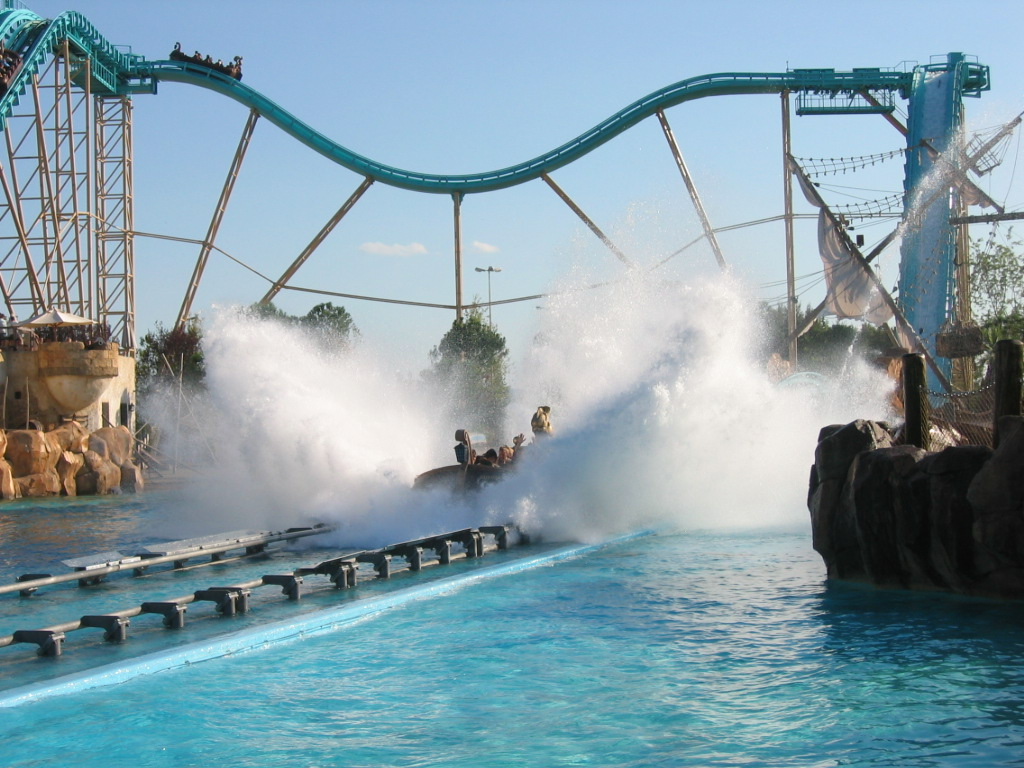
Atlantica SuperSplash à Europa-Park
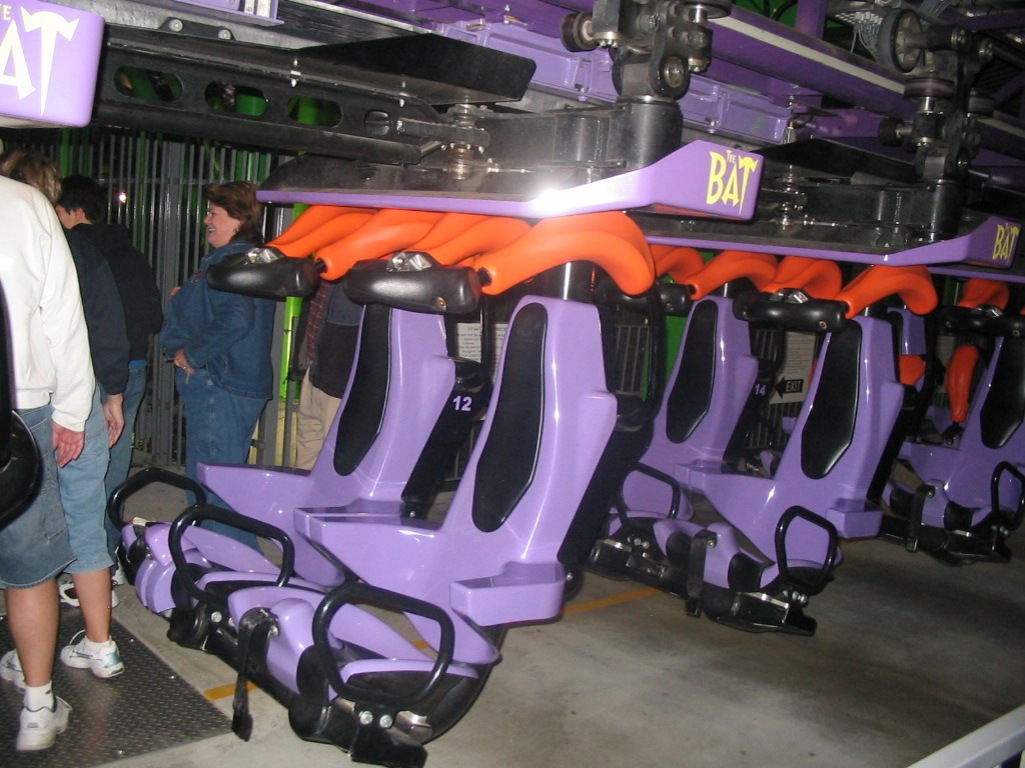
Bat à Lagoon
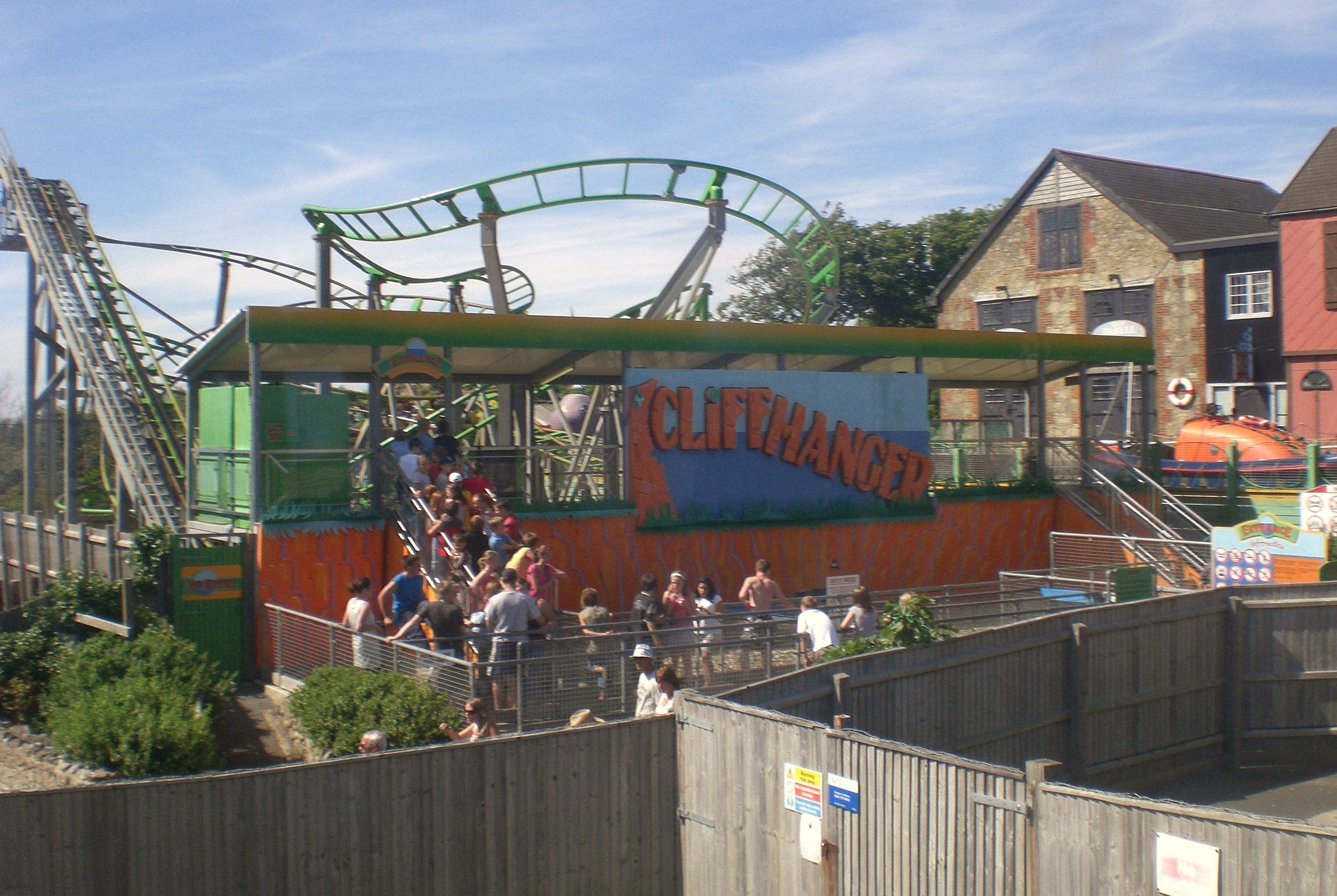
Cliffhanger à Blackgang Chine
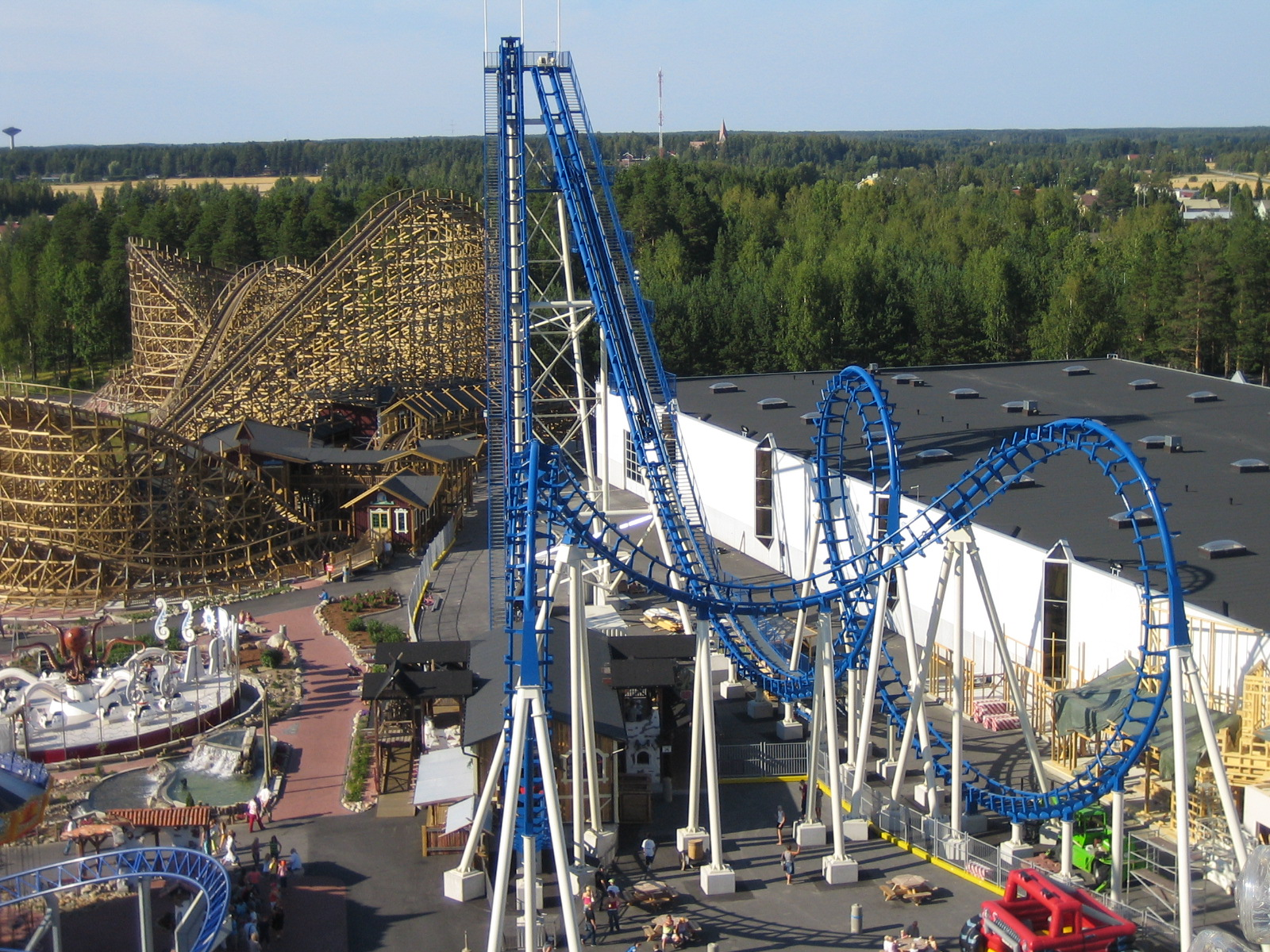
Cobra à PowerPark
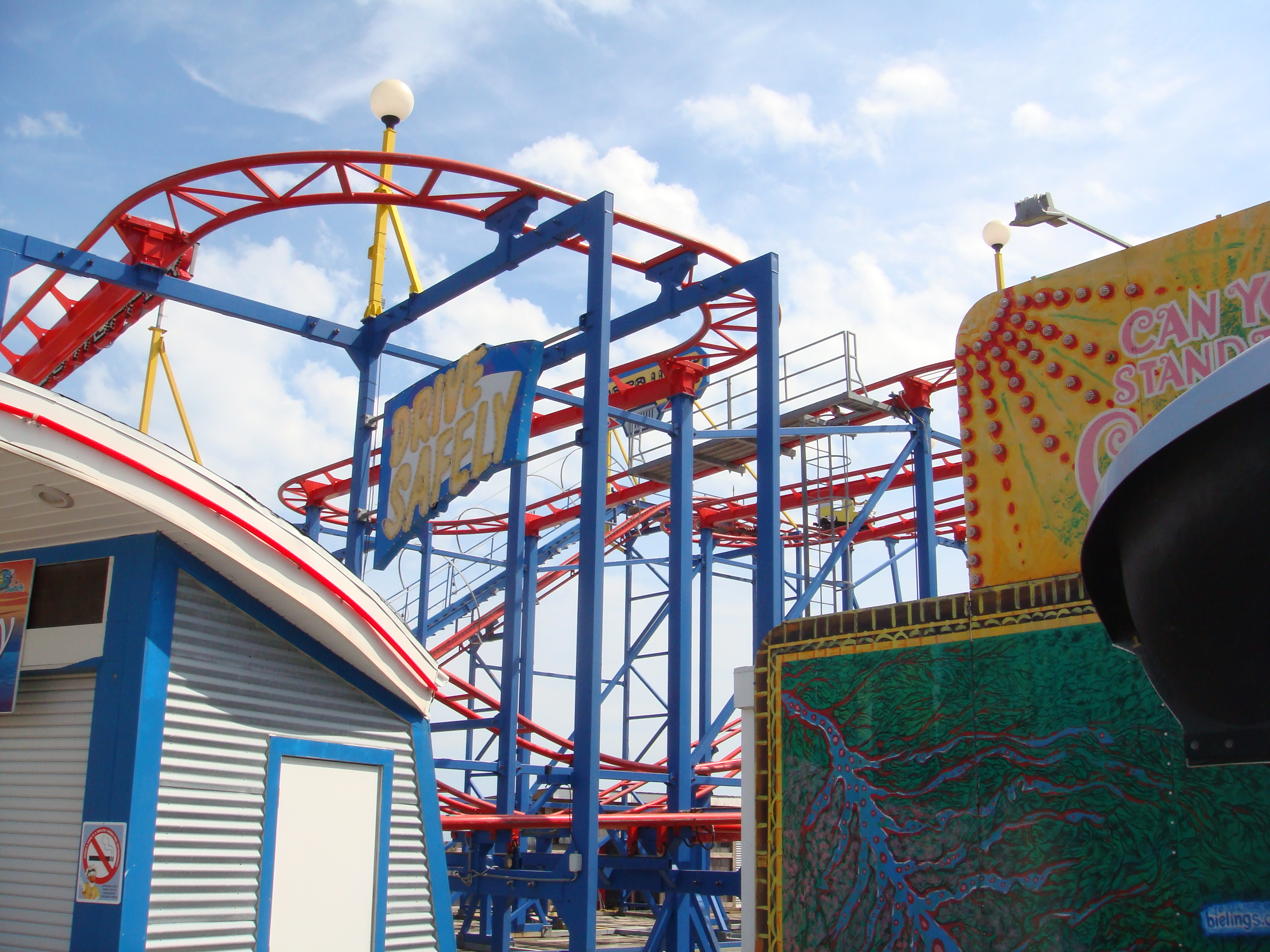
Doo Wopper à Morey's Piers
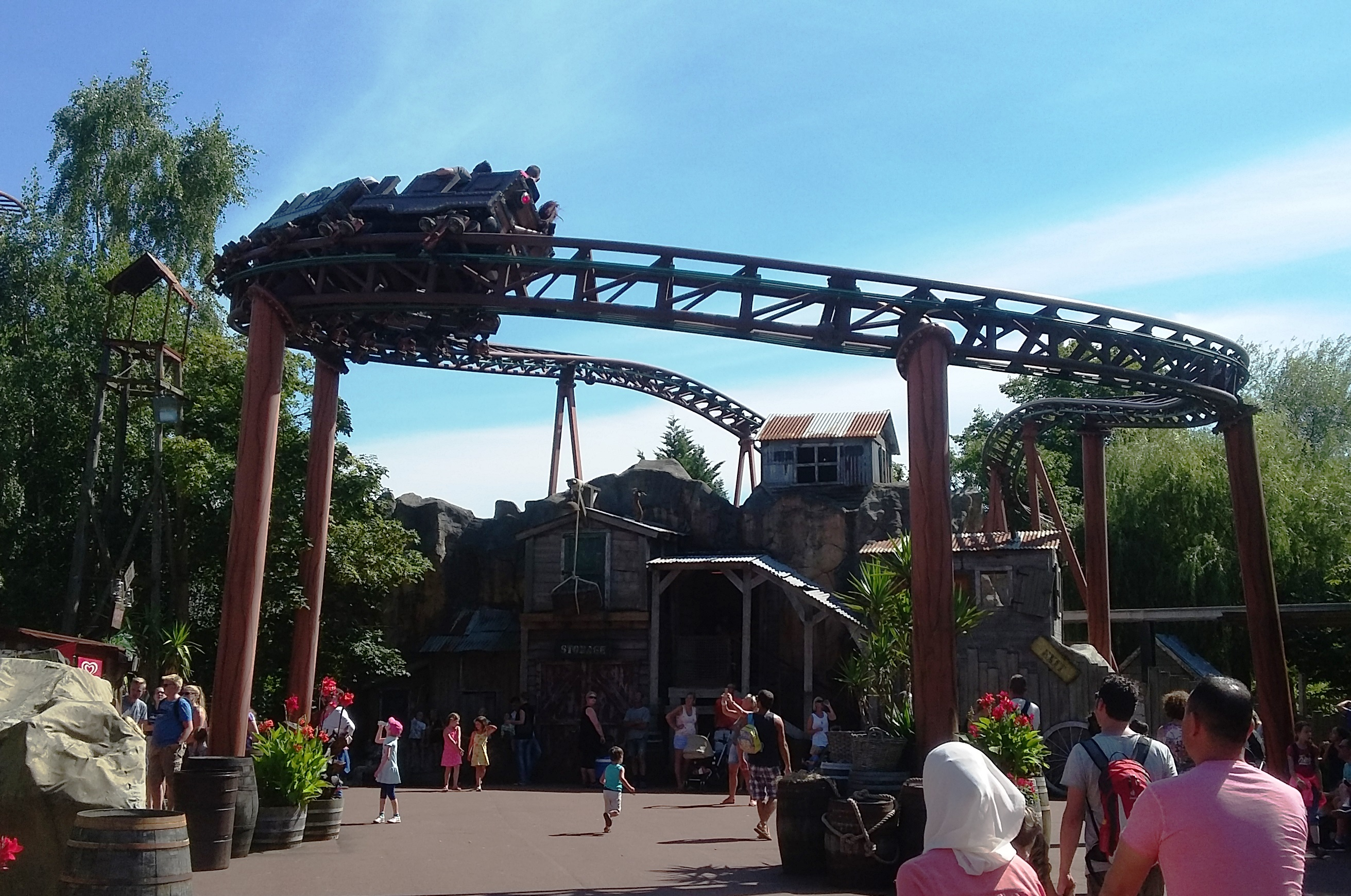
Dynamite express à Drievliet
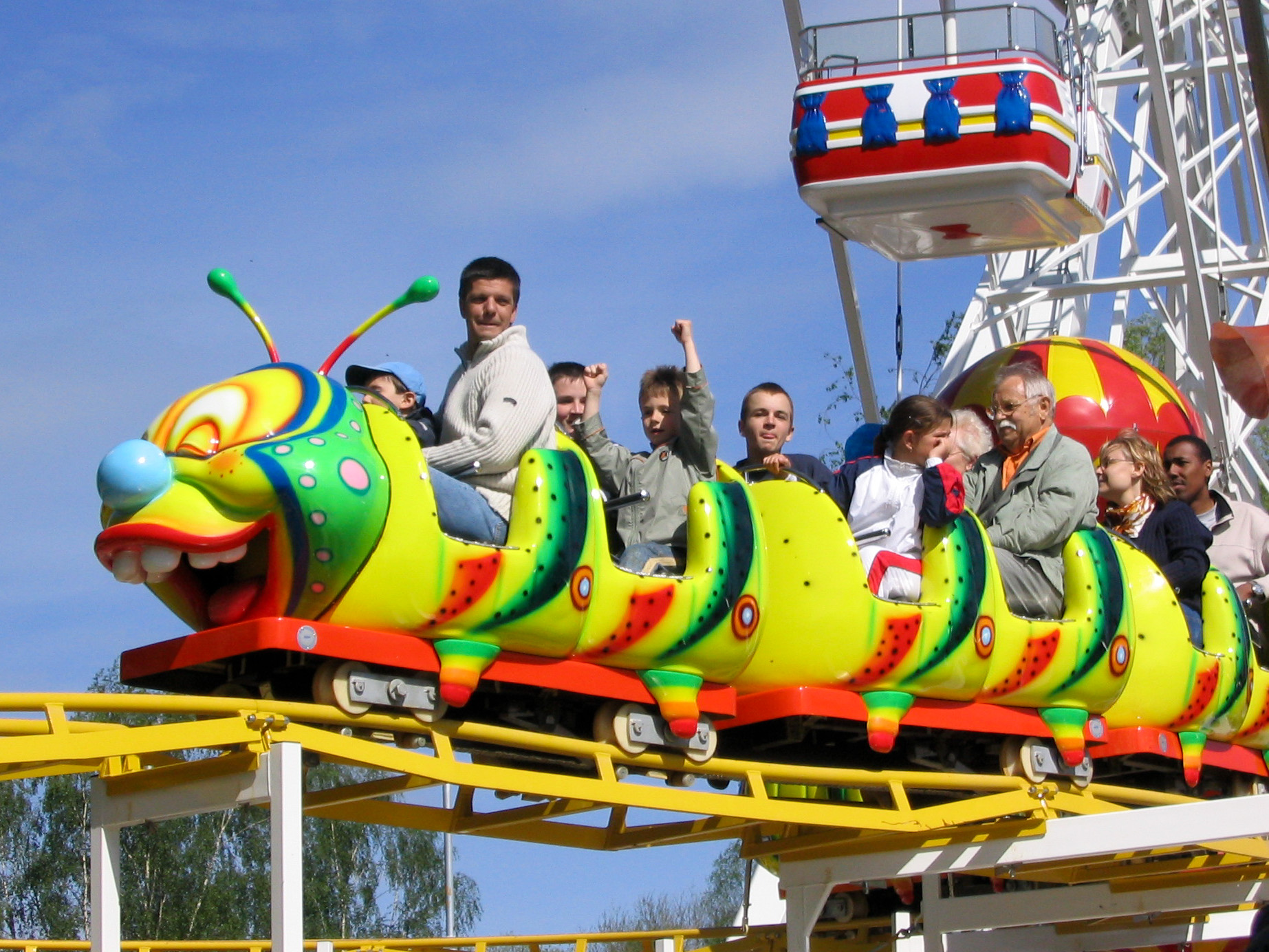
Family Coaster au parc Saint-Paul
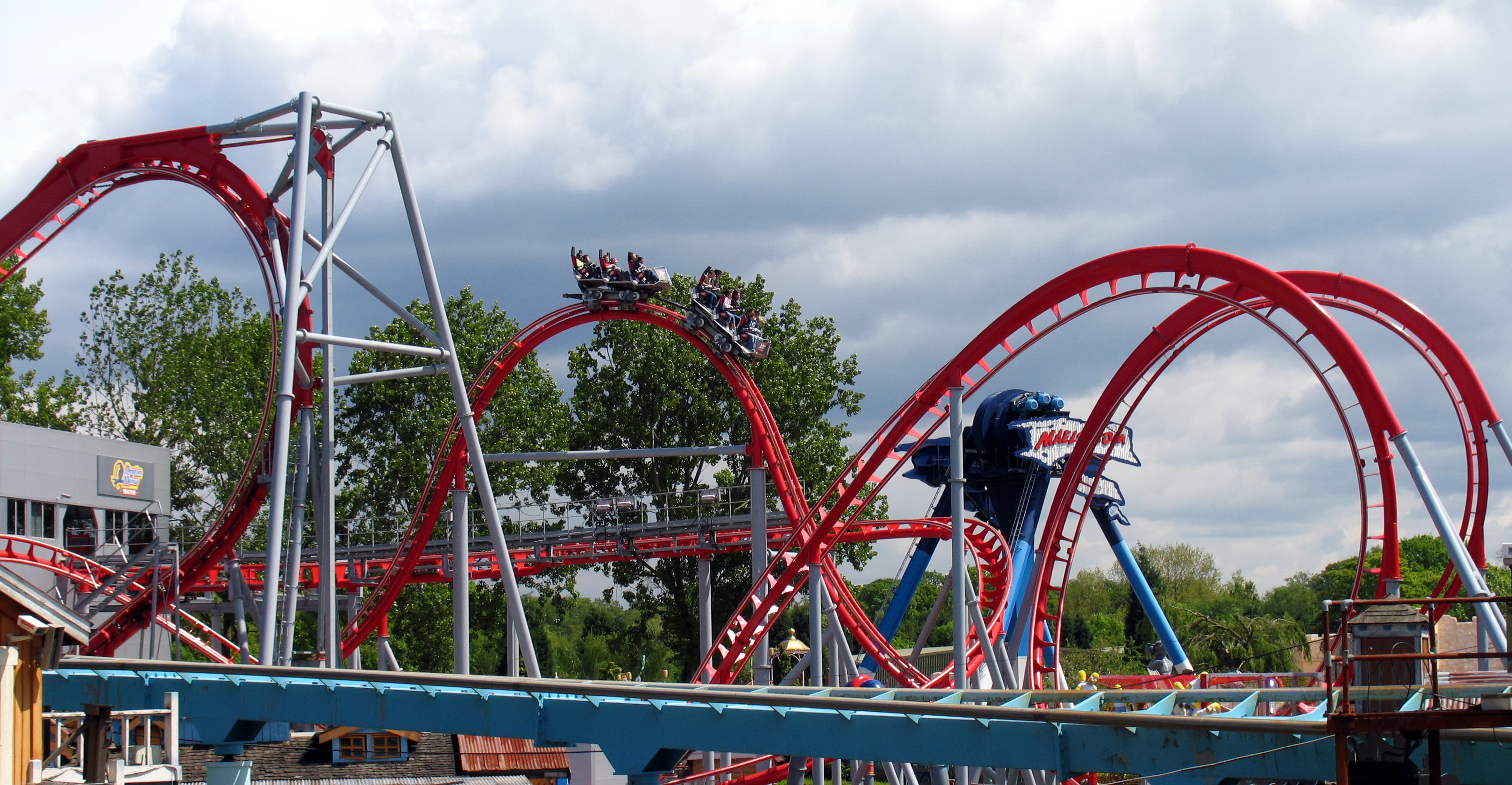
G-Force à Drayton Manor
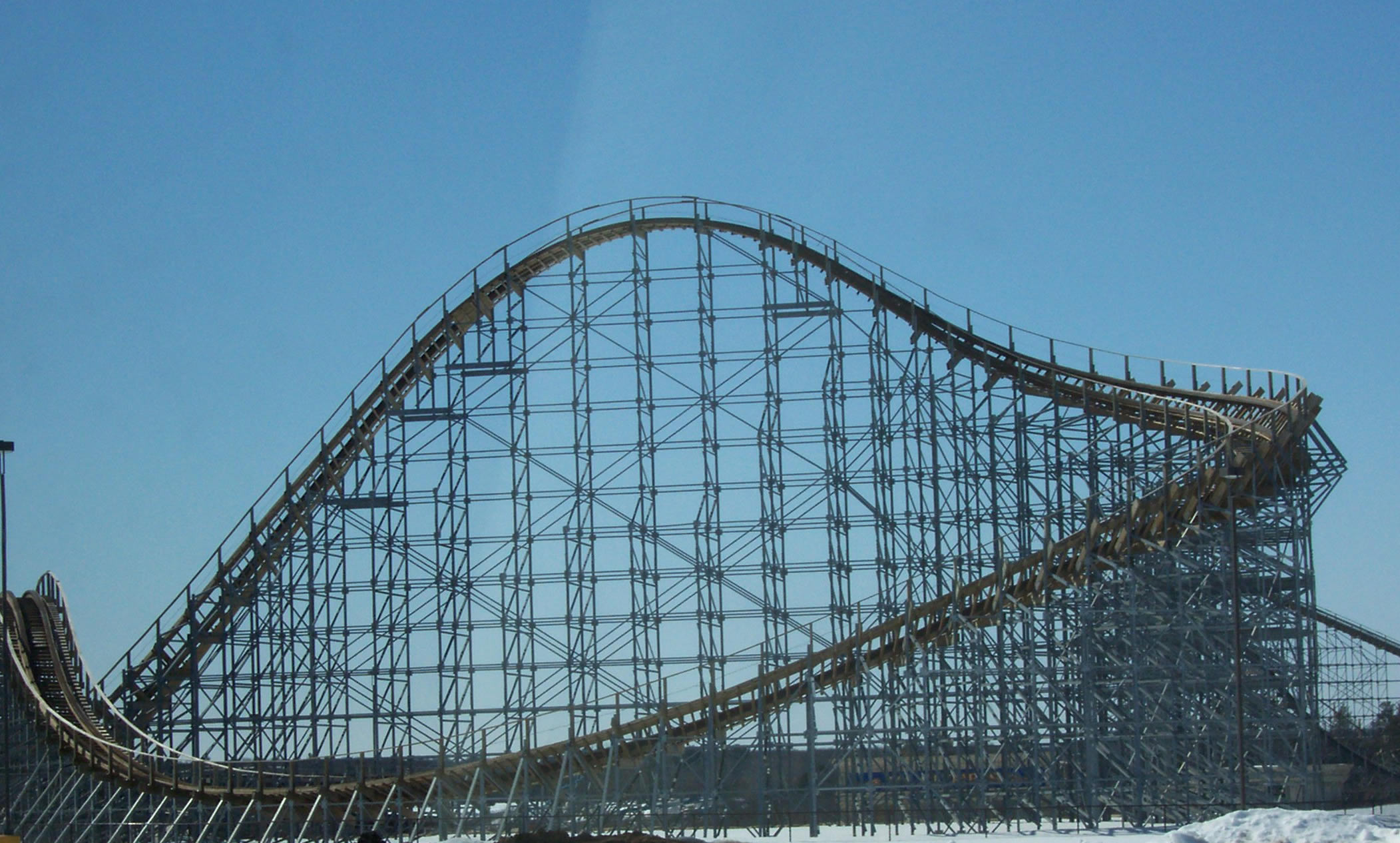
Hades à Mt. Olympus Water & Theme Park
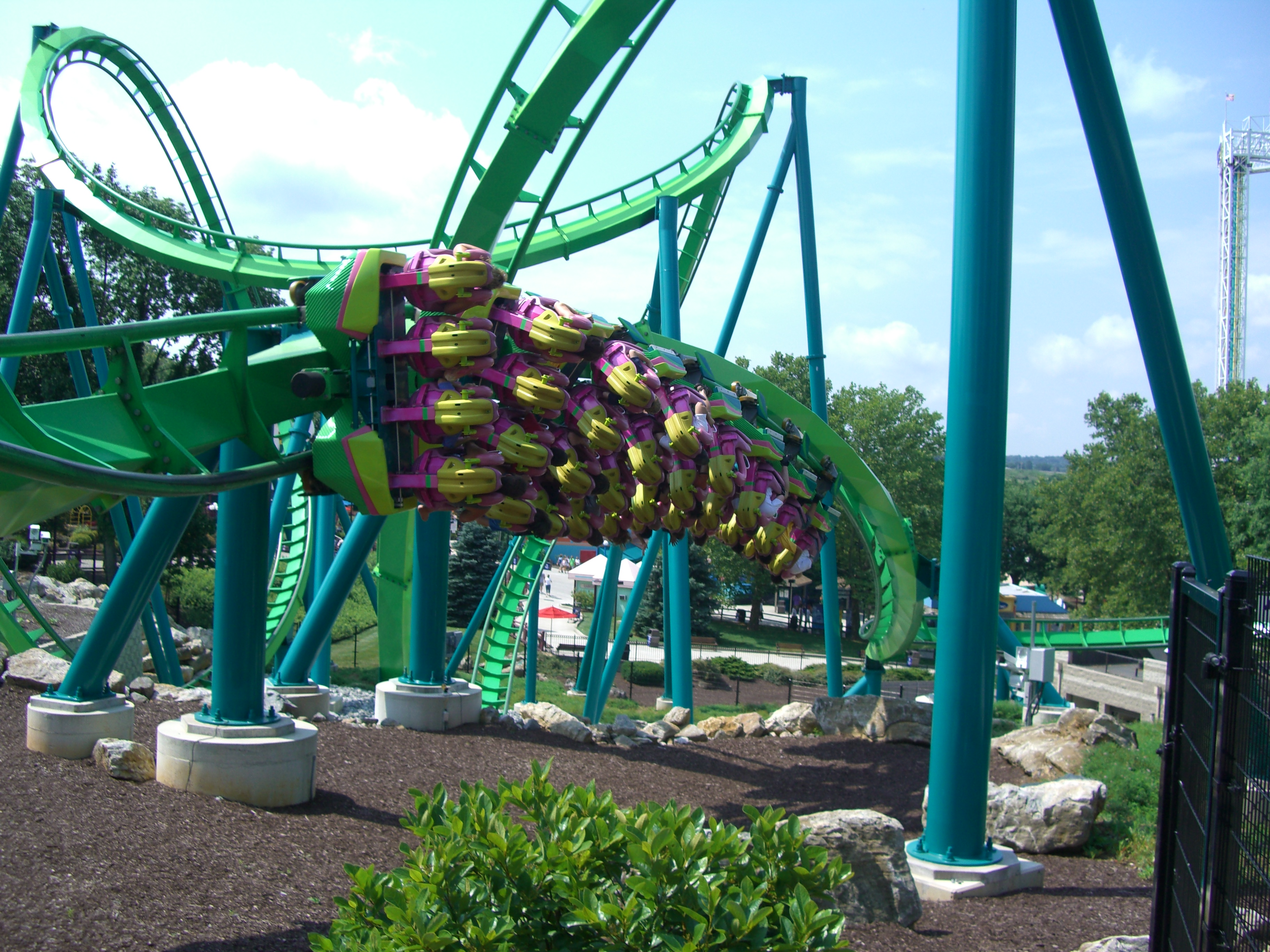
Hydra the Revenge à Dorney Park & Wildwater Kingdom
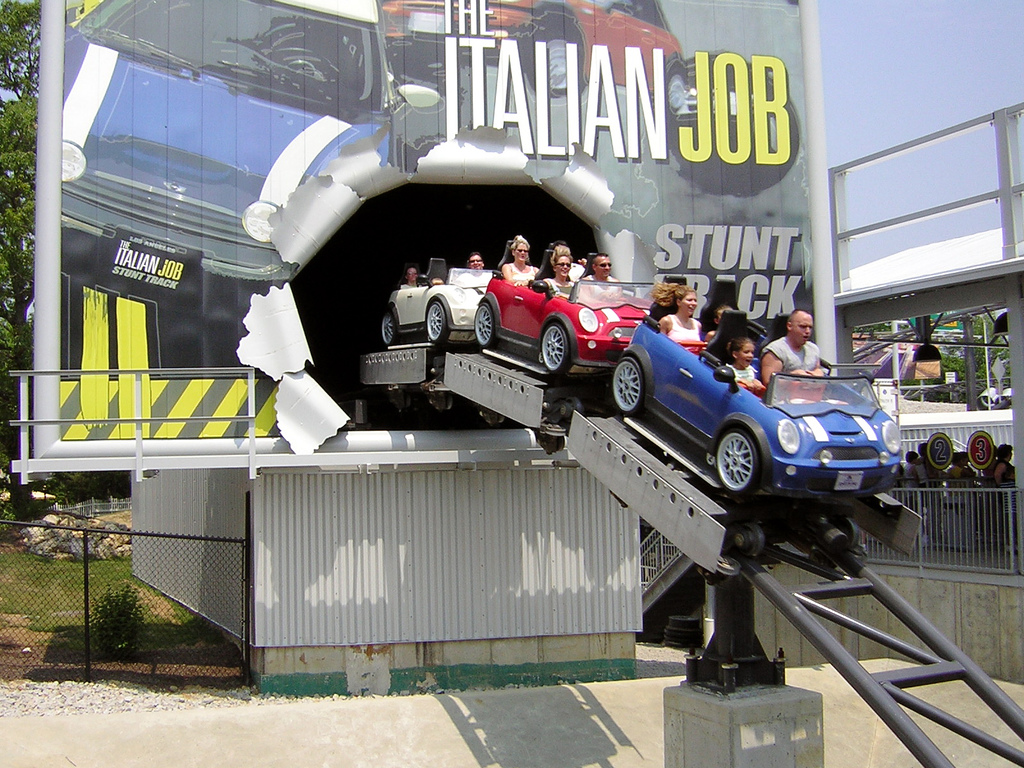
Italian Job Stunt Track à Paramount's Kings Island
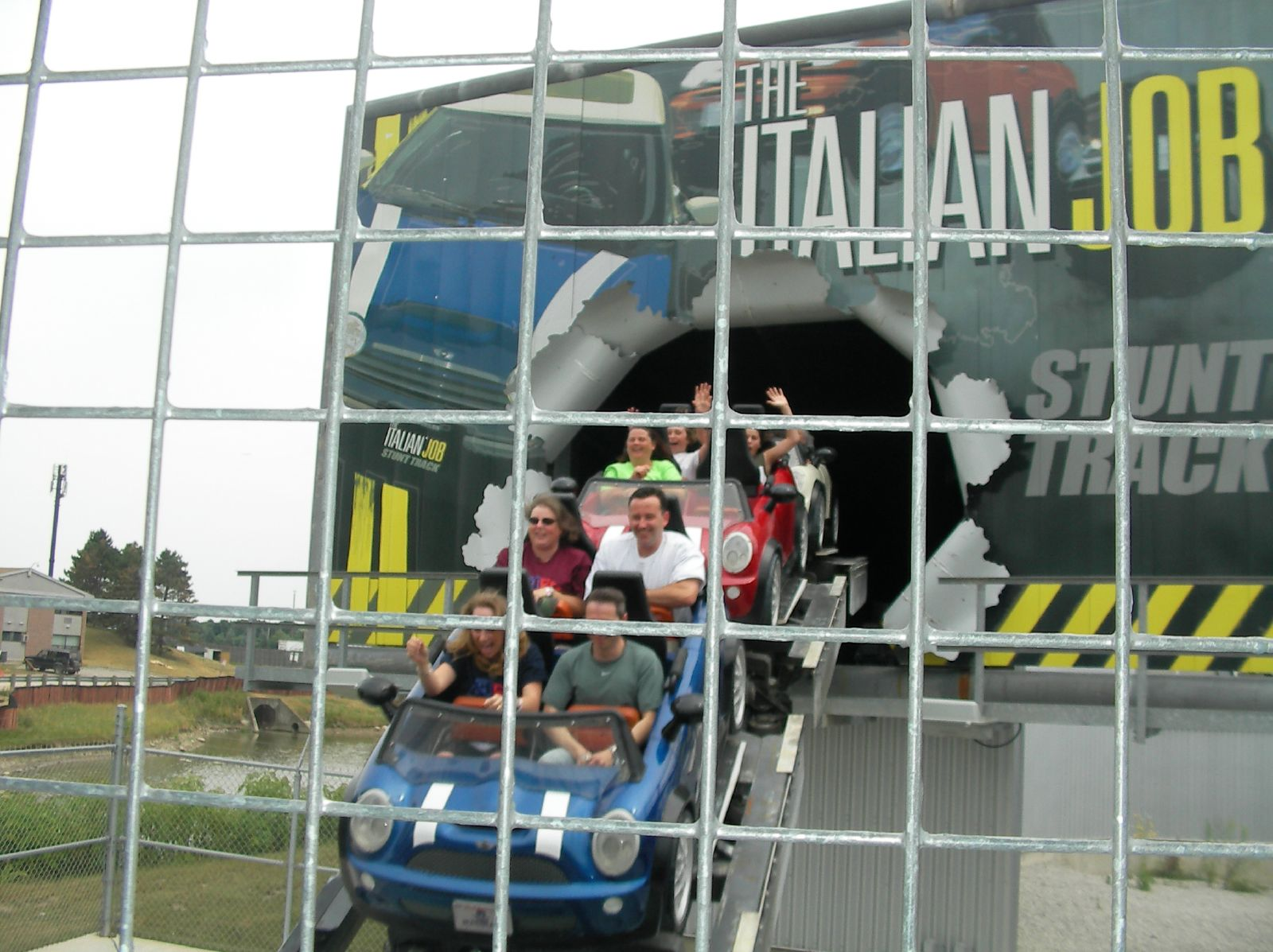
Italian Job Stunt Track à Paramount Canada's Wonderland
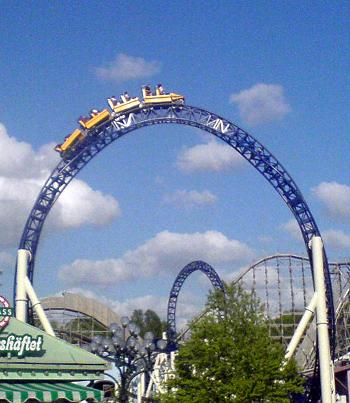
Kanonen à Liseberg
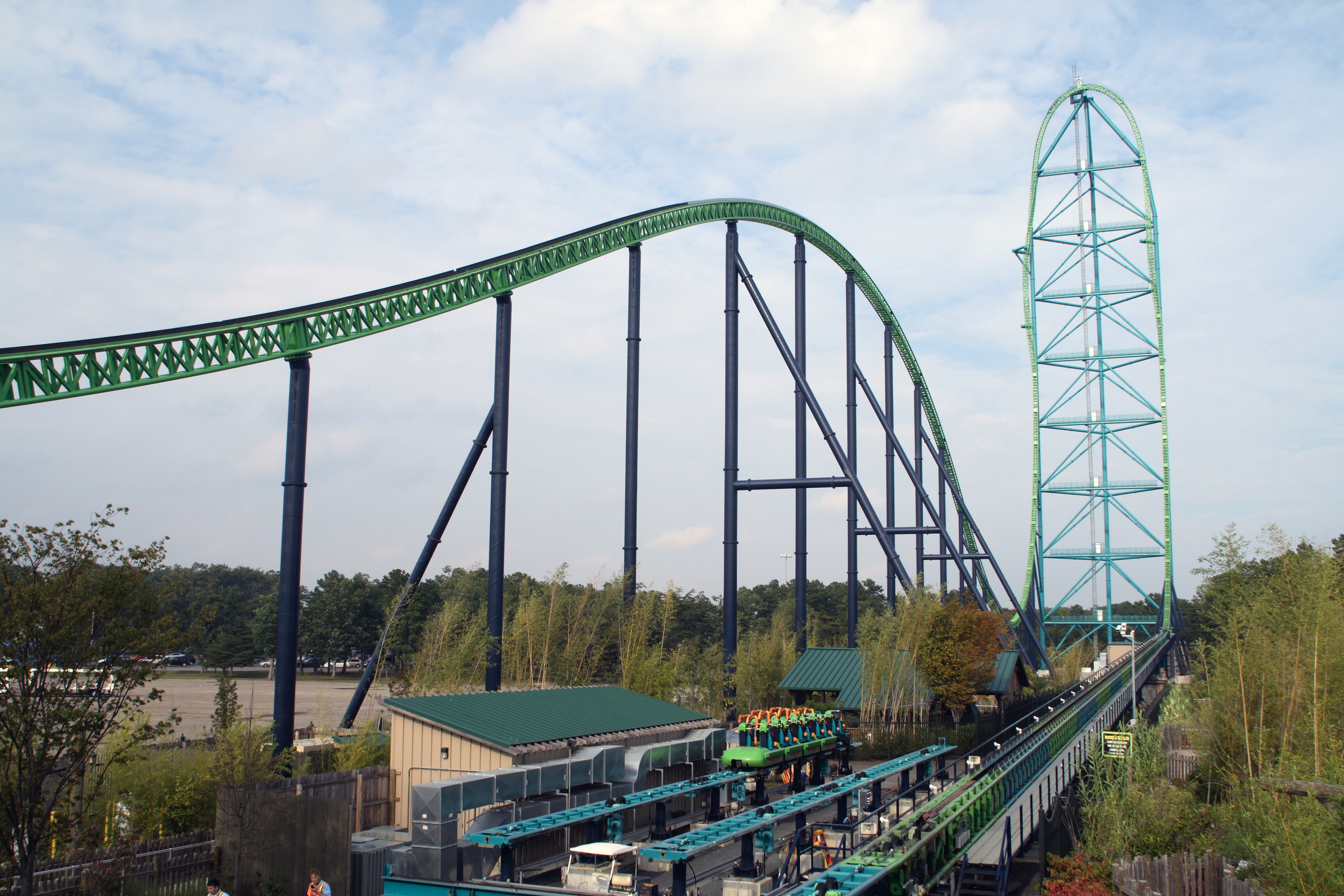
Kingda Ka à Six Flags Great Adventure
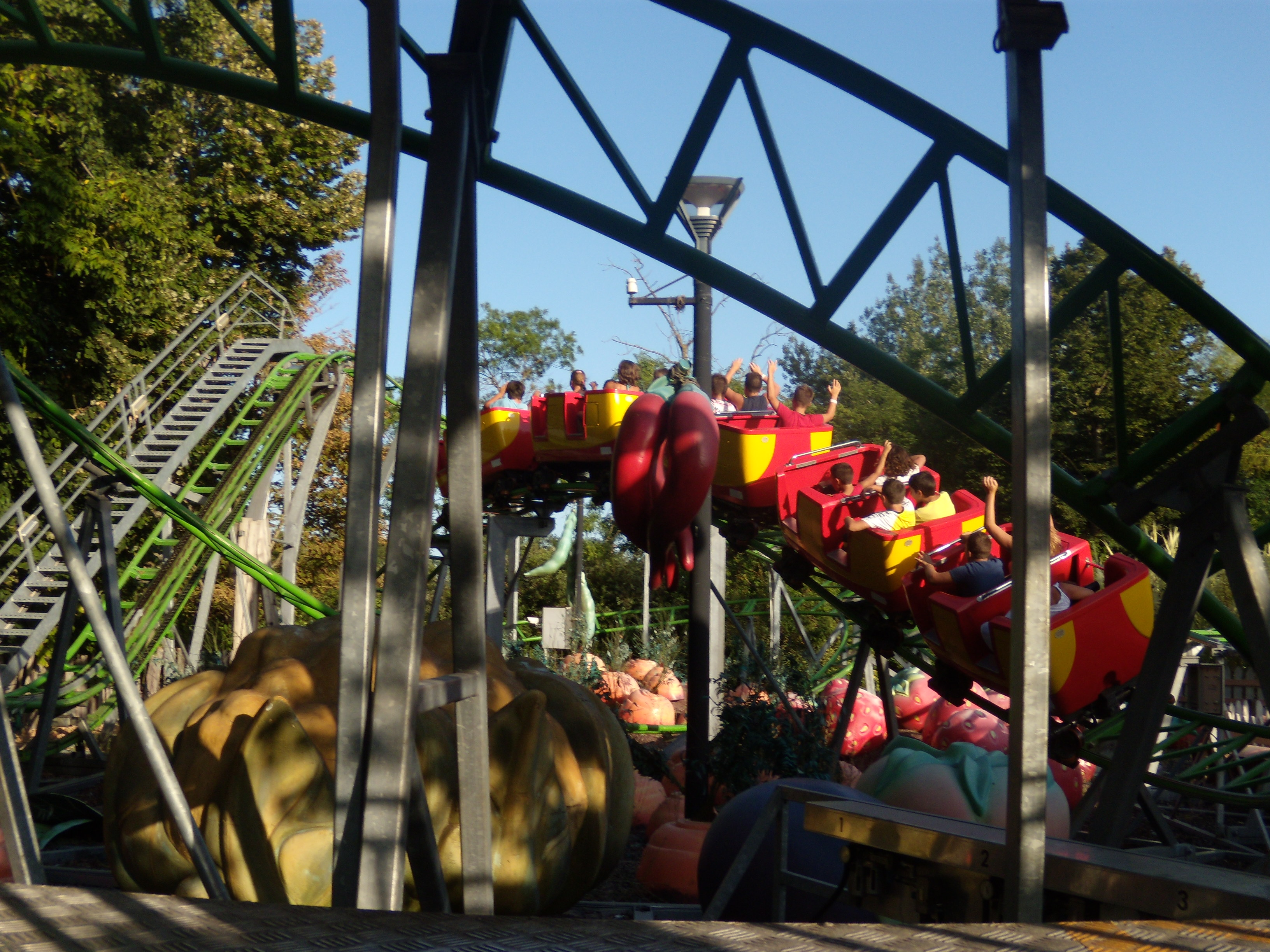
Leprotto Express à Mirabilandia
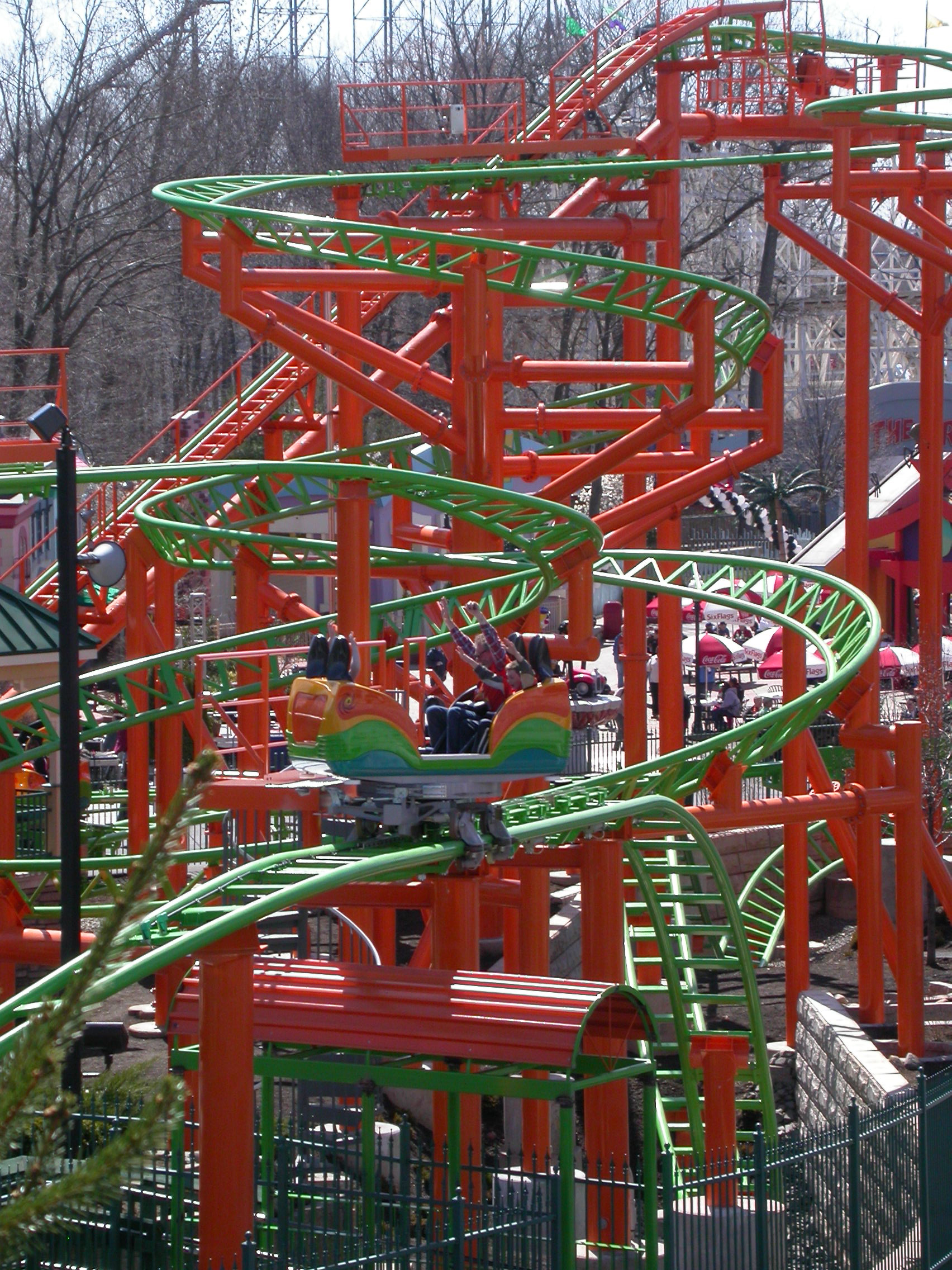
Pandemonium à Six Flags New England
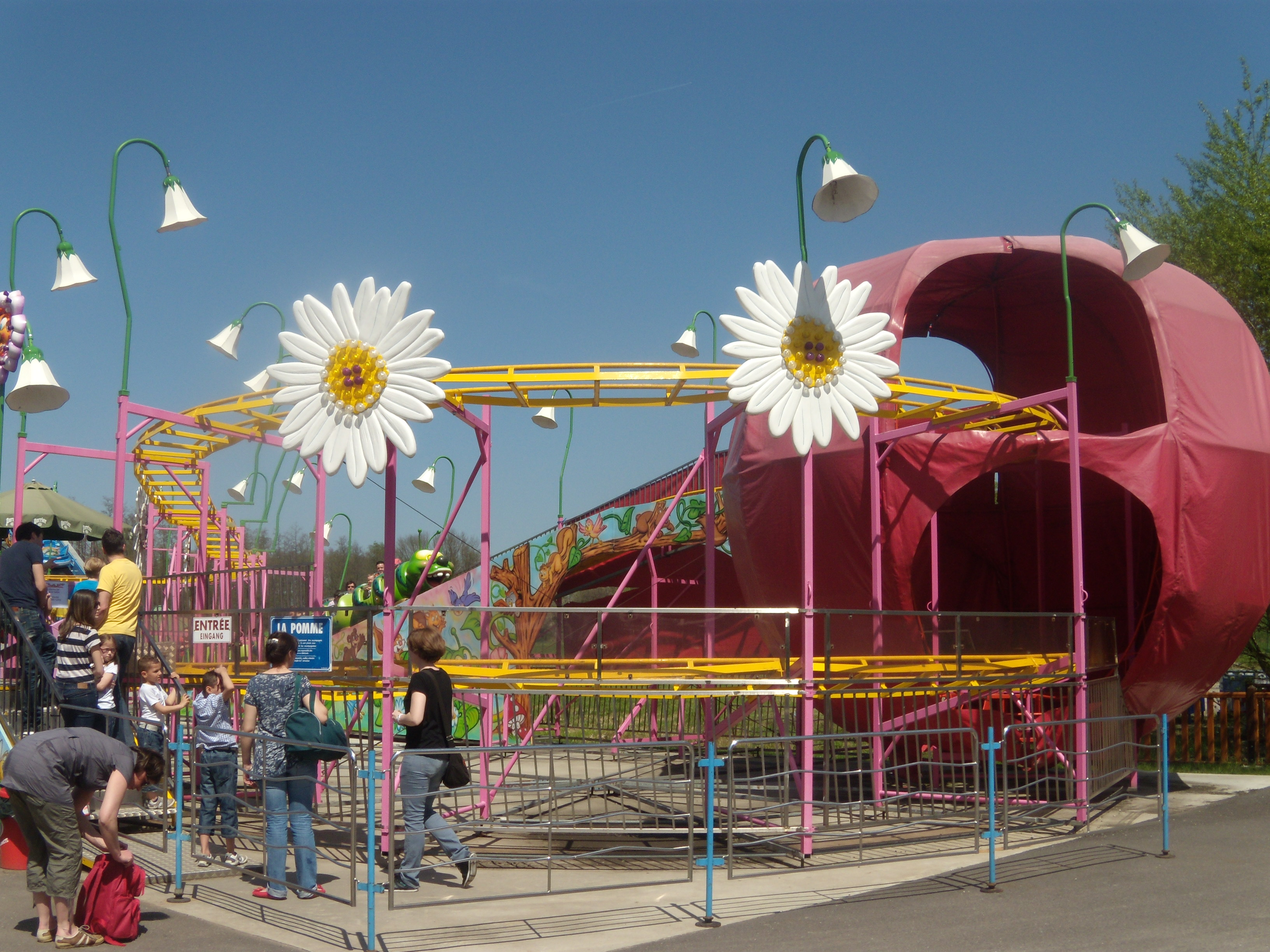
La Pomme à Didi'Land
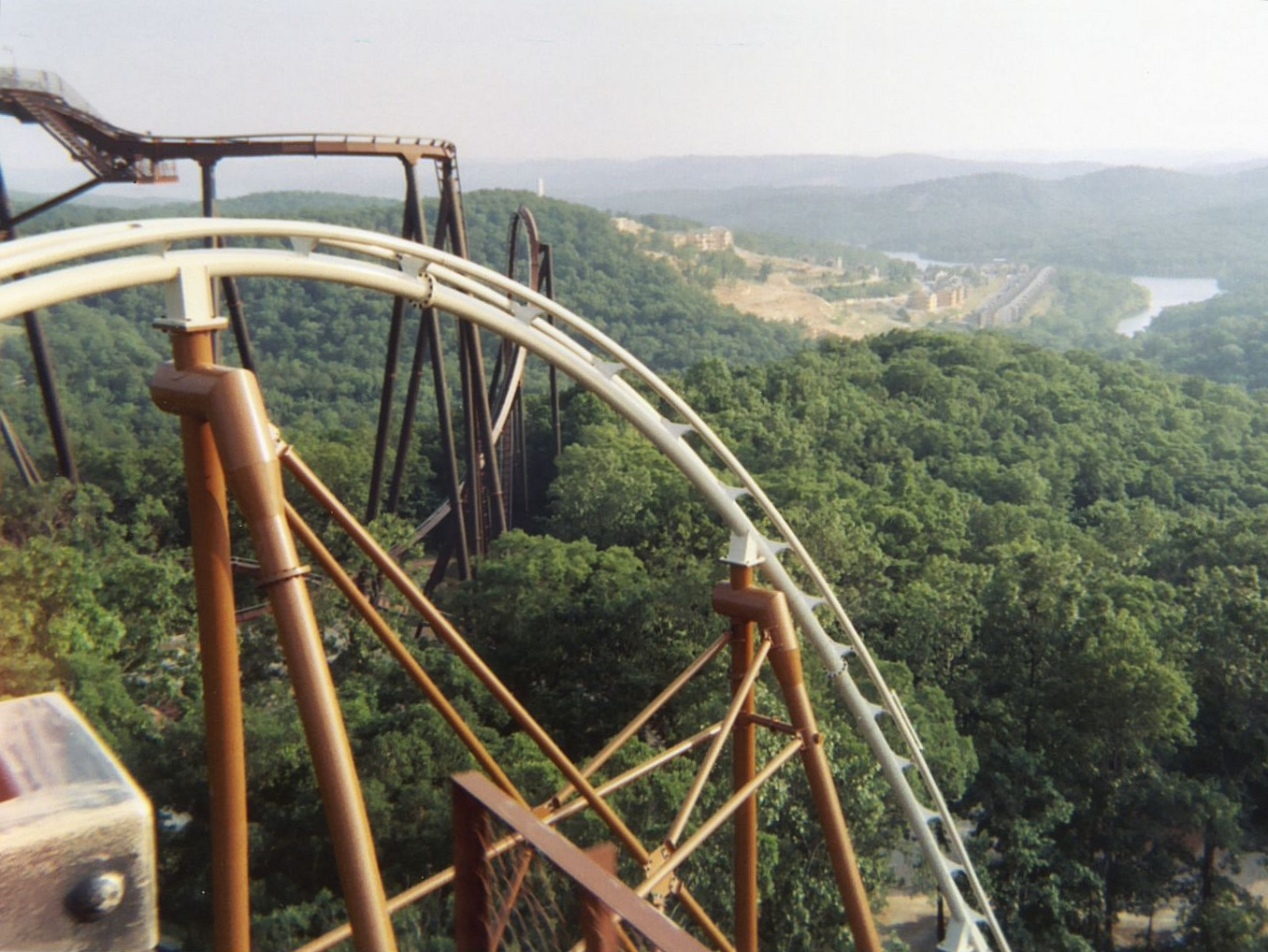
PowderKeg à Silver Dollar City
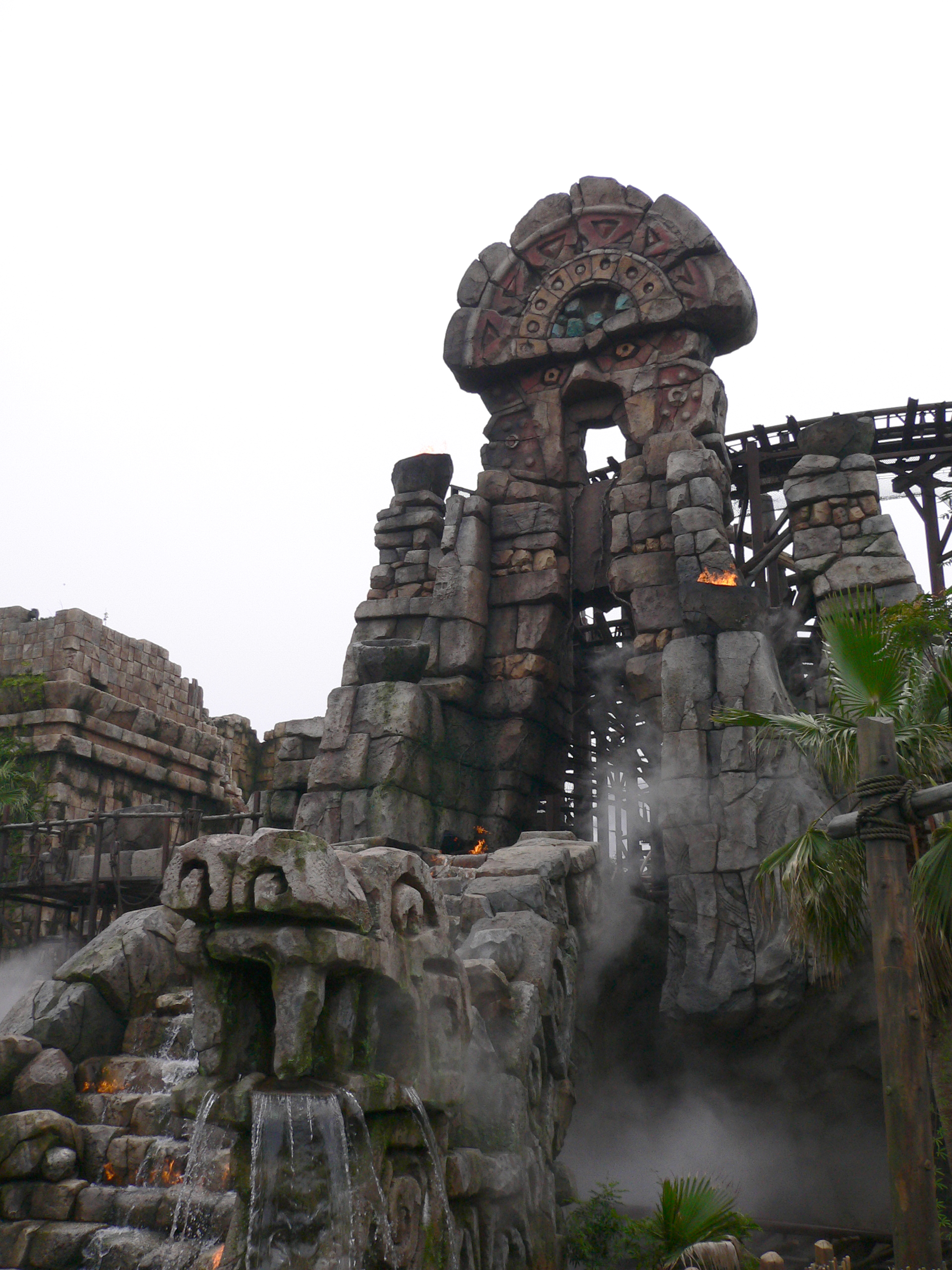
Raging Spirits à Tokyo DisneySea
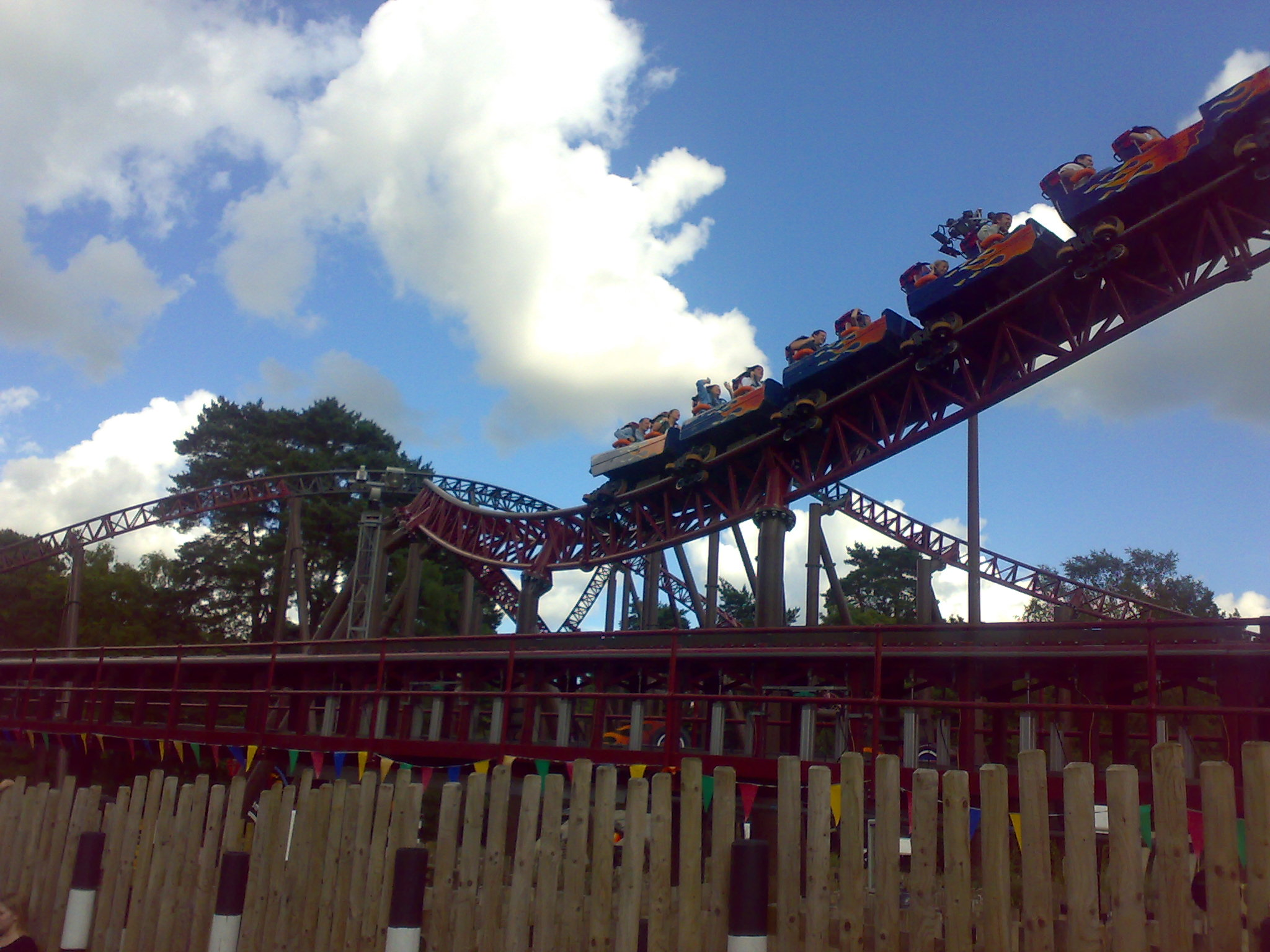
Rita - Queen of Speed à Alton Towers
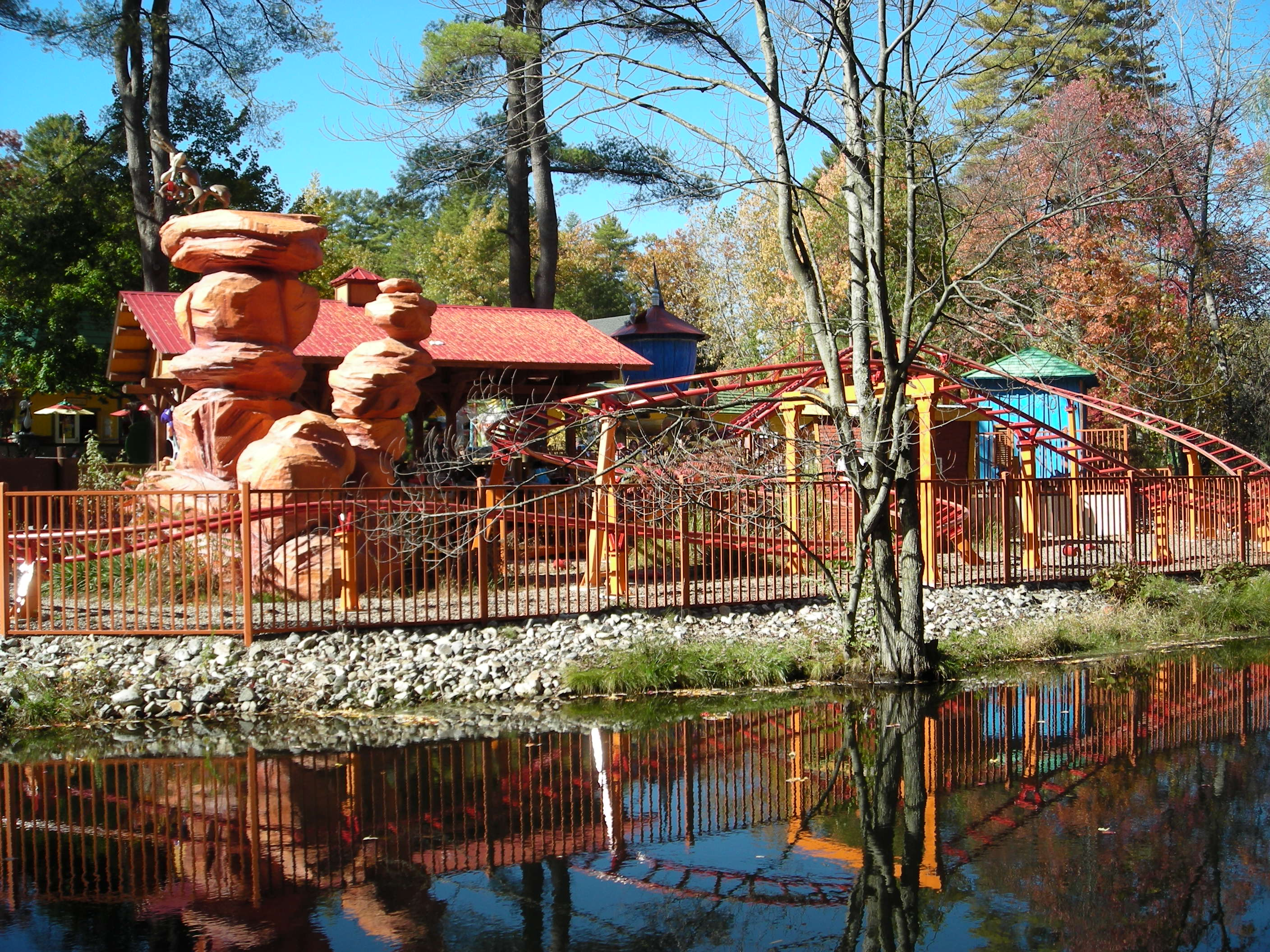
Road Runner Express à The Great Escape & Splashwater Kingdom
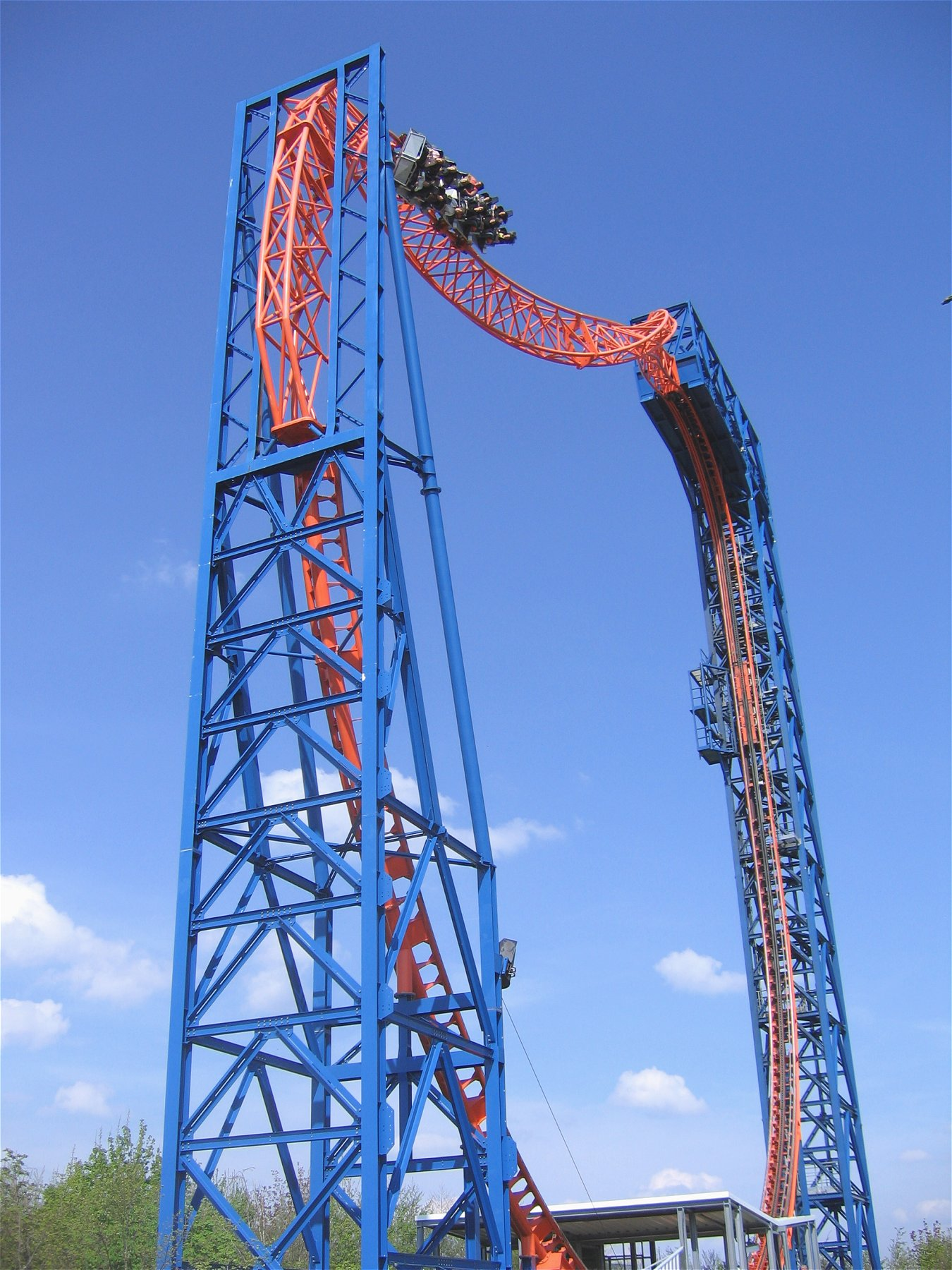
Sky Wheel à Skyline Park
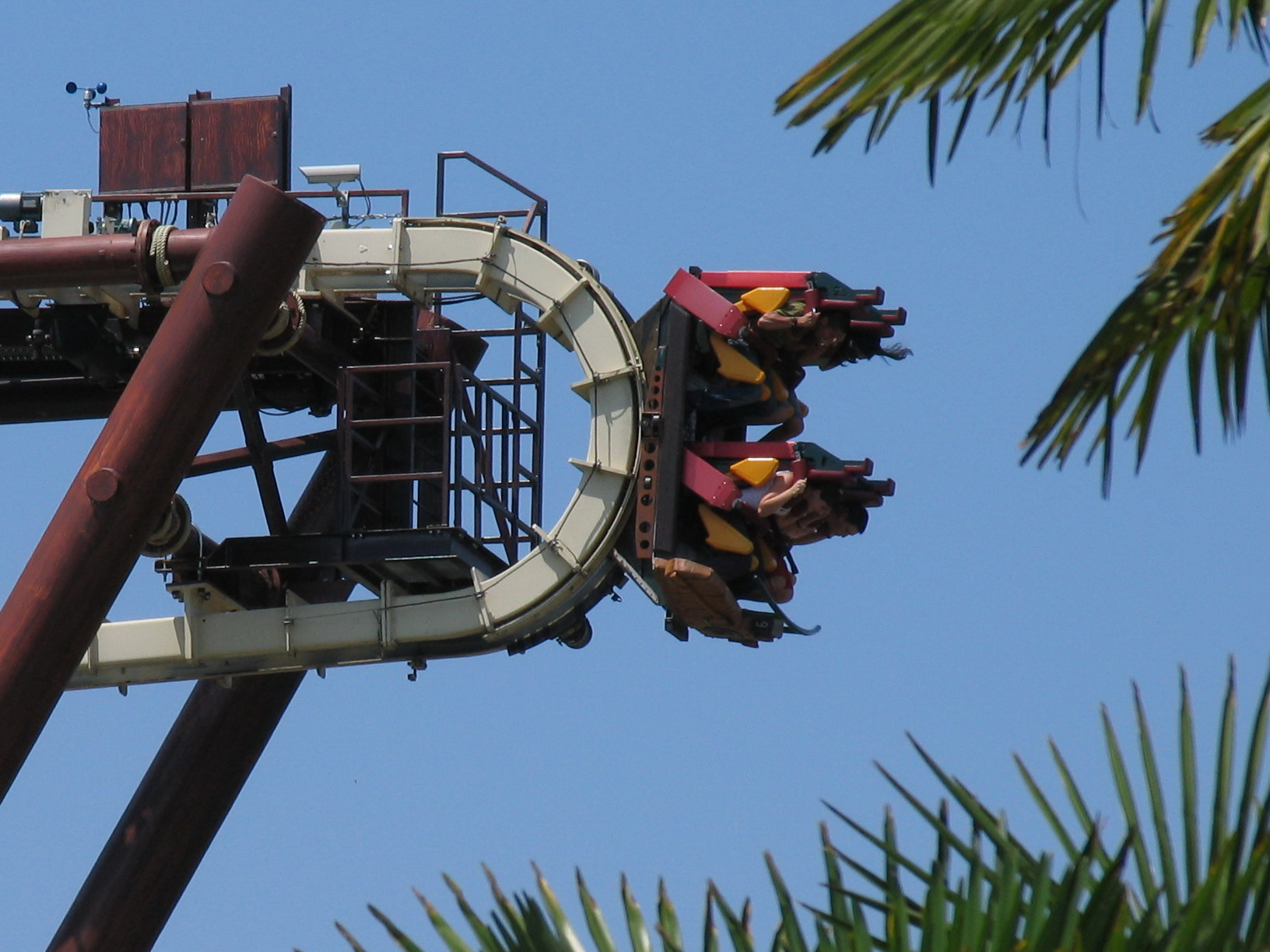
Sequoia Adventure à Gardaland
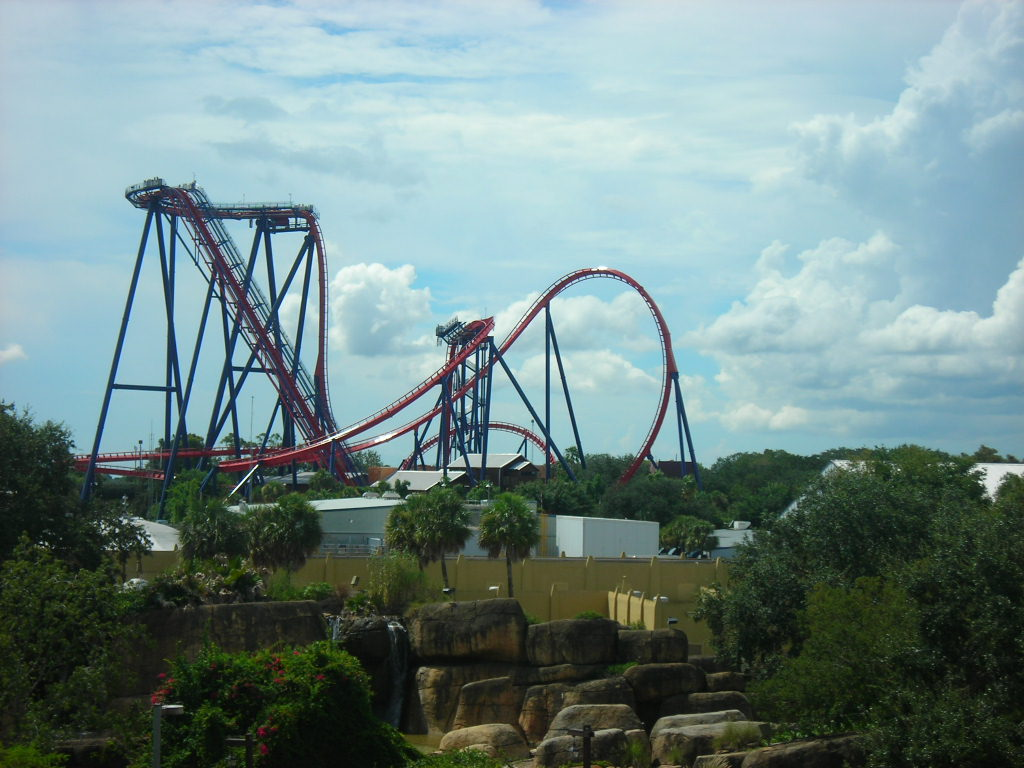
SheiKra à Busch Gardens Tampa Bay
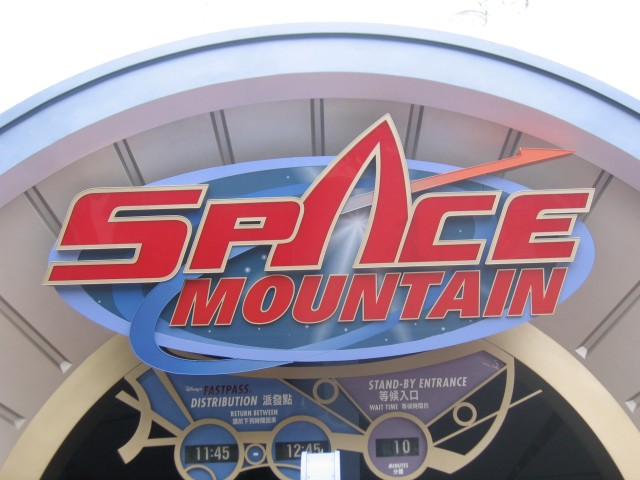
Space Mountain à Hong Kong Disneyland
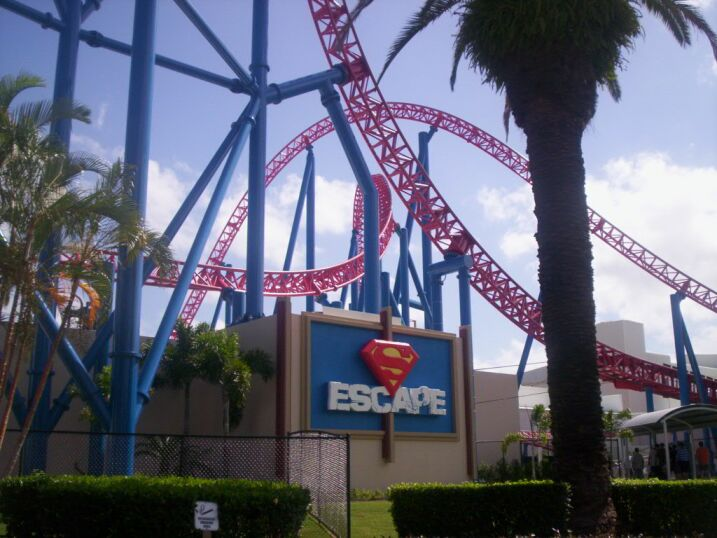
Superman Escape à Warner Bros. Movie World Australia
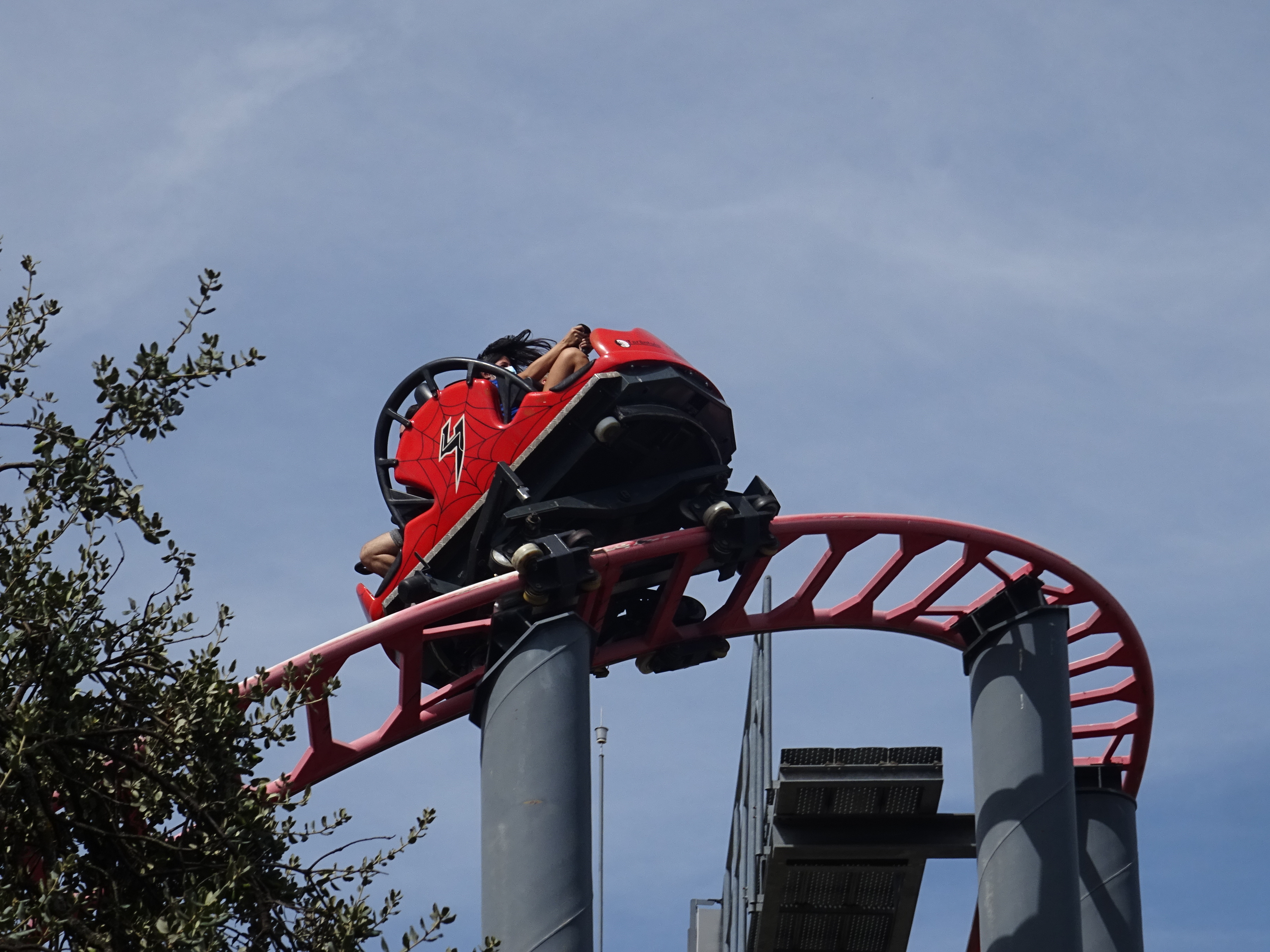
Tarántula à Parque de Atracciones de Madrid
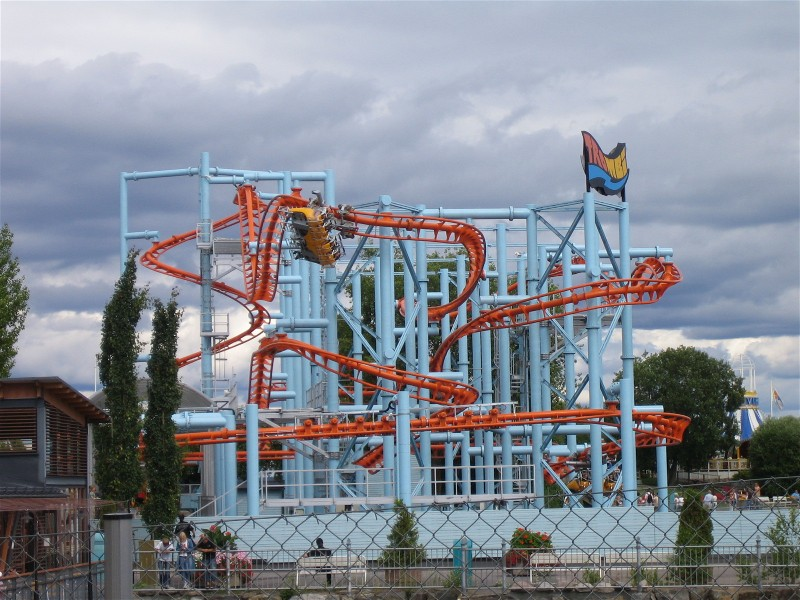
Trombi à Särkänniemi
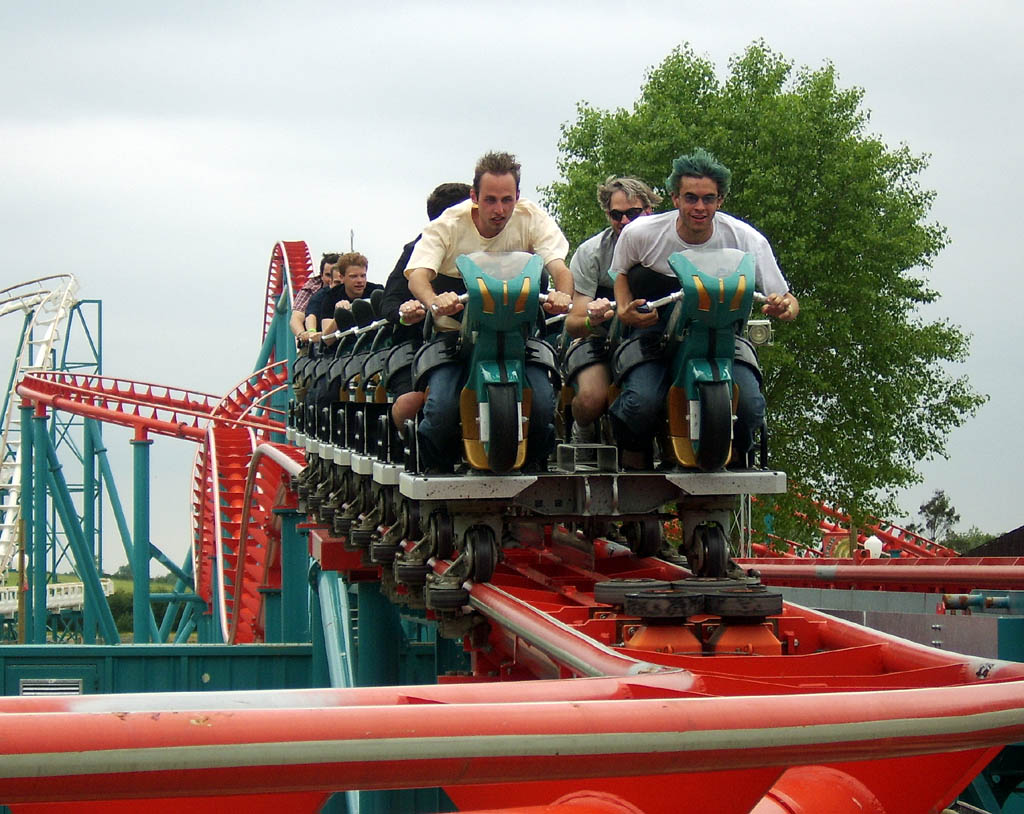
Velocity à Flamingo Land Theme Park & Zoo
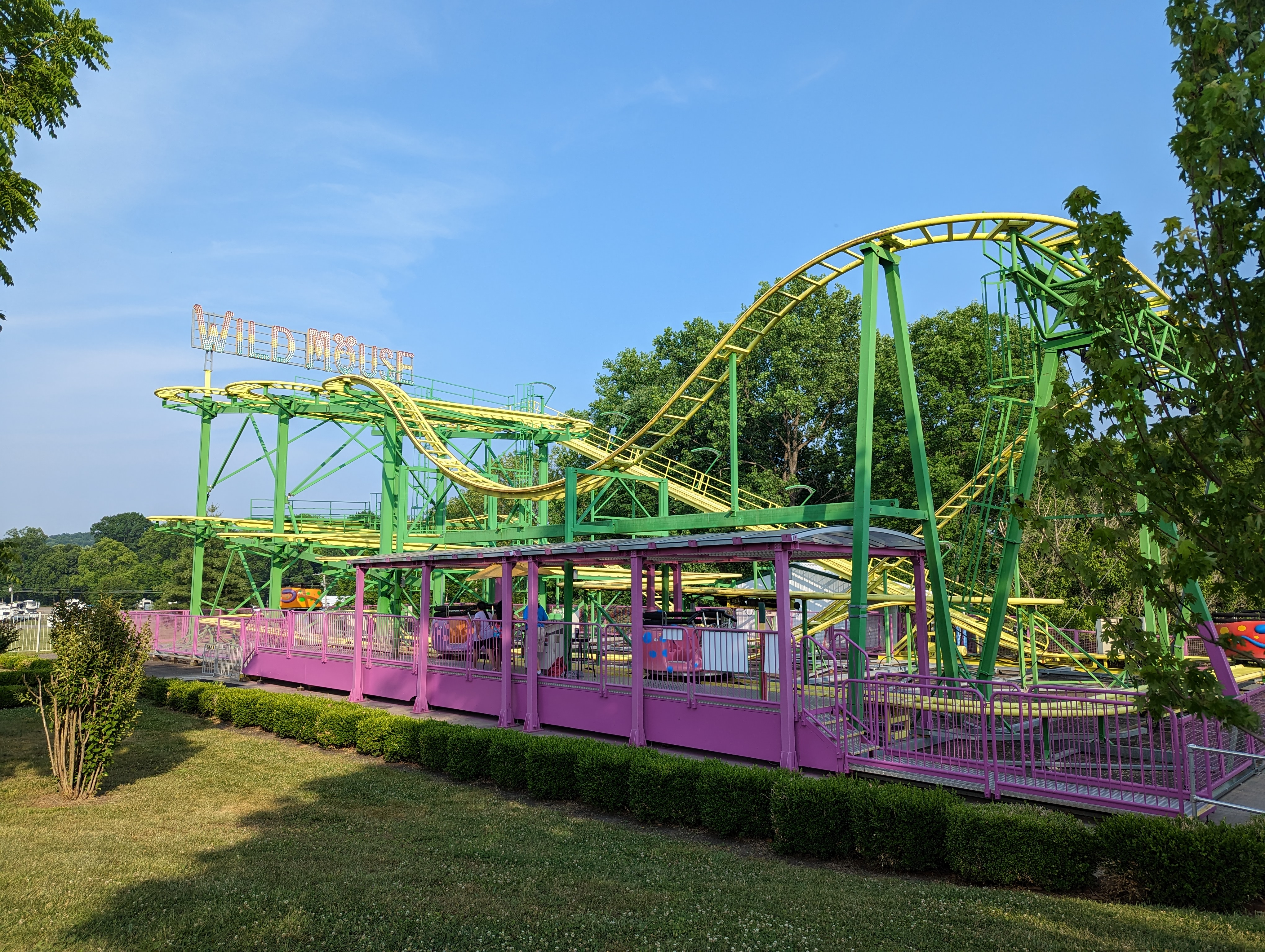
Wild Mouse à Beech Bend Park

### Autres attractions
Cette liste est non exhaustive.
| Nom de l'attraction                             | Type                         | Constructeur                                 | Parc                            | Pays        |
| ----------------------------------------------- | ---------------------------- | -------------------------------------------- | ------------------------------- | ----------- |
| AtmosFEAR                                       | Tour de chute                | Larson International, A.R.M Inc.             | Morey's Piers                   | États-Unis  |
| Belanitus Rache                                 | Frisbee                      | Huss Rides                                   | Belantis                        | Allemagne   |
| Benjamin Blümchens Wellenflieger                | Chaises volantes             | Huss Rides                                   | CentrO.Park                     | Allemagne   |
| Blue River                                      | Parcours de bûches           | L&T Systems                                  | Zoomarine                       | Italie      |
| Buzz Lightyear's Astro Blasters                 | Parcours scénique interactif | Walt Disney Imagineering                     | Disneyland                      | États-Unis  |
| Buzz Lightyear's Astro Blasters                 | Parcours scénique interactif | Walt Disney Imagineering                     | Hong Kong Disneyland            | Chine       |
| Cavalerie (la)                                  | Disk'O Coaster               | Zamperla                                     | Fraispertuis-City               | France      |
| Ciklón                                          | Disk'O Coaster               | Zamperla                                     | Isla Mágica                     | Espagne     |
| Cinderella Carousel                             | Carrousel                    | Walt Disney Imagineering                     | Hong Kong Disneyland            | Chine       |
| Crocodile Rapids                                | Rivière rapide en bouées     | Hafema                                       | Etnaland                        | Italie      |
| Curse of DarKastle                              | Parcours scénique            | Oceaneering/Falcon's Treehouse               | Busch Gardens Williamsburg      | États-Unis  |
| Dizzy Disk                                      | Disk'O                       | Zamperla                                     | Dollywood                       | États-Unis  |
| El Volador                                      | Topple Tower                 | Huss Rides                                   | Bellewaerde                     | Belgique    |
| Fire Academy                                    | Fire Academy                 | Metallbau Emmeln                             | Legoland Windsor                | Royaume-Uni |
| Galion des Pirates (le)                         | Bateau à bascule             | Metallbau Emmeln                             | La Récré des 3 Curés            | France      |
| Hurakan Condor                                  | Tour de chute                | Intamin                                      | PortAventura Park               | Espagne     |
| Kosmic                                          | Chaos                        | Chance Morgan                                | Walibi Aquitaine                | France      |
| La aventura de Scooby Doo                       | Parcours scénique interactif | Sally Corporation/ETF Ride Systems           | Warner Bros. Movie World Madrid | Espagne     |
| Mad Hatter Tea Cups                             | Tasses                       | Walt Disney Imagineering                     | Hong Kong Disneyland            | Chine       |
| Many Adventures of Winnie the Pooh              | Parcours scénique            | Walt Disney Imagineering                     | Hong Kong Disneyland            | Chine       |
| MaXair                                          | Giant Frisbee                | Huss Rides                                   | Cedar Point                     | États-Unis  |
| Orbitron                                        | Manège d'avions              | Walt Disney Imagineering                     | Hong Kong Disneyland            | Chine       |
| Peeking Heights                                 | Grande roue                  | Fabbri Group                                 | Chessington World of Adventures | Angleterre  |
| Rapido (le)                                     | WaveRunner                   | Metallbau Emmeln                             | Le Pal                          | France      |
| Rip Tide                                        | Top Spin                     | Huss Rides                                   | Valleyfair                      | États-Unis  |
| Rockin' Tug                                     | Rockin' Tug                  | Zamperla                                     | Dennlys Parc                    | France      |
| Rush                                            | Screamin' Swing              | S&S Worldwide                                | Thorpe Park                     | Royaume-Uni |
| Sky Rider                                       | Aviator                      | Chance Morgan                                | Dollywood                       | États-Unis  |
| Slammer                                         | Sky Swat                     | S&S Worldwide                                | Thorpe Park                     | Royaume-Uni |
| Soarin'                                         | Simulateur de vol            | Walt Disney Imagineering, Dynamic Structures | Epcot                           | États-Unis  |
| Splash Battle                                   | Splash Battle                | 3DBA/Preston & Barbieri                      | Walibi World                    | Pays-Bas    |
| Star du Futur                                   | Parcours scénique            | X-Largo                                      | Futuroscope                     | France      |
| Taikasirkus                                     | Parcours scénique            | Huss Rides                                   | Linnanmäki                      | Finlande    |
| Tang'or                                         | Topple Tower                 | Huss Rides                                   | Walibi Lorraine                 | France      |
| Tide Traveller                                  | TriStar                      | Huss Rides                                   | Pleasurewood Hills              | Royaume-Uni |
| Tomb Raider: Firefall Devenu The Crypt en 2007. | Top Spin                     | Huss Rides                                   | Kings Dominion                  | États-Unis  |
| Tomahawk                                        | Invertor                     | Chance Morgan                                | Walibi Rhône-Alpes              | France      |
| Torre del Mare                                  | Star Flyer                   | Funtime                                      | Hansa-Park                      | Allemagne   |
| Trombi                                          | Disk'O                       | Zamperla                                     | Tykkimäki                       | Finlande    |
| Turtle Talk with Crush                          | Spectacle interactif         | Walt Disney Imagineering                     | Disney's California Adventure   | États-Unis  |
| Waltzing Swinger                                | Chaises volantes             | Sartori                                      | Dollywood                       | États-Unis  |
| Wild West Karrusellen                           | Chaises volantes             | Zierer                                       | Djurs Sommerland                | Danemark    |

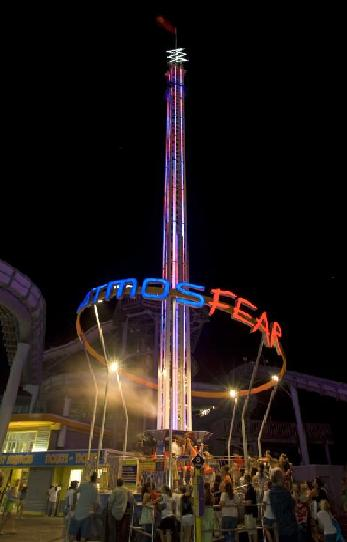
AtmosFEAR à Morey's Piers
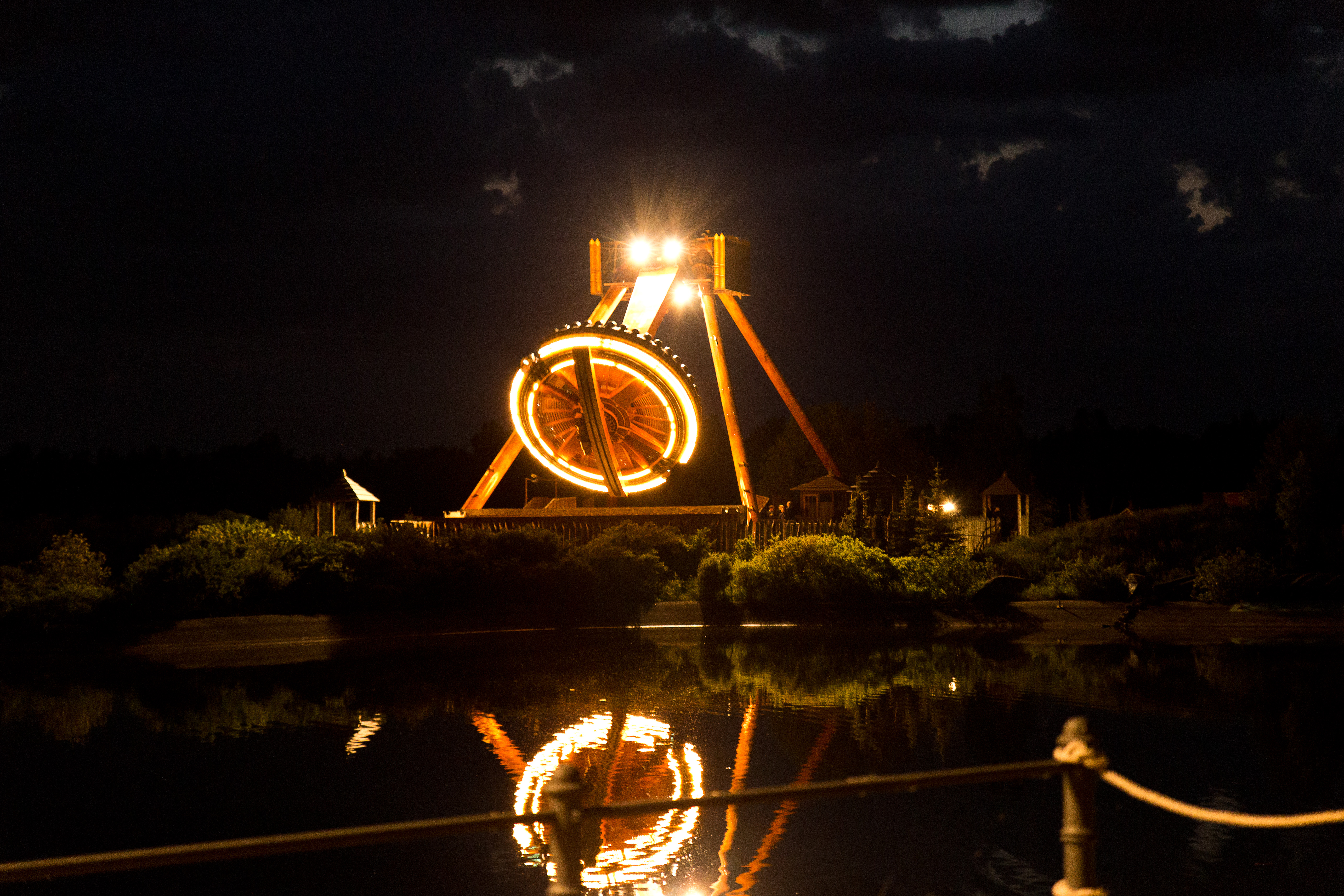
Belanitus Rache à Belantis
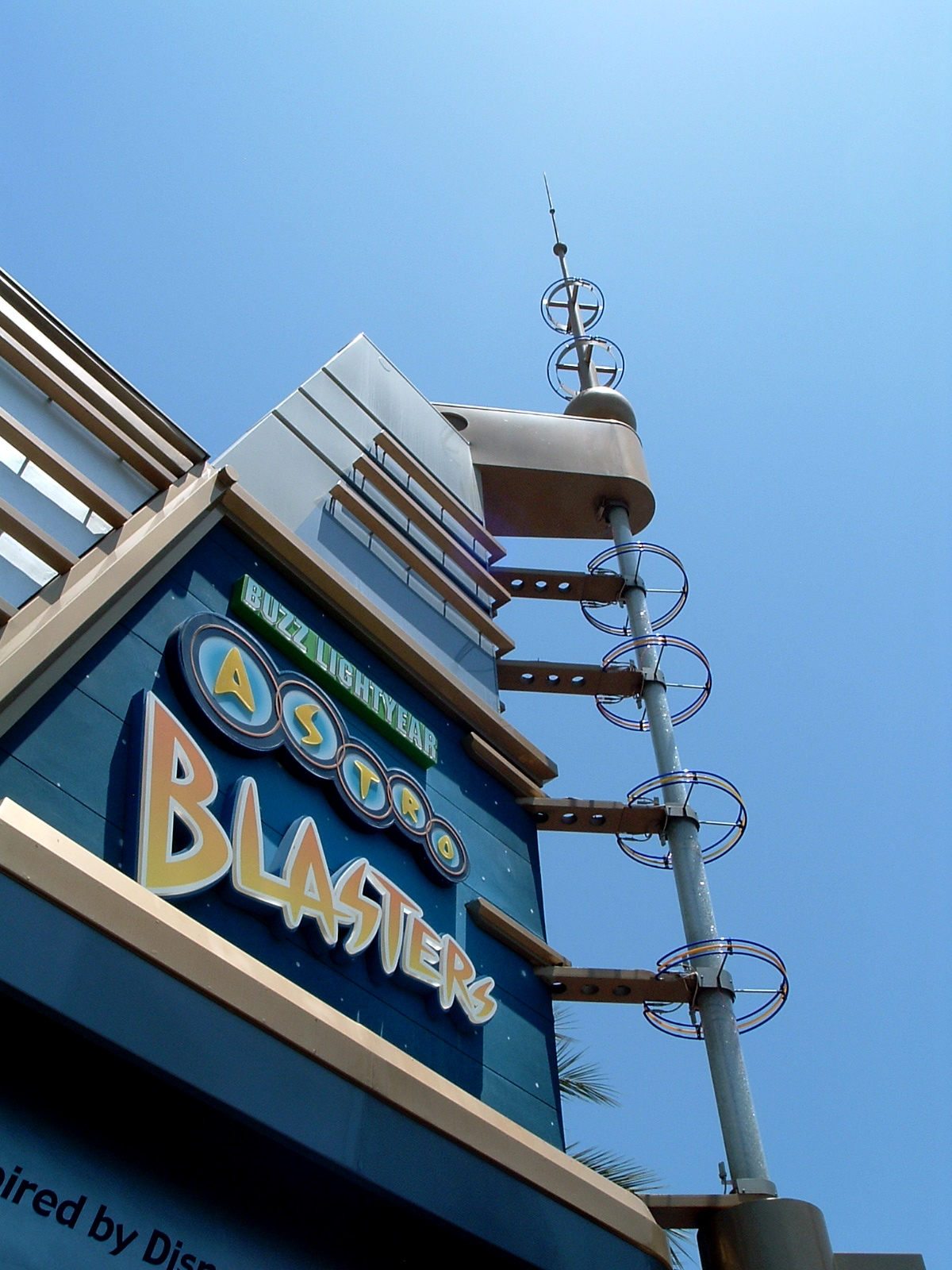
Buzz Lightyear's Astro Blasters à Disneyland
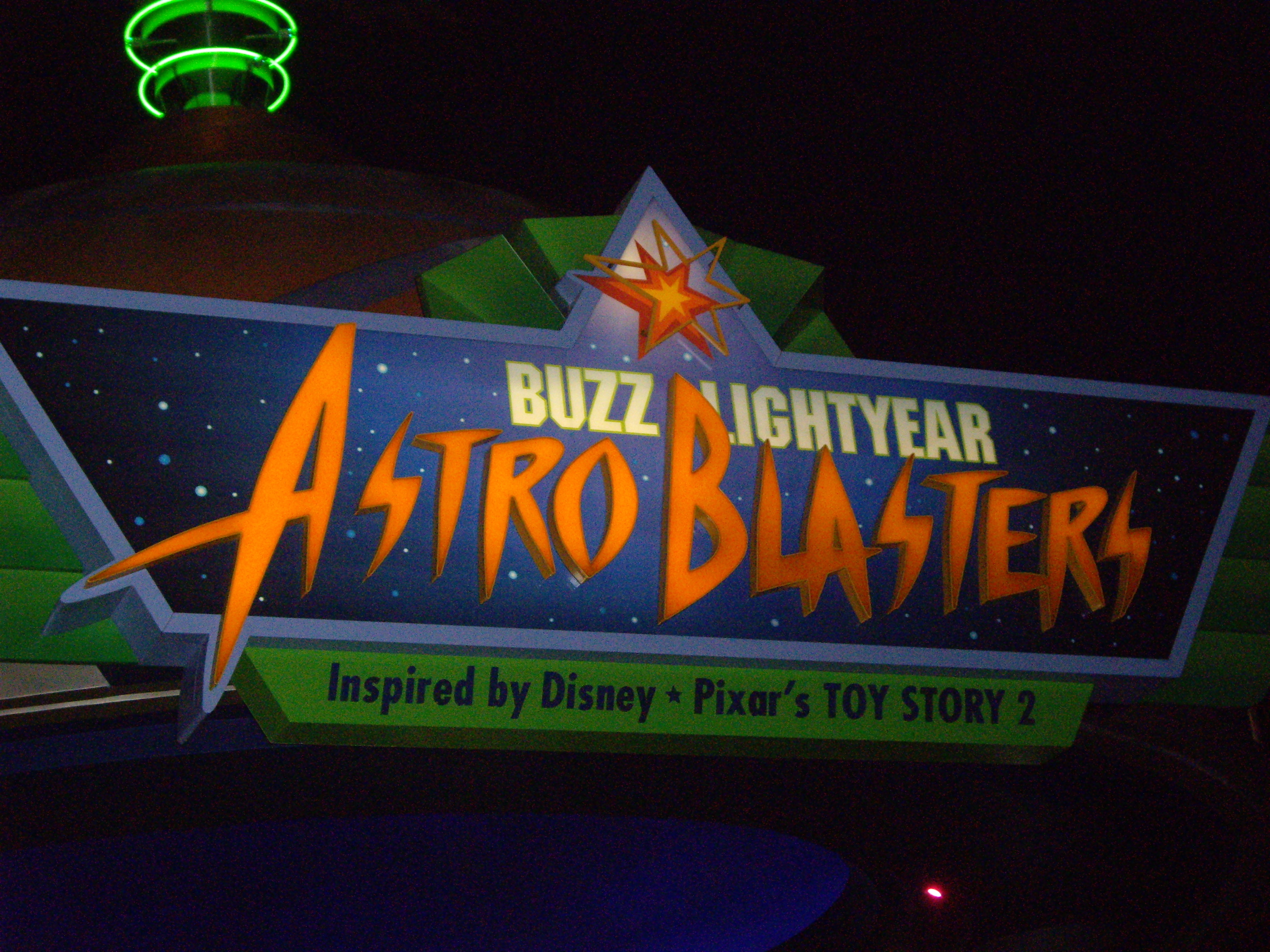
Buzz Lightyear's Astro Blasters à Hong Kong Disneyland
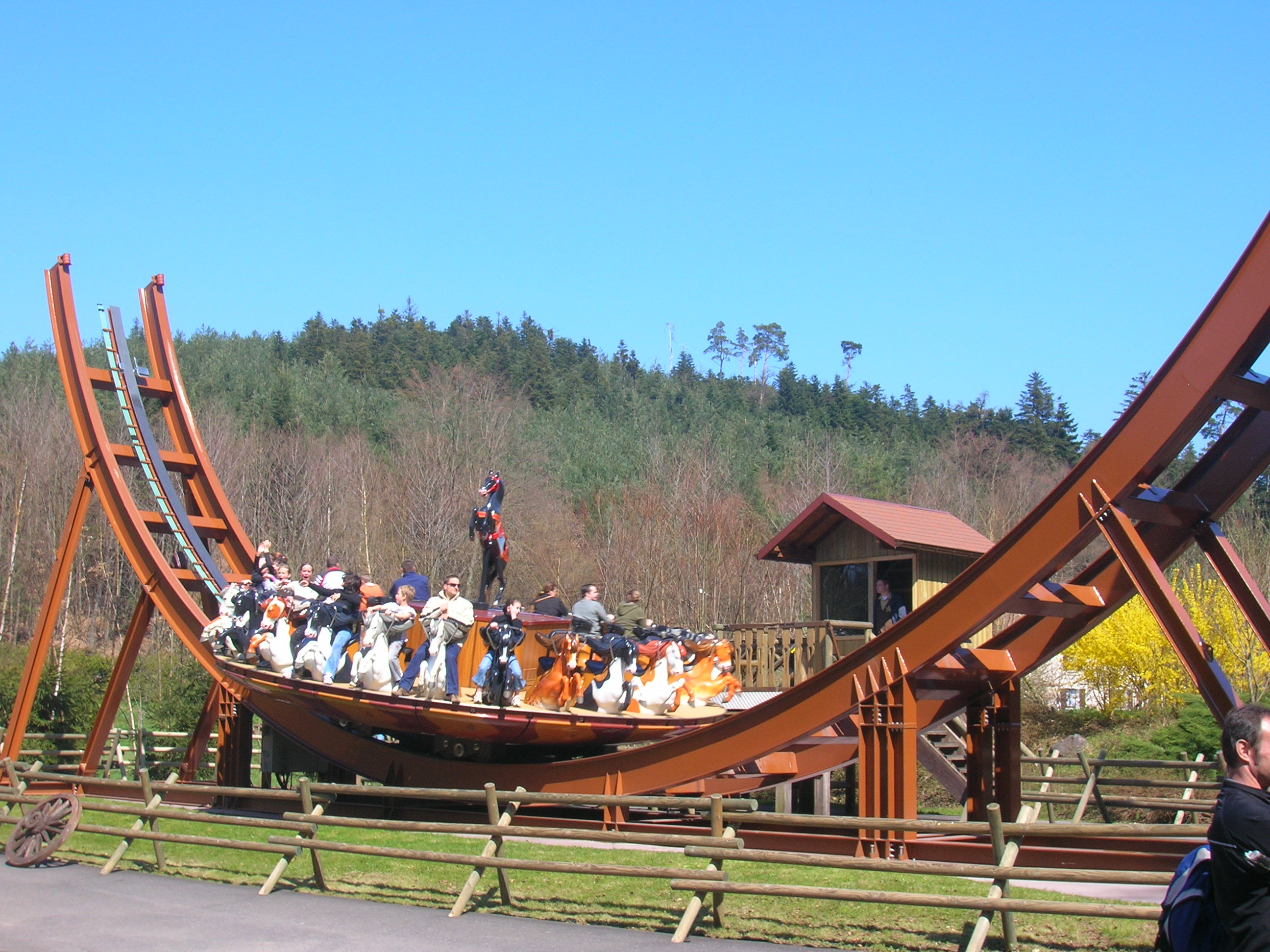
La Cavalerie à Fraispertuis-City
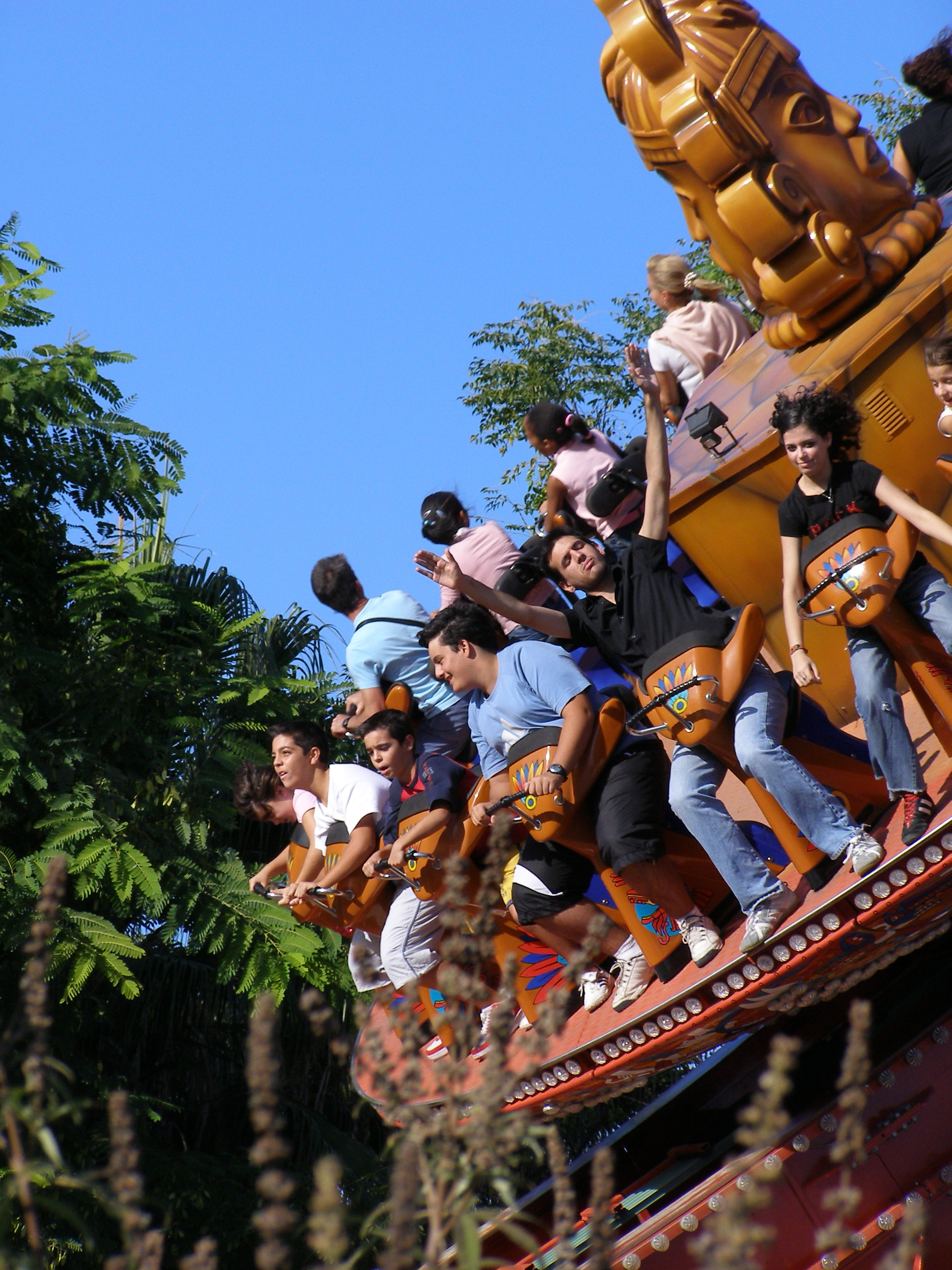
Ciklón à Isla Mágica
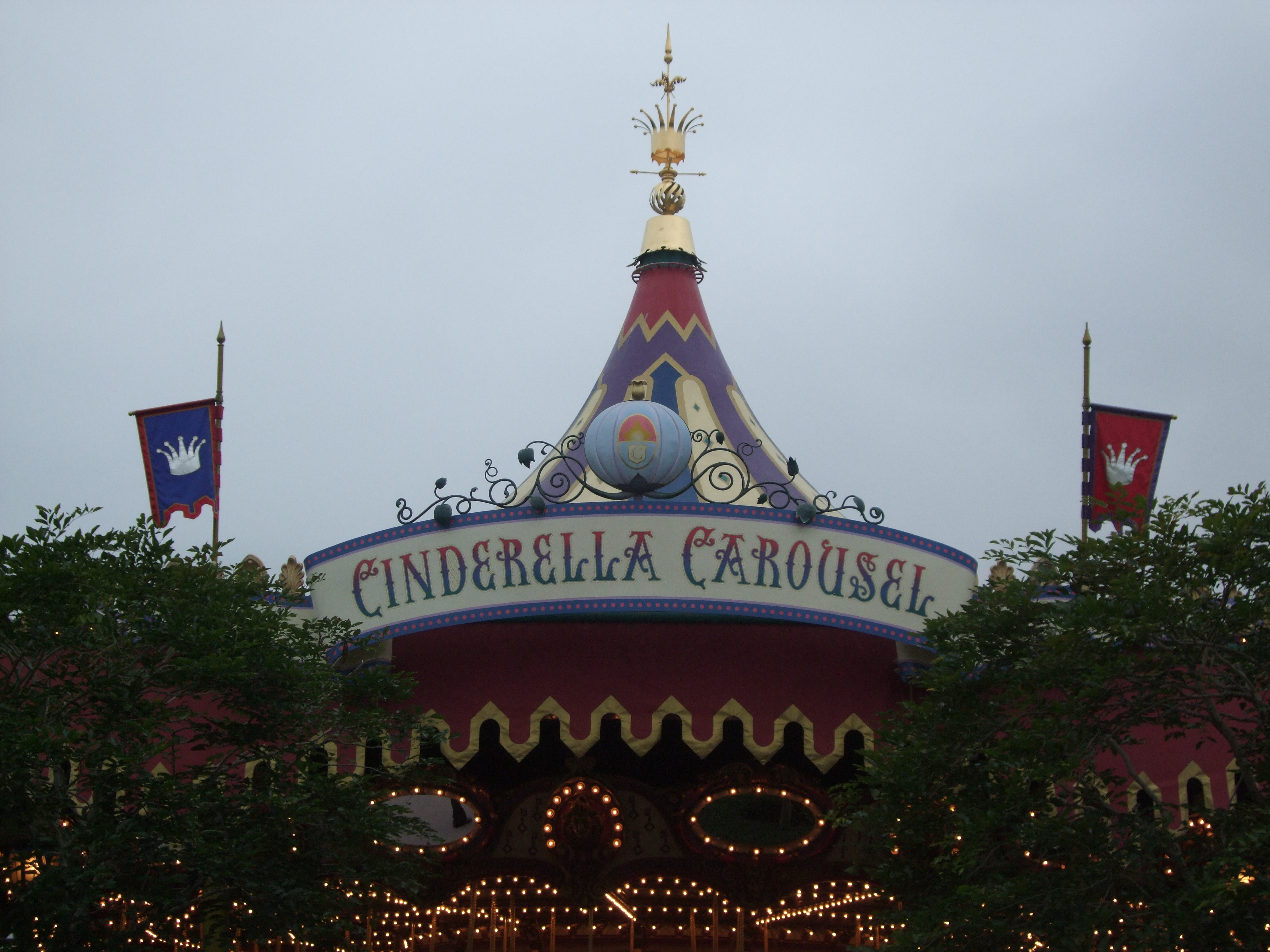
Cinderella Carousel à Hong Kong Disneyland
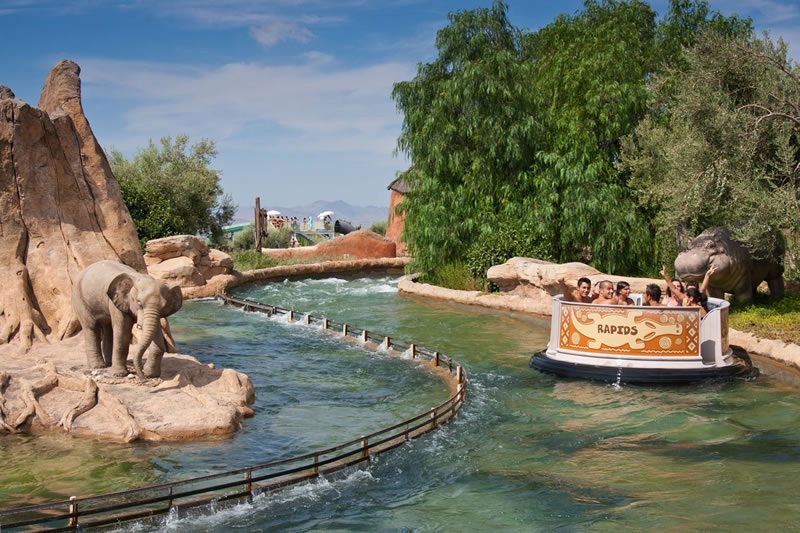
Crocodile Rapids à Etnaland
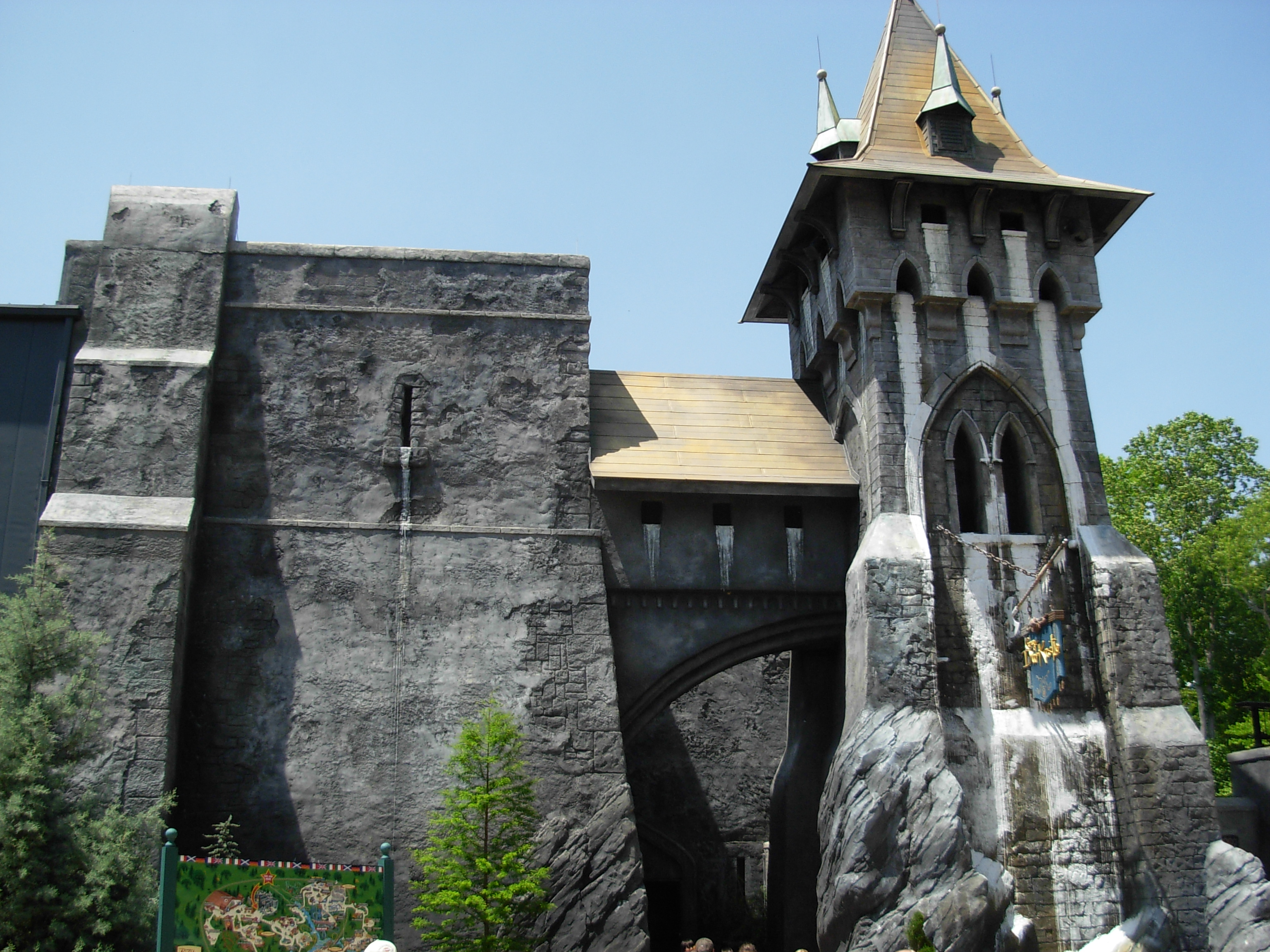
Curse of DarKastle à Busch Gardens Williamsburg
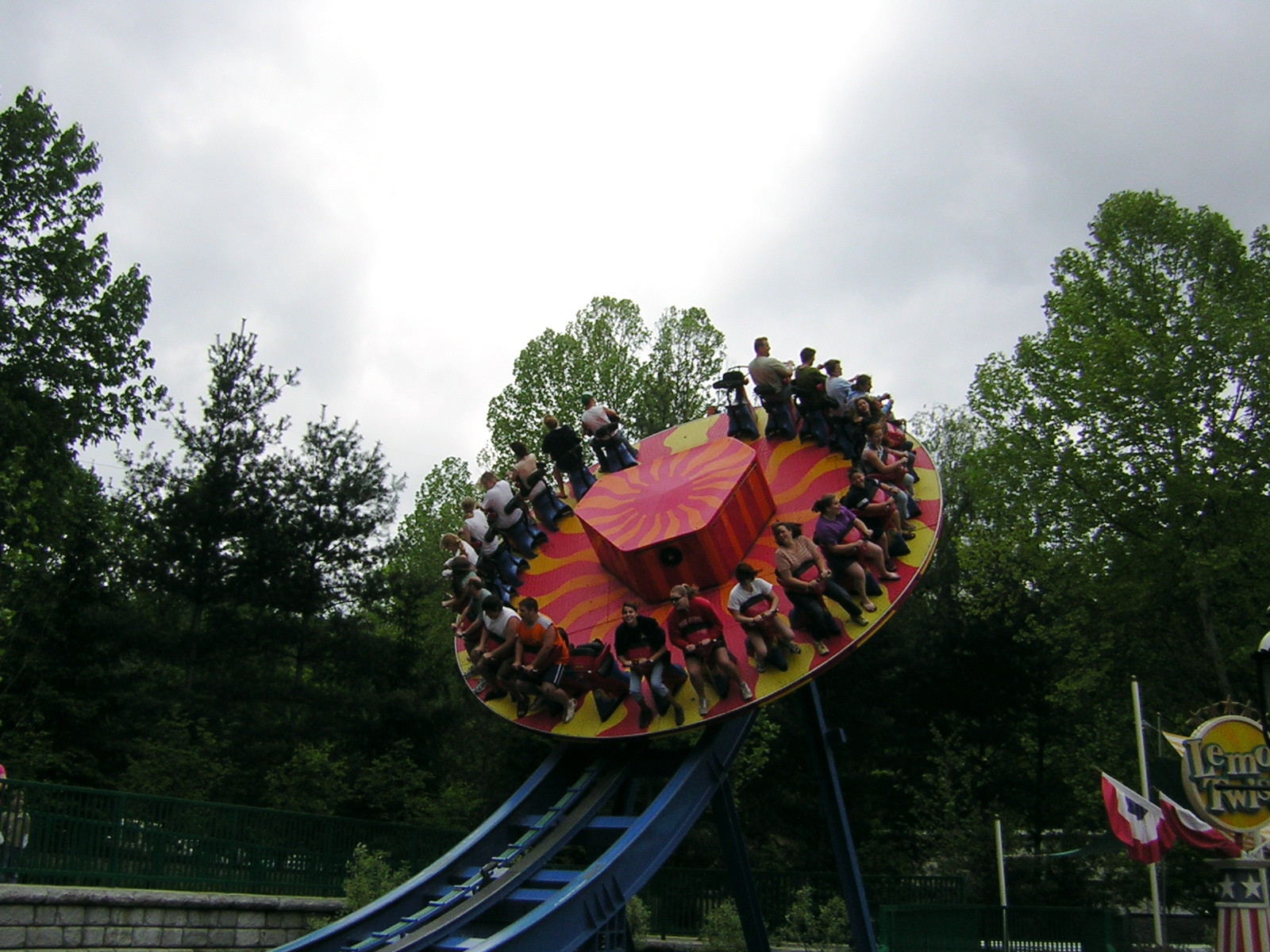
Dizzy Disk à Dollywood
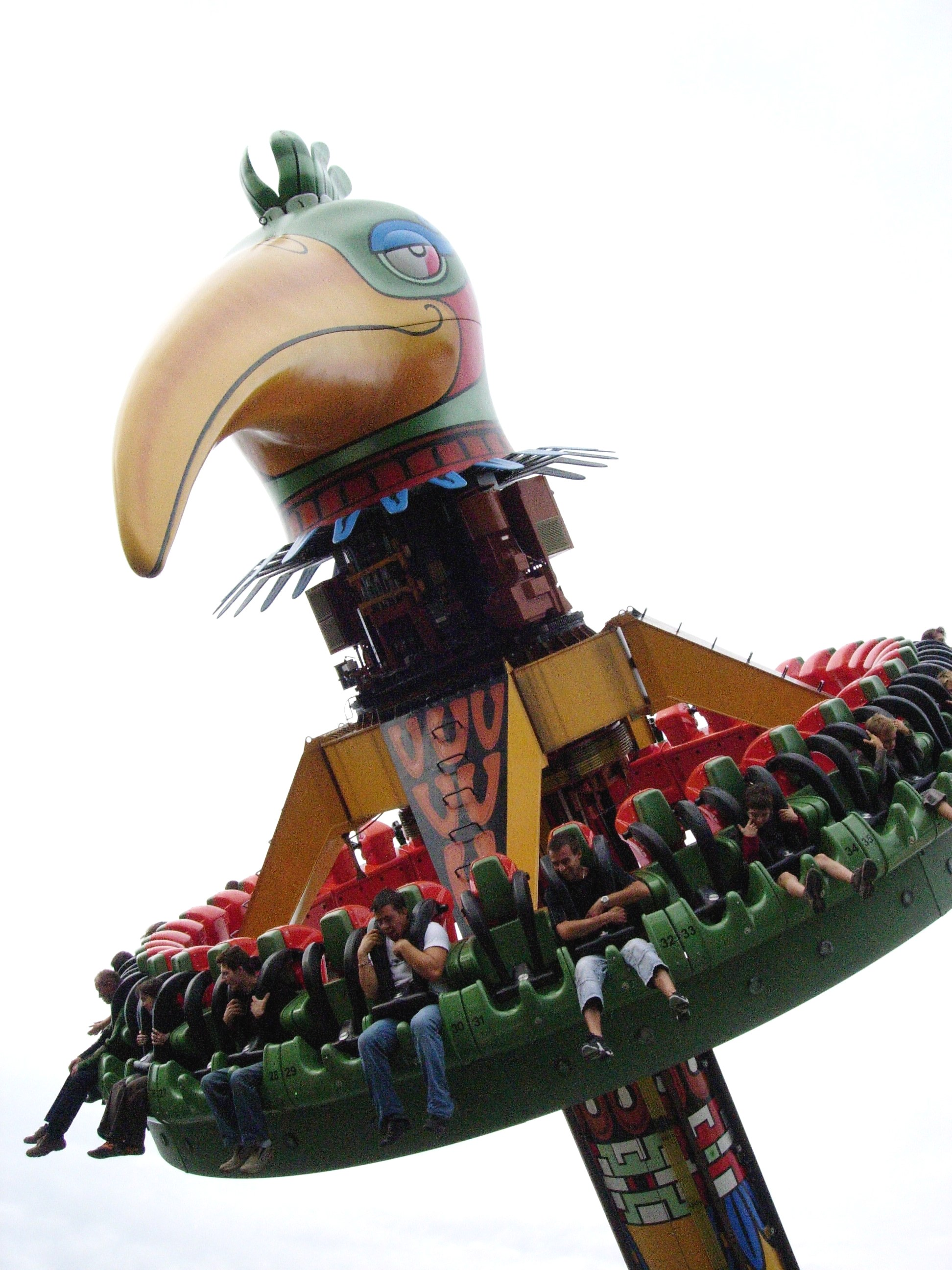
El Volador à Bellewaerde
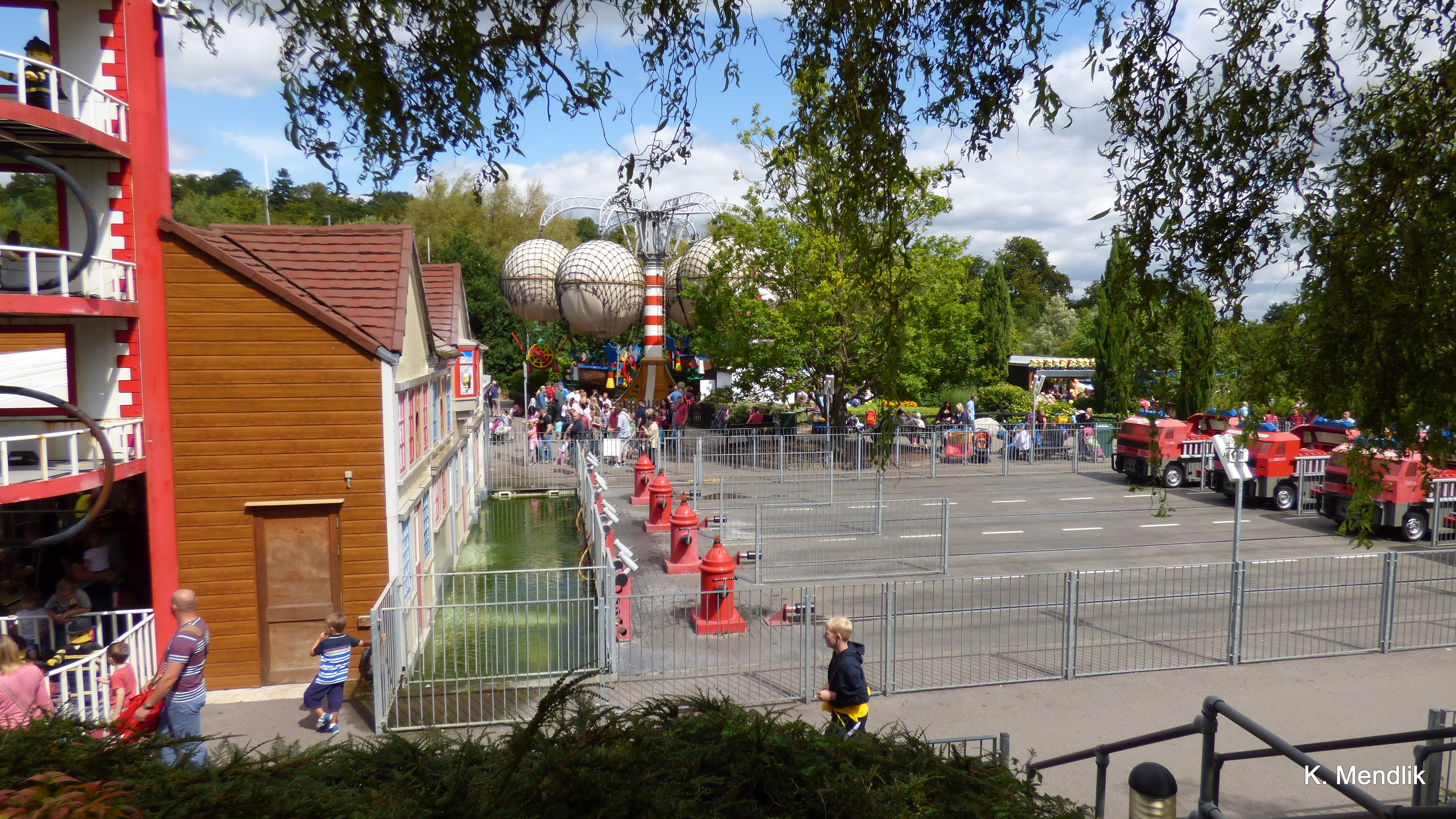
Fire Academy à Legoland Windsor
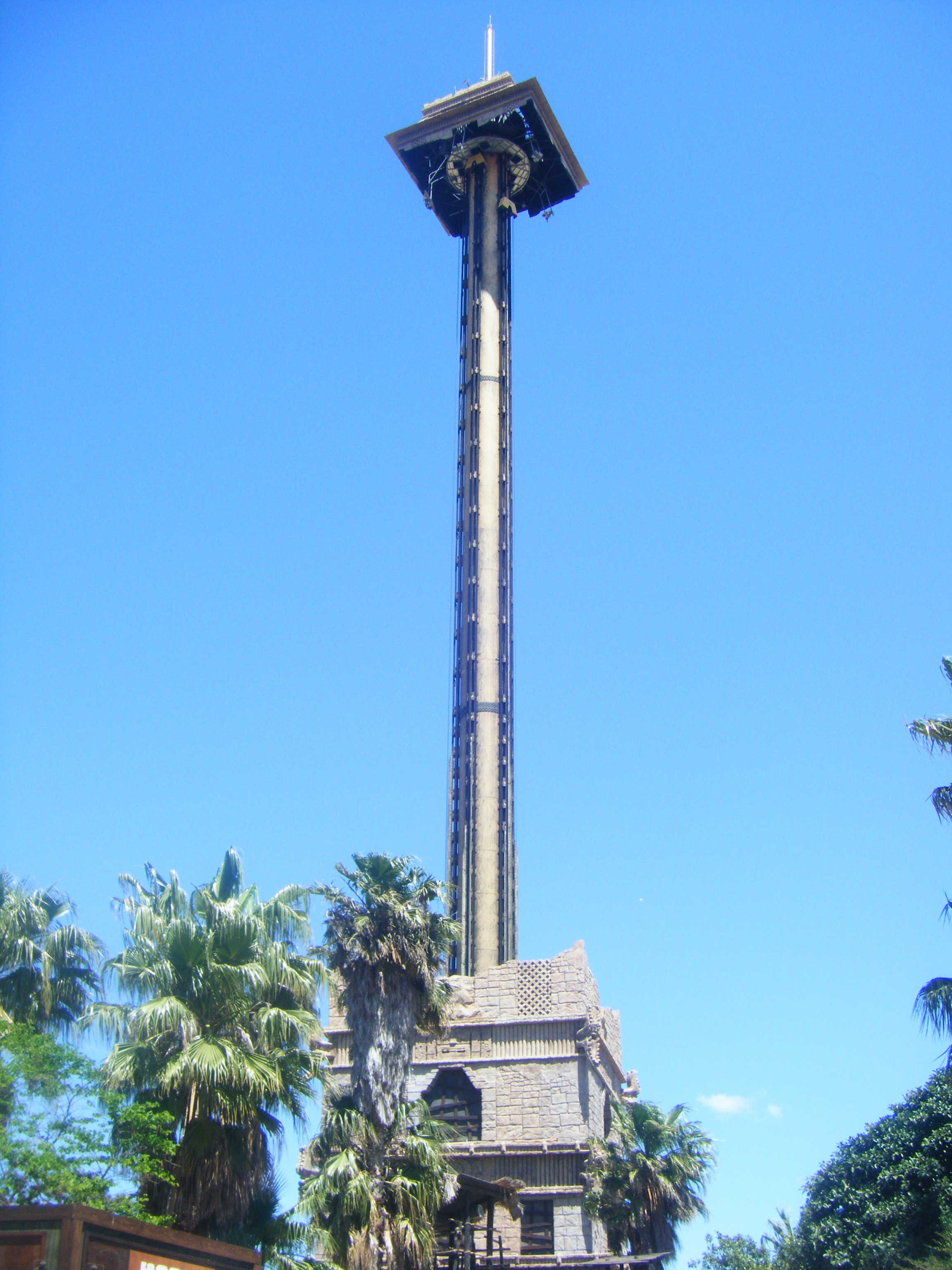
Hurakan Condor à PortAventura Park
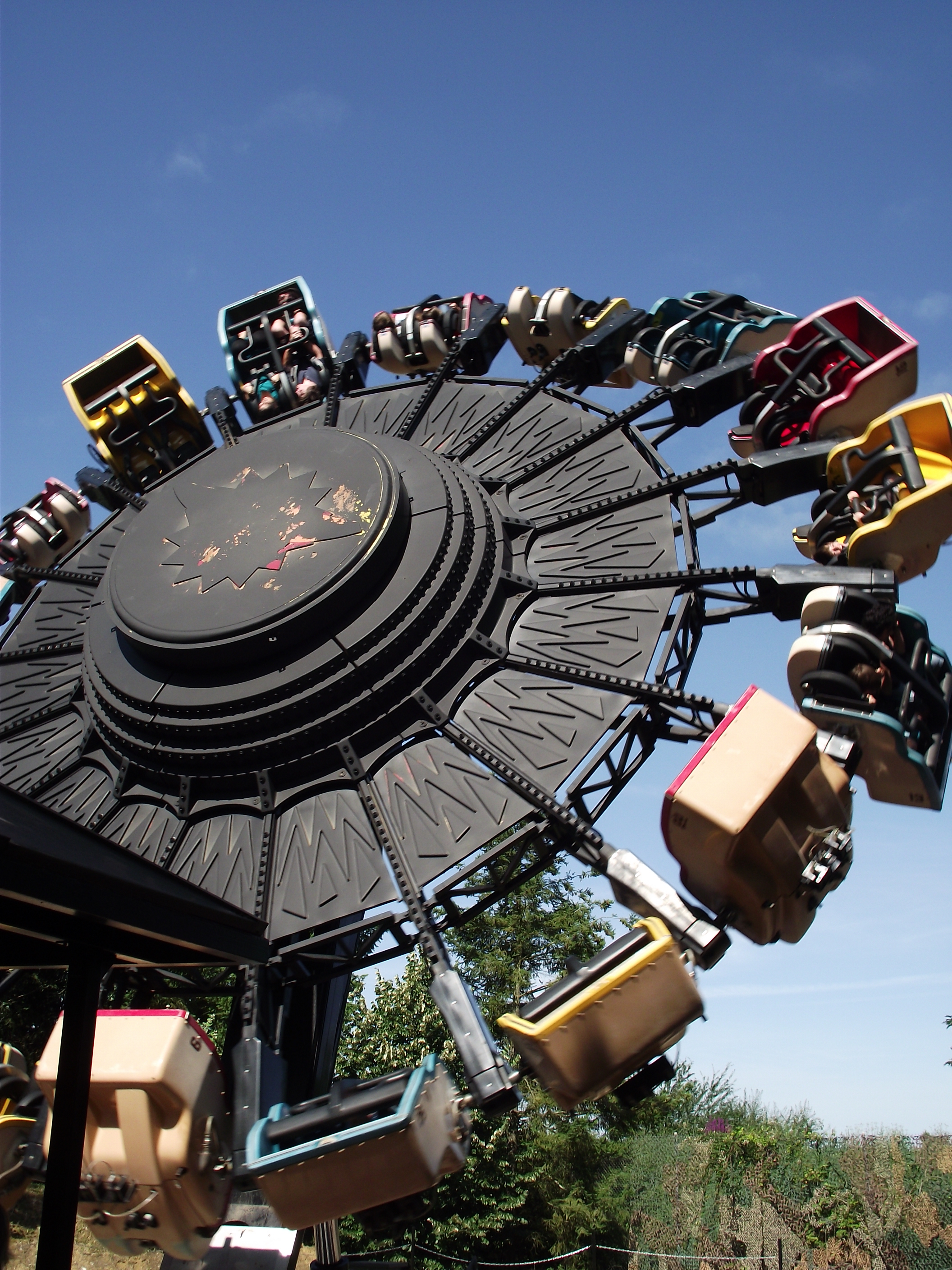
Kosmic à Walibi Aquitaine
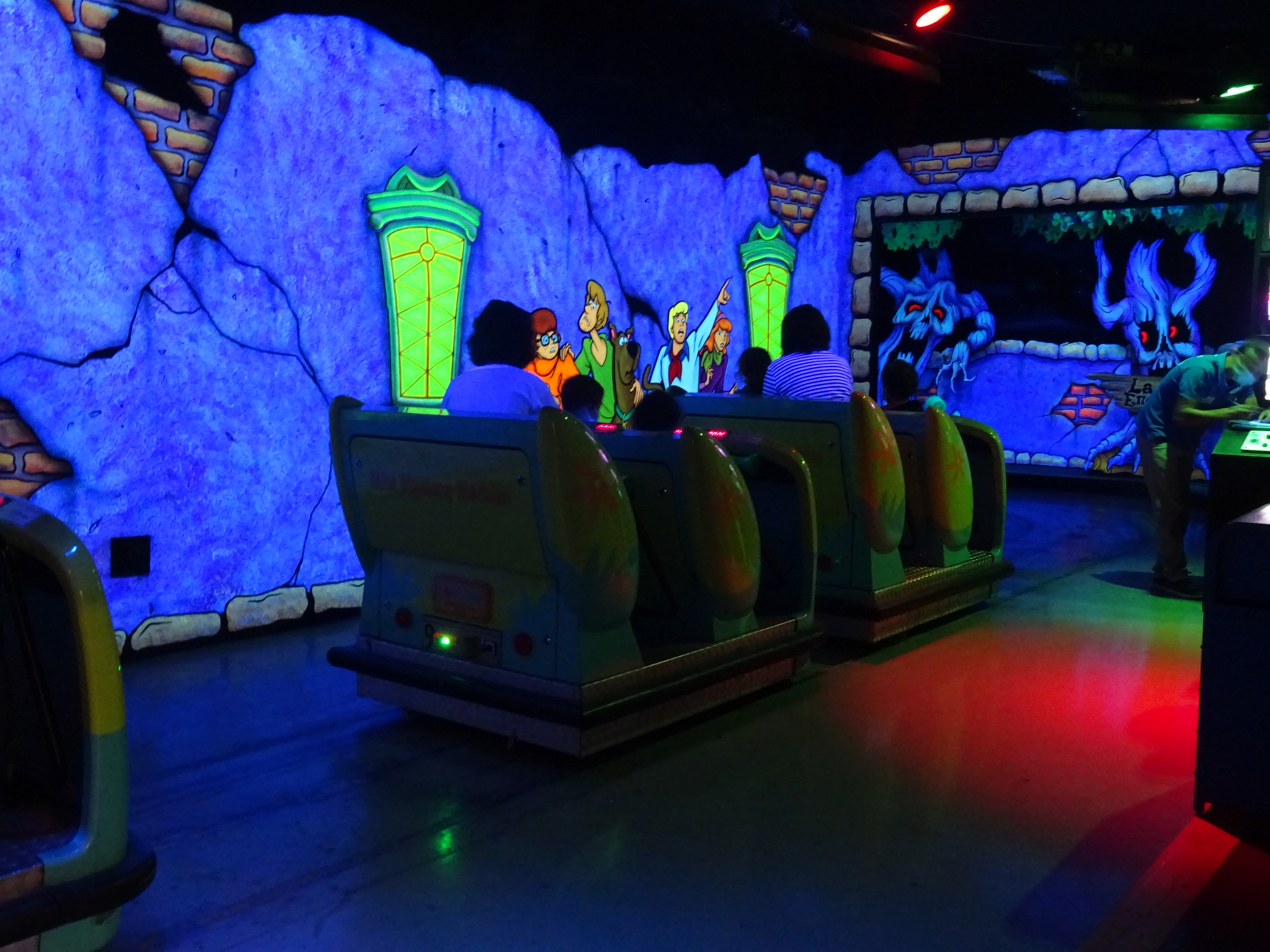
La Aventura de Scooby-Doo à Warner Bros. Movie World Madrid
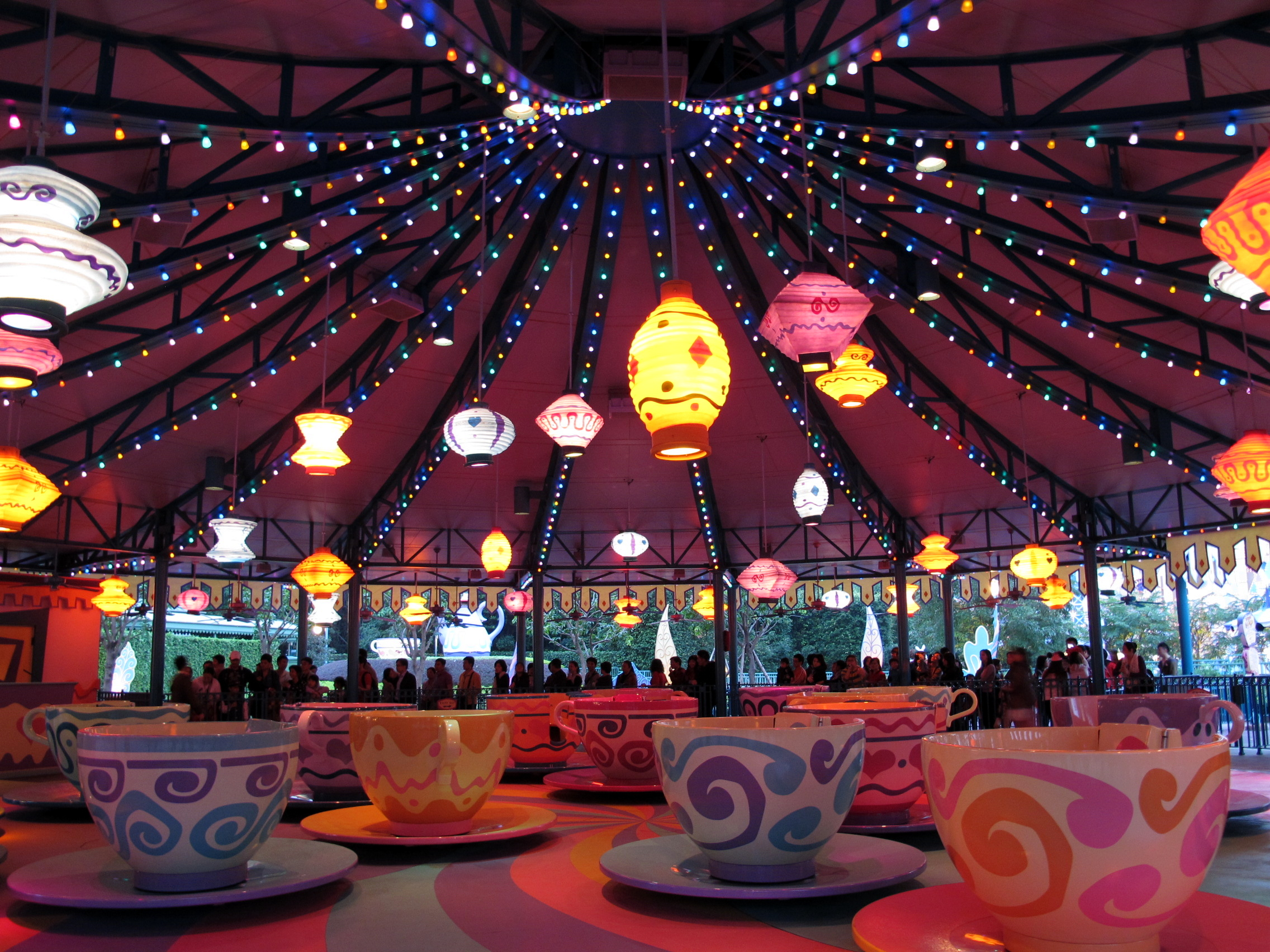
Mad Hatter Tea Cups à Hong Kong Disneyland
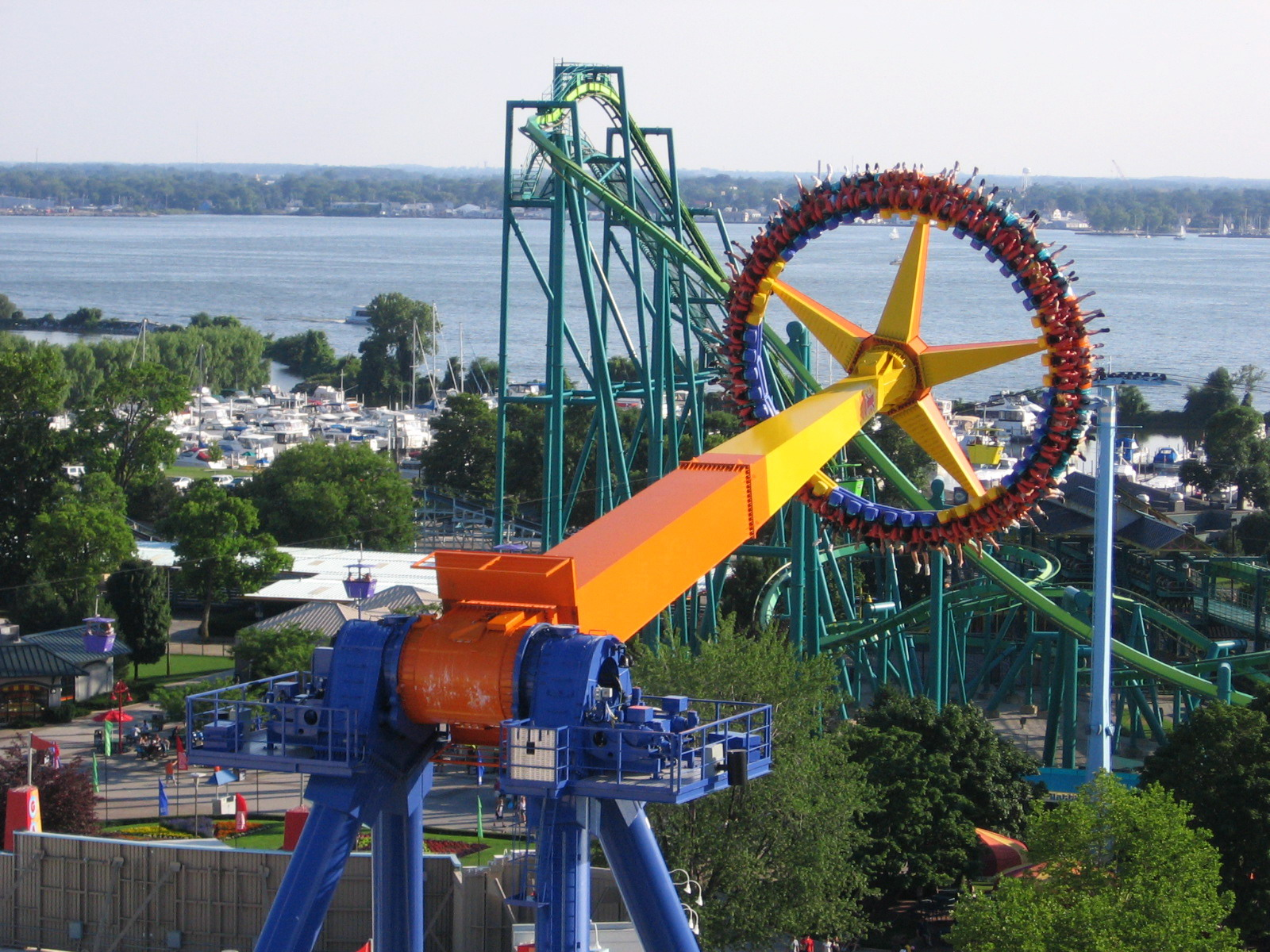
MaXair à Cedar Point
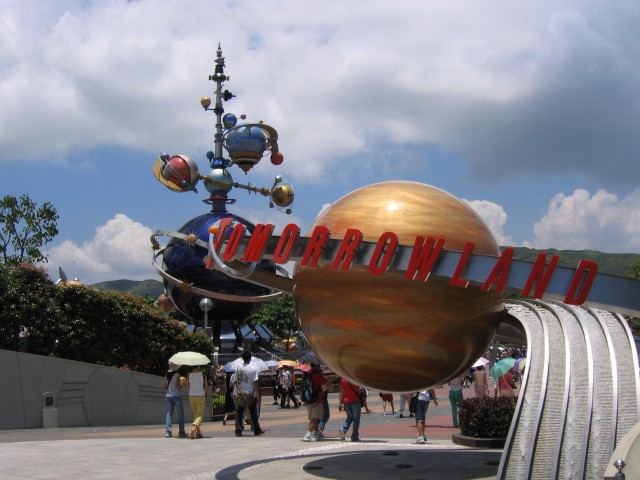
Orbitron à Hong Kong Disneyland
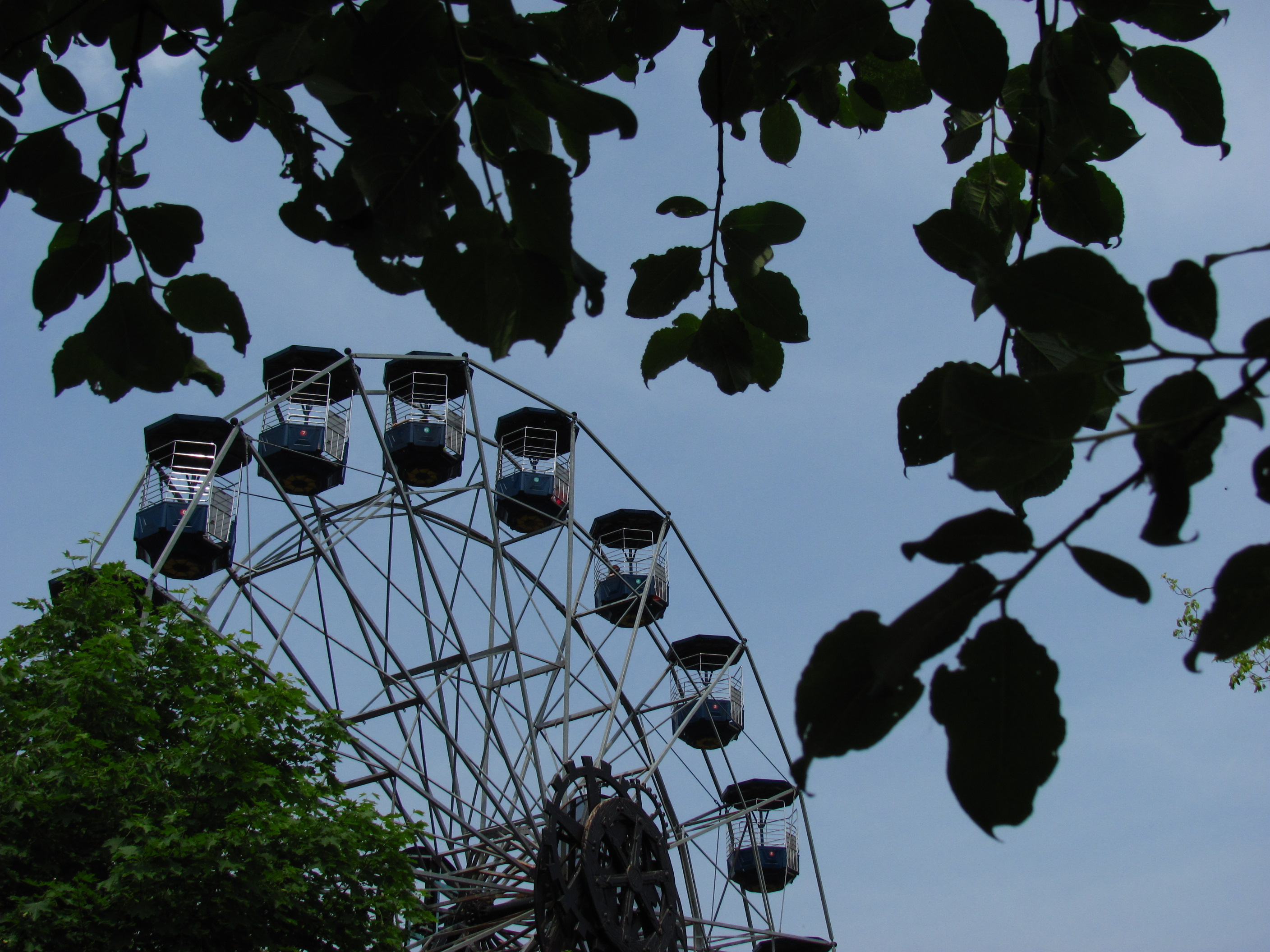
Peeking Heights à Chessington World of Adventures
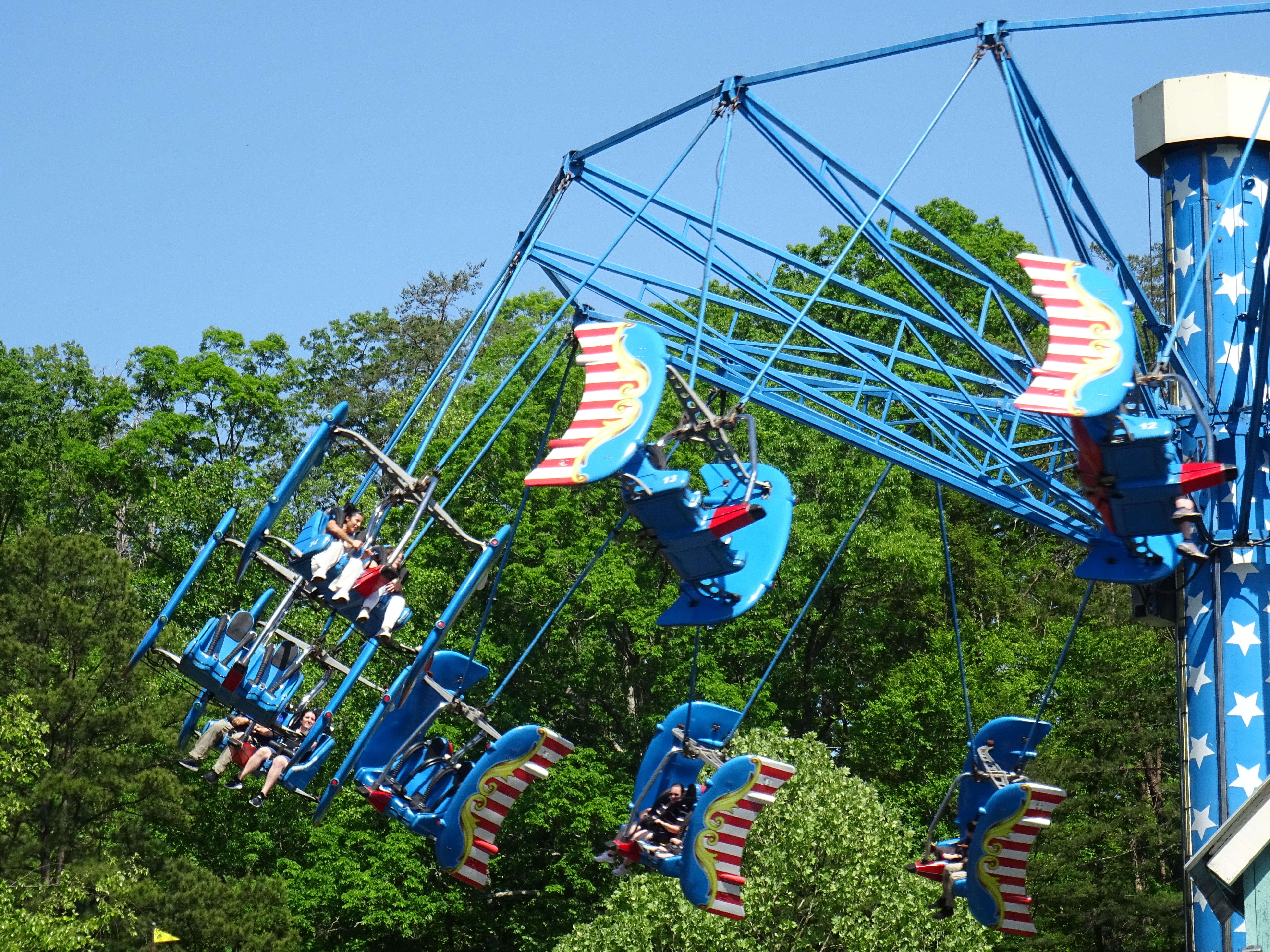
Sky Rider à Dollywood
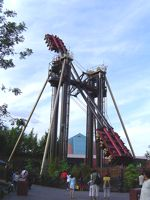
Slammer à Thorpe Park
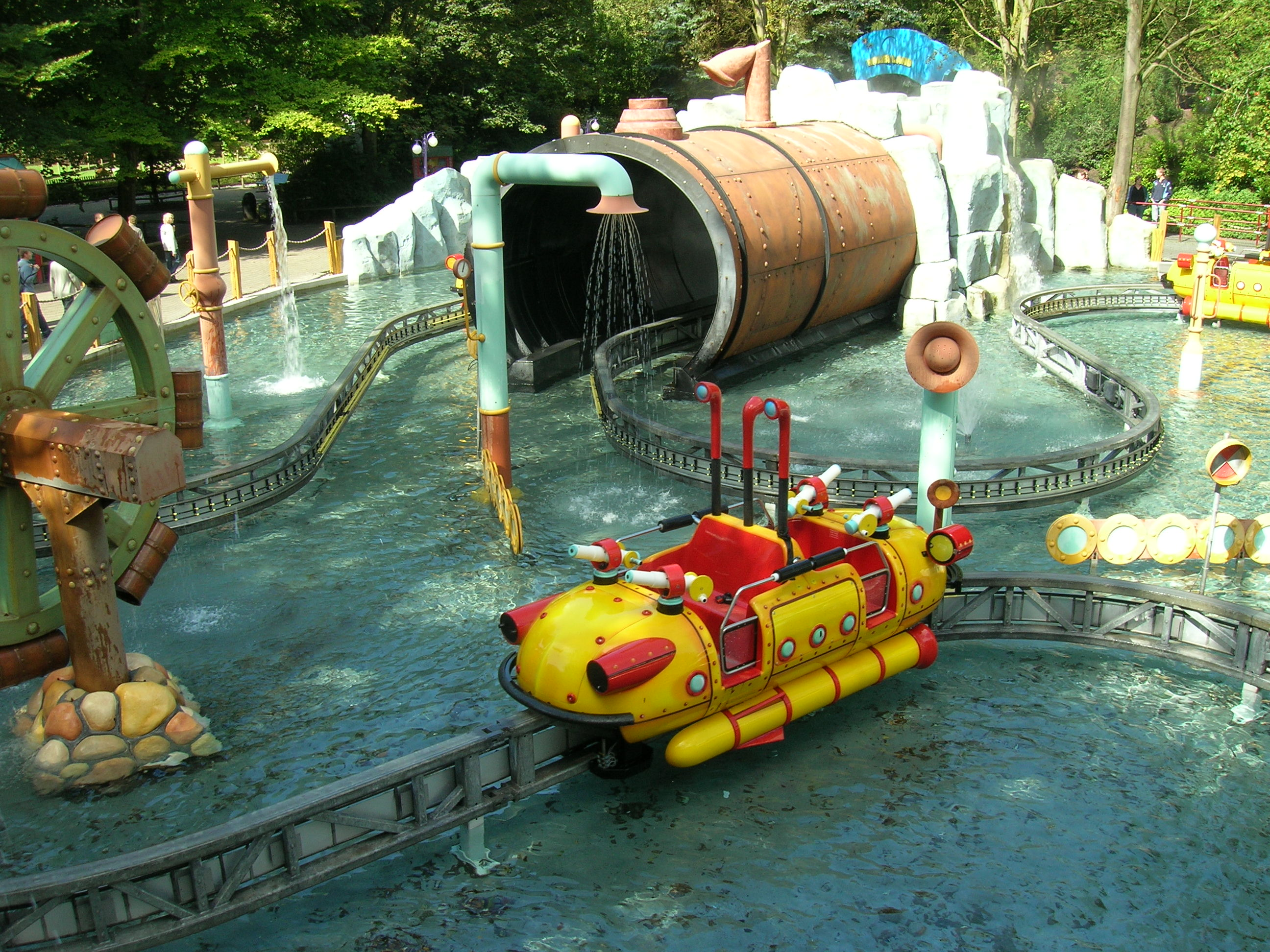
Splash Battle à Walibi World
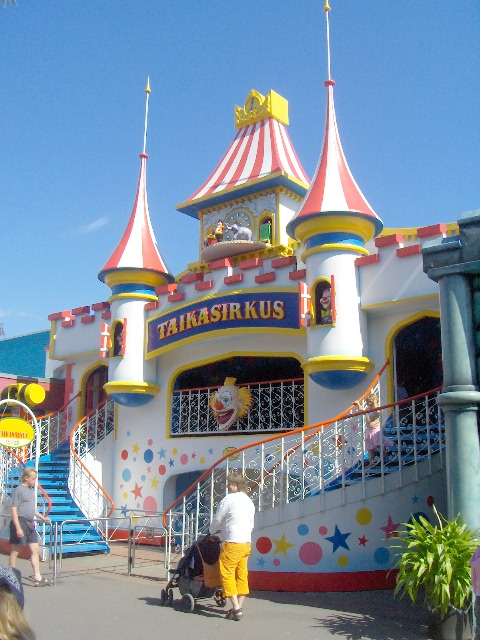
Taikasirkus à Linnanmäki
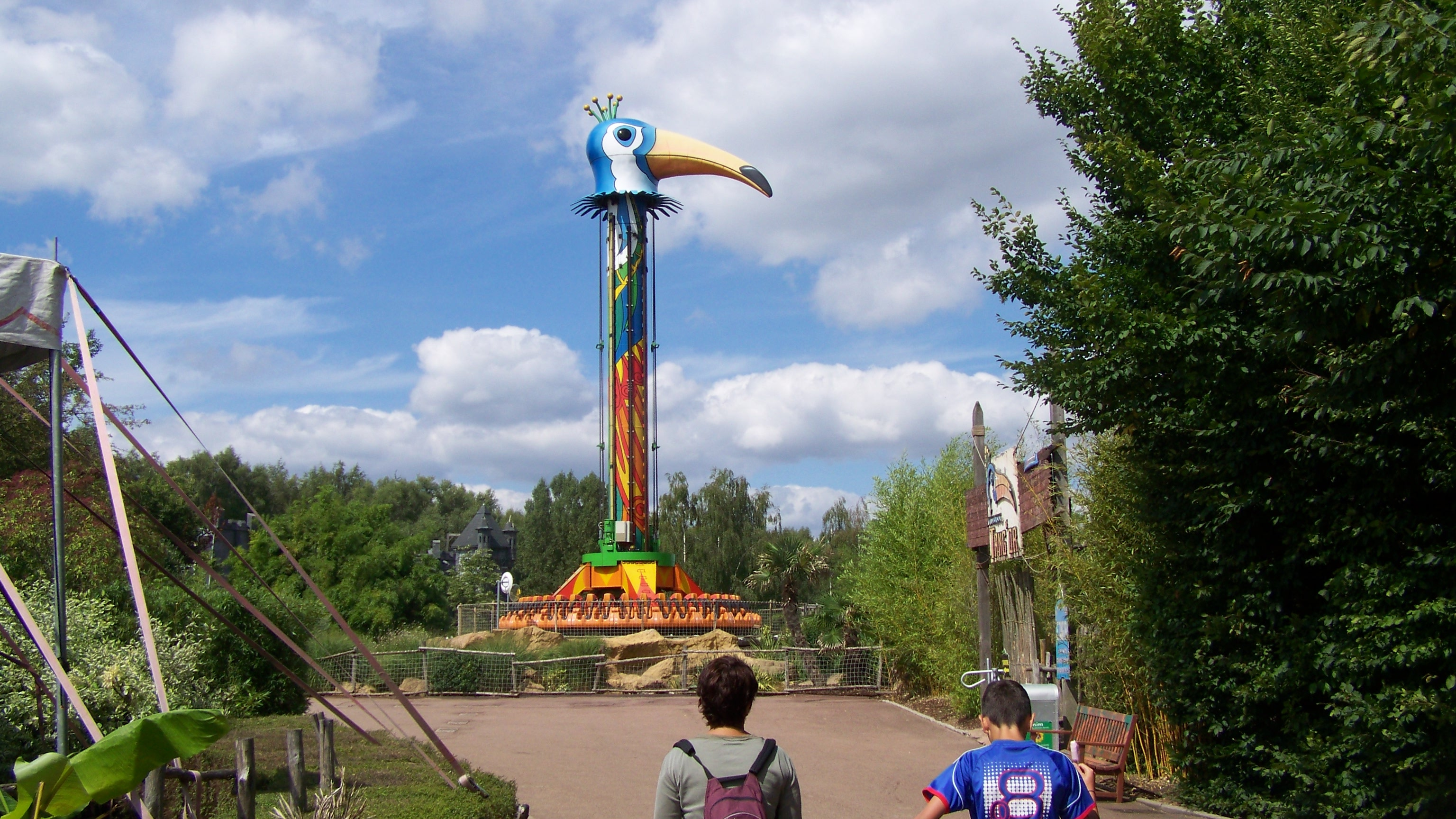
Tang'or à Walibi Lorraine
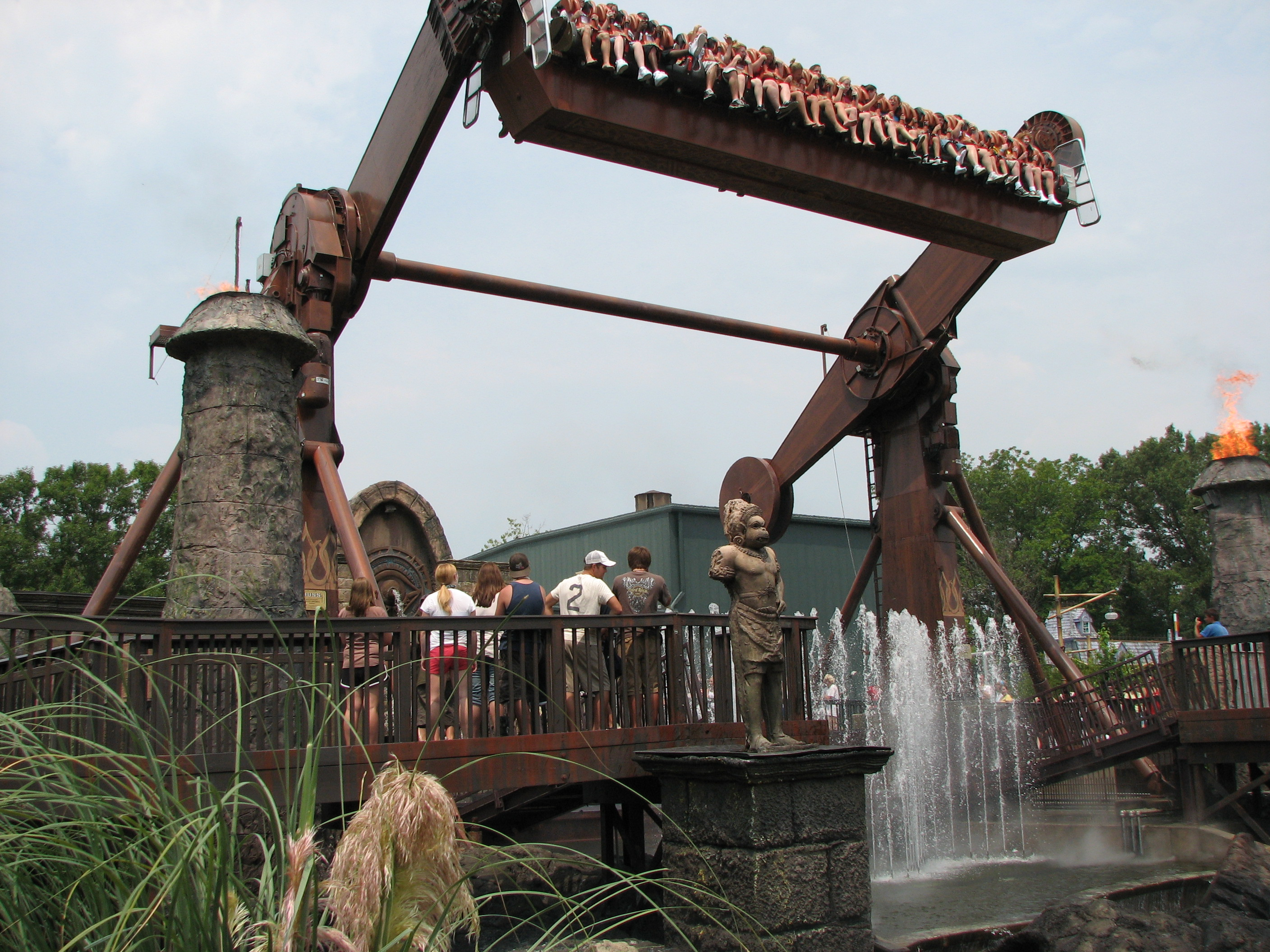
Tomb Raider: Firefall à Kings Dominion
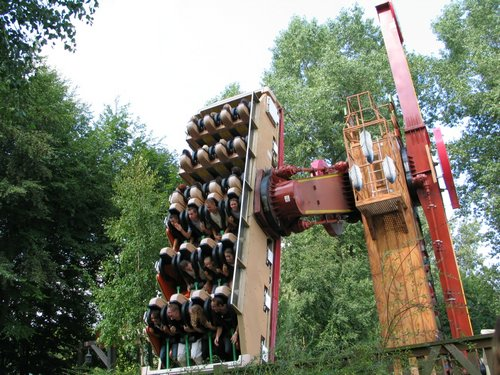
Tomahawk à Walibi Rhône-Alpes
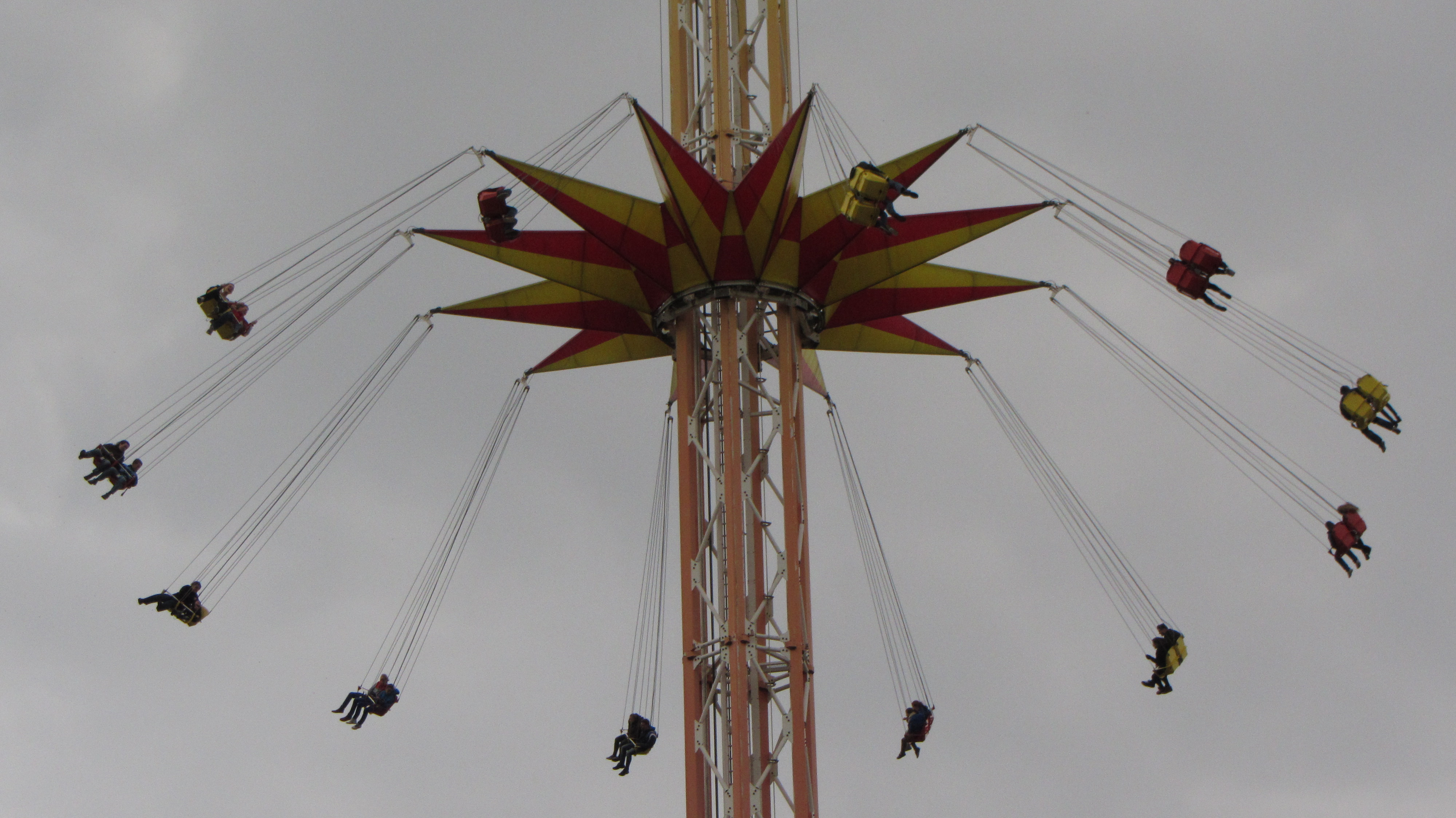
Torre del Mar à Hansa-Park
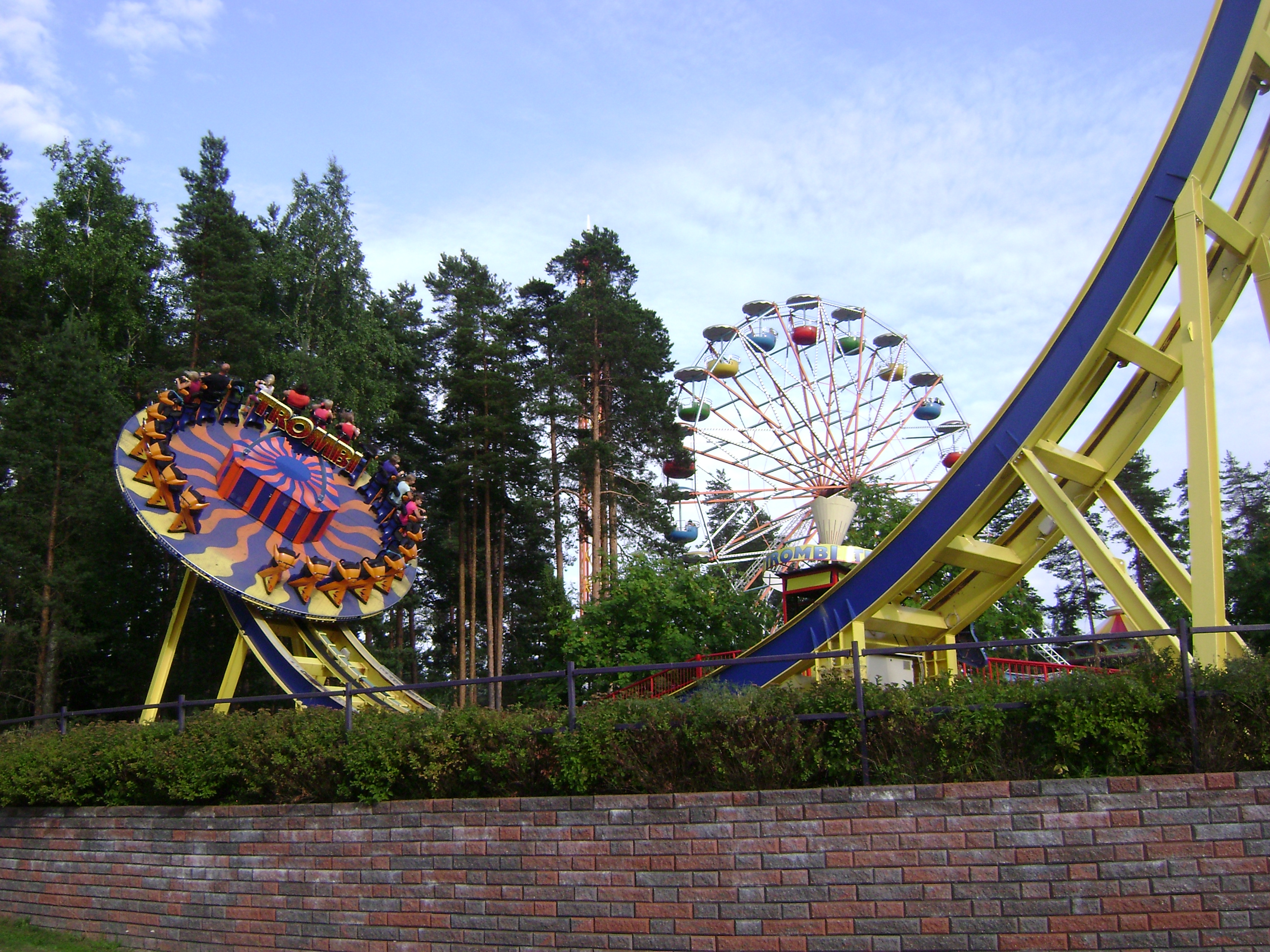
Trombi à Tykkimäki
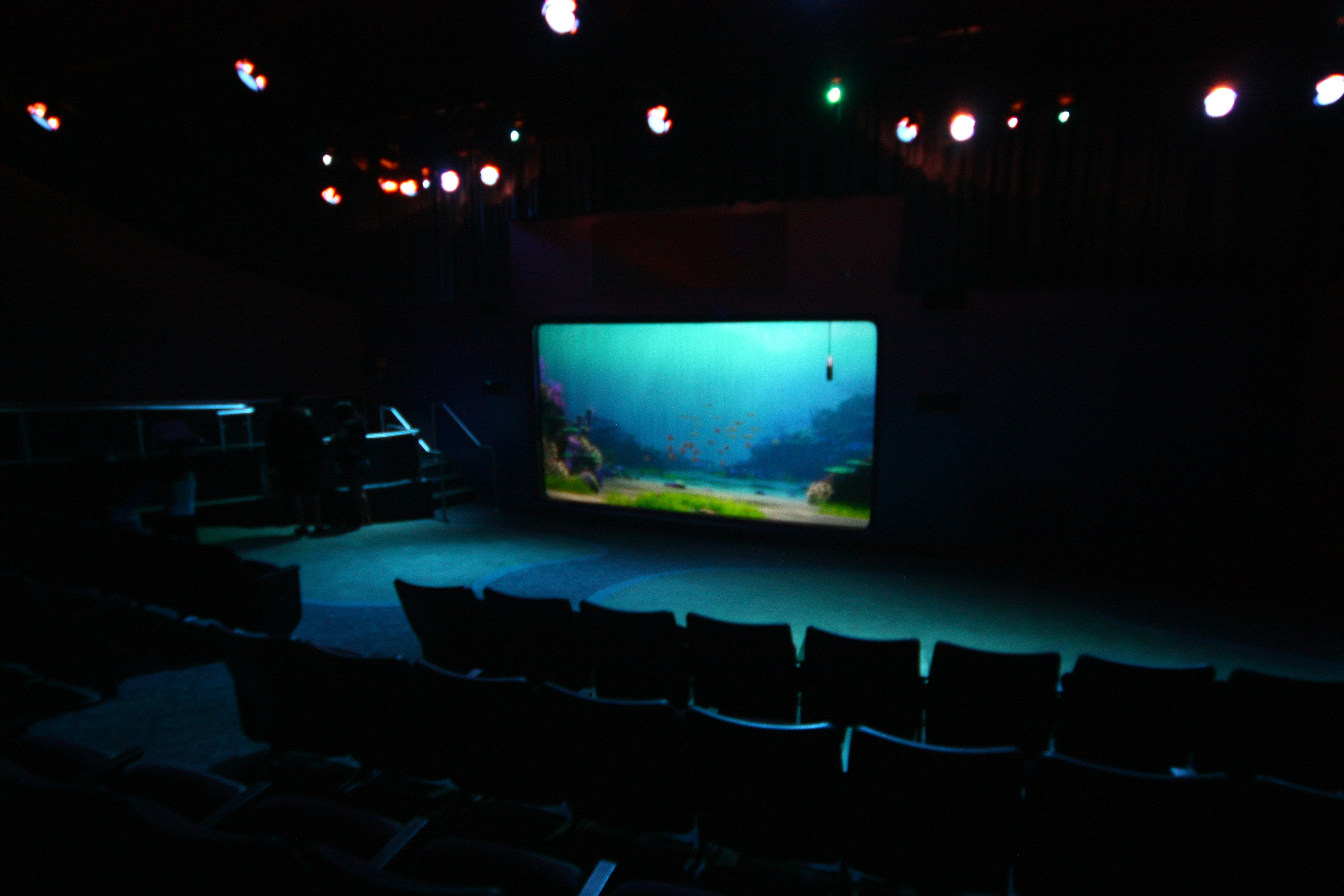
Turtle Talk with Crush à Disney's California Adventure
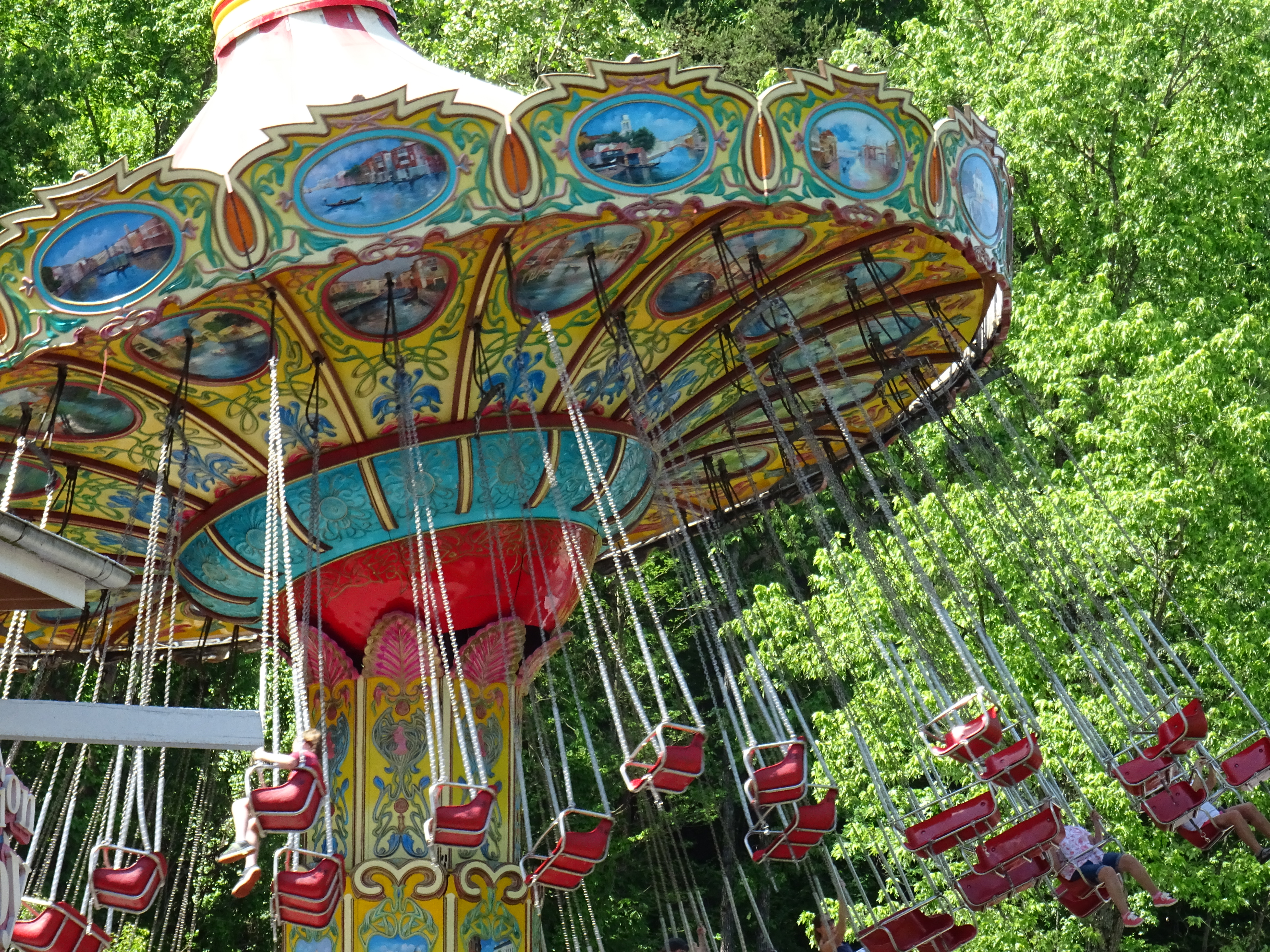
Waltzing Swinger à Dollywood

#### Nouveau thème
| Nom               | Type / Modèle   | Constructeur | Parc               | Pays      | Anciennement           |
| ----------------- | --------------- | ------------ | ------------------ | --------- | ---------------------- |
| Ice Age Adventure | Barque scénique | Intamin      | Movie Park Germany | Allemagne | Looney Tunes Adventure |

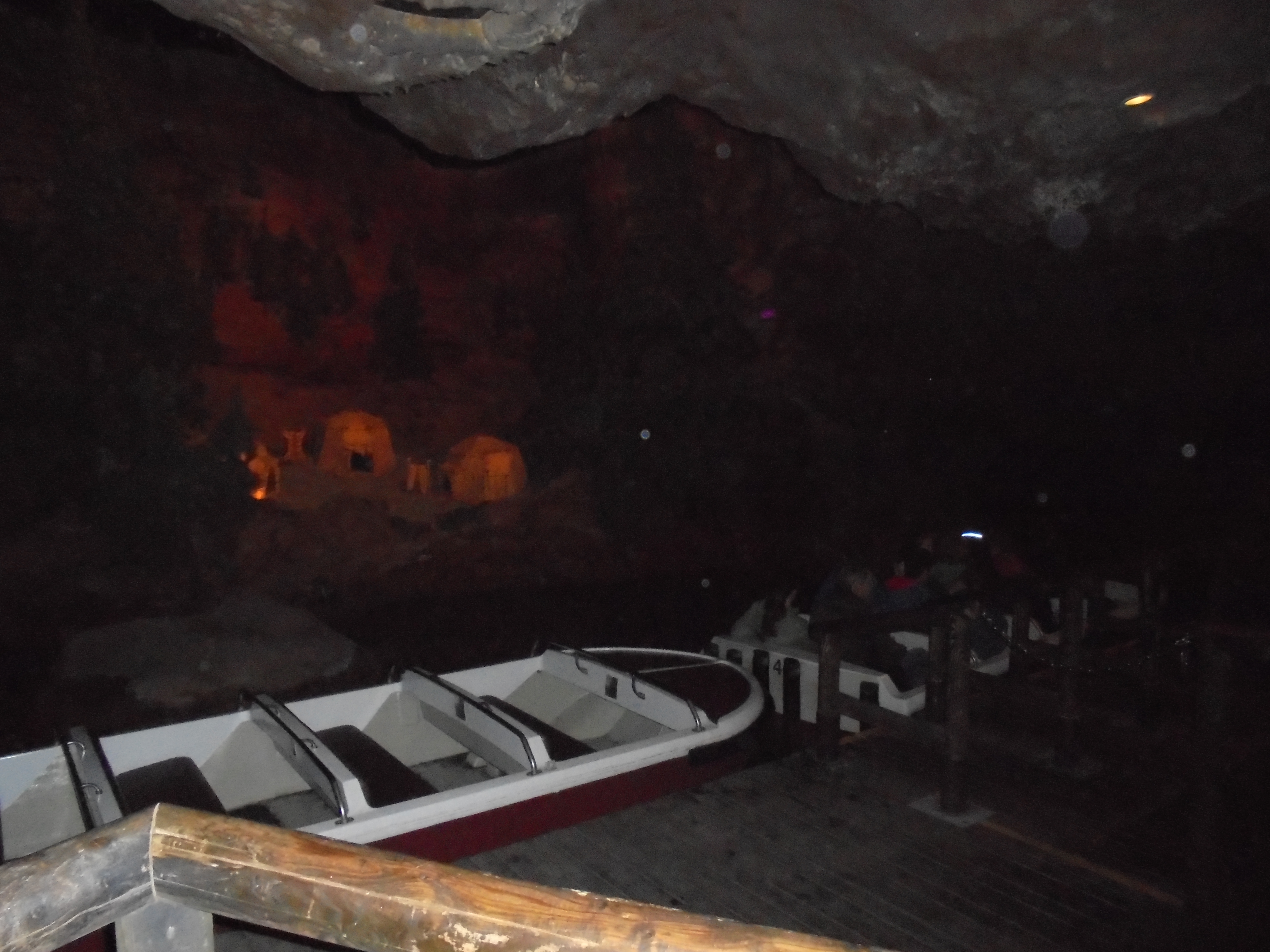
Ice Age Adventure à Movie Park Germany

## Hôtels
- Hôtel des Pirates à Nigloland ( France)

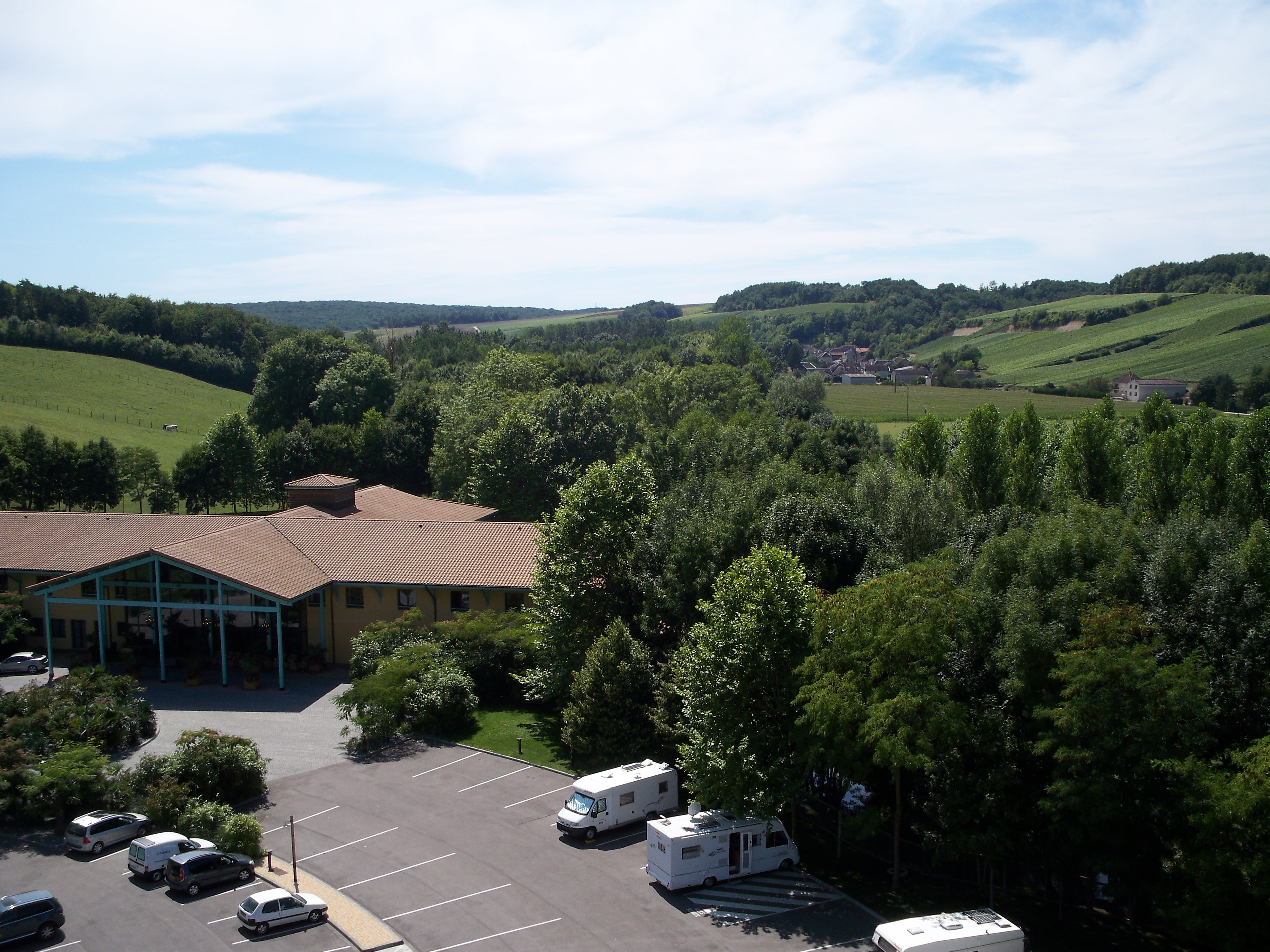
Hôtel des Pirates à Nigloland